# Venezuela
Venezuela (pronúncia espanhola: [be.neˈswe.la]), oficialmente República Bolivariana da Venezuela (em castelhano:  República Bolivariana de Venezuela), é um país da América localizado na parte norte da América do Sul, constituído por uma parte continental e inúmeras pequenas ilhas no Mar do Caribe, cuja capital e maior aglomeração urbana é a cidade de Caracas. Possui uma área de 916 445 km², sendo o 32.º maior país no mundo em território. Suas fronteiras são delimitadas a norte com o Mar do Caribe, a oeste com a Colômbia, ao sul com o Brasil e ao leste com a Guiana, com quem mantém disputas territoriais. Através das suas zonas marítimas, tem soberania sobre 71 295 km² de mar territorial, 22 224 km² na zona contígua, 471 507 km² do Mar do Caribe e o Oceano Atlântico sob o conceito de zona econômica exclusiva, e 99 889 km² de plataforma continental. Esta área marinha faz fronteira com treze estados soberanos, sendo Trinidad e Tobago, Granada, São Vicente e Granadinas, Santa Lúcia e Barbados alguns deles. Sua população é estimada em 28 067 000 habitantes e a capital nacional é Caracas.
O país é amplamente conhecido por suas vastas reservas de petróleo, pela diversidade ambiental do seu território e por seus diversos recursos naturais. É considerado um país megadiverso, com uma fauna diversificada e uma grande variedade de habitats protegidos. O território venezuelano foi colonizado pelo Império Espanhol em 1522, apesar da resistência dos povos nativos. Em 1811, tornou-se uma das primeiras colônias hispano-americana a declarar a independência, mas que apenas foi consolidada em 1830, quando a Venezuela deixou de ser um departamento da Grã-Colômbia. Durante o século XIX, o país sofreu com instabilidade política e autocracia, dominado por caudilhos regionais até meados do século XX. Desde 1958, houve uma série de governos democráticos.
No entanto, crises econômicas nos anos 1980 e 1990 levaram a grandes crises políticas e agitação social generalizada, como os tumultos mortais do Caracazo em 1989, duas tentativas de golpe em 1992 e o impeachment de um presidente por acusações de desvio de fundos públicos em 1993. O colapso da confiança nos partidos existentes culminou na eleição presidencial de 1998, o catalisador da Revolução Bolivariana, que começou com uma Assembleia Constituinte de 1999, quando uma nova Constituição da Venezuela foi imposta. Nos primeiros anos do regime, as políticas populistas de bem-estar social do governo foram reforçadas pelo aumento dos preços do petróleo, da despesa social e pela redução da desigualdade econômica e da pobreza. No entanto, os níveis de pobreza voltaram a aumentar rapidamente na década de 2010 e as eleições presidenciais de 2013 foram amplamente contestadas, o que levou a protestos generalizados e desencadeou outra crise nacional que continua até hoje. Desde então, a Venezuela sofreu um colapso democrático, transformando-se num Estado autoritário, com posições baixas em classificações internacionais de liberdade de imprensa, liberdades civis e corrupção.
Apesar de ter as maiores reservas de petróleo conhecidas do mundo, os excessos e as políticas deficientes do governo em exercício levaram ao colapso de toda a economia nacional. O país luta contra uma hiperinflação recorde, escassez de bens básicos, desemprego, pobreza, doenças, elevada mortalidade infantil, subnutrição, problemas ambientais, criminalidade grave e corrupção. Estes fatores precipitaram a crise dos refugiados venezuelanos, quando cerca de 8 milhões de pessoas fugiram do país. Em 2017, a Venezuela deu calote no pagamento da dívida. A crise contribuiu para uma rápida deterioração da situação dos direitos humanos no país. As eleições presidenciais de 2024 não foram reconhecidas pelo Carter Center e pela Organização dos Estados Americanos devido à falta de transparência sobre os resultados e foram contestadas pela oposição, levando a protestos em todo o país.

## Etimologia
Segundo a versão mais popular e aceita, em 1499, uma expedição liderada por Alonso de Ojeda visitou a costa venezuelana. As casas sobre palafitas na área do Lago Maracaibo lembraram ao navegador italiano, Américo Vespúcio, a cidade de Veneza, na Itália, por isso ele deu à região o nome de Veneziola, ou "Pequena Veneza". A versão espanhola de Veneziola é Venezuela.
Martín Fernández de Enciso, membro da tripulação de Vespucci e Ojeda, fez um relato diferente. Em sua obra Suma de Geographia, ele afirma que a tripulação encontrou povos indígenas que se autodenominavam veneciuela. Assim, o nome “Venezuela” pode ter evoluído da palavra nativa.

## História

### Período pré-colombiano

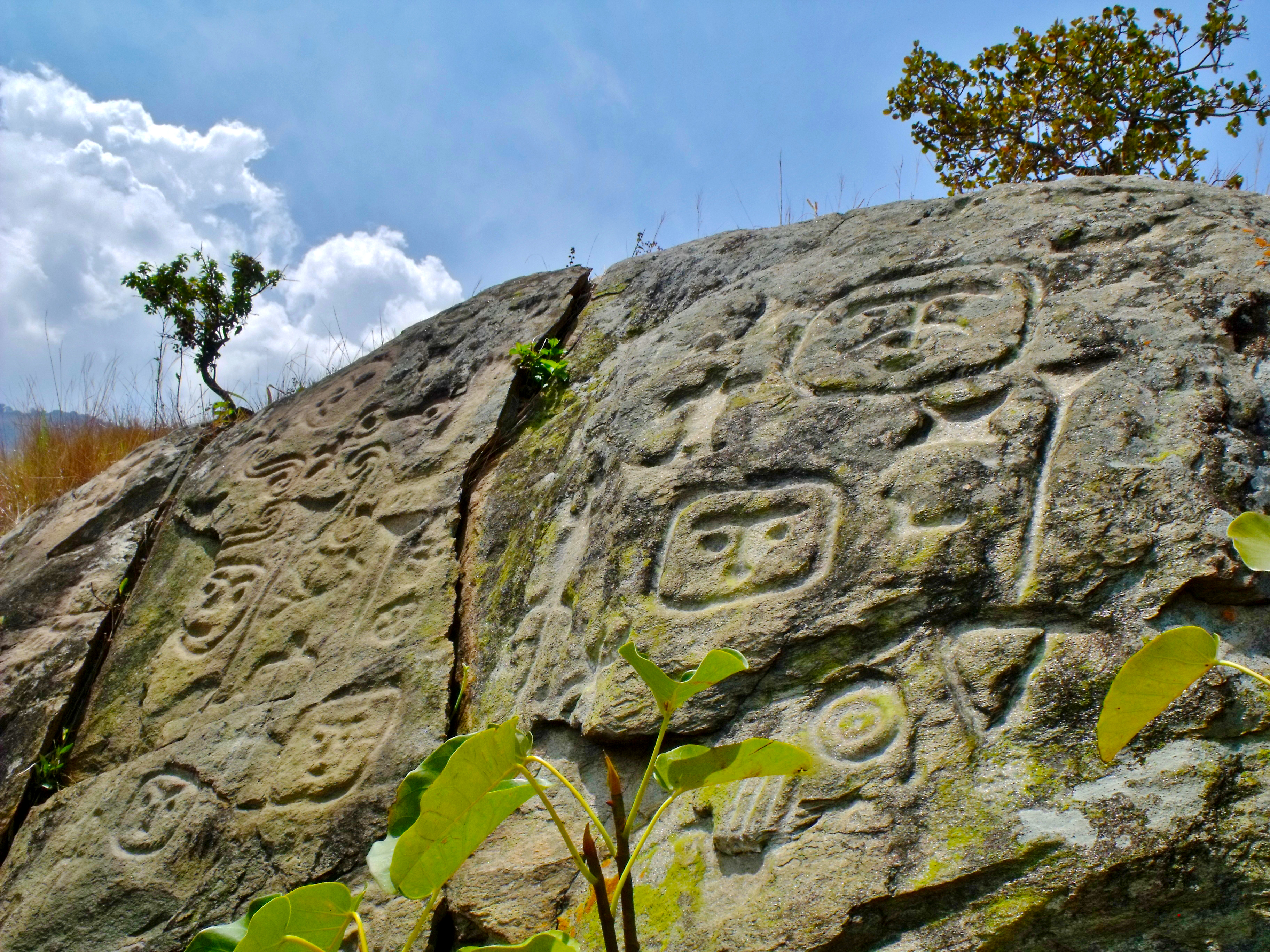
Petroglifo no Parque Nacional San Esteban

Existem evidências de habitação humana na área hoje conhecida como Venezuela há cerca de 15 mil anos. Ferramentas foram encontradas nos altos terraços fluviais do rio Pedregal, no oeste da Venezuela. Artefatos de caça do Pleistoceno tardio, incluindo pontas de lanças, foram encontrados em uma série semelhante de locais no noroeste da Venezuela; segundo a datação por radiocarbono, eles datam de 13.000 a 7.000 a.C.
Não se sabe quantas pessoas viviam na Venezuela antes da conquista espanhola; estima-se que fosse um milhão de habitantes. Além dos povos indígenas conhecidos hoje, a população incluía grupos como os galibis, auaké, caquetio, mariche e timoto–cuicas, esta última a sociedade mais complexa da Venezuela pré-colombiana, com aldeias permanentes pré-planejadas, cercadas por campos irrigados e em socalcos. Suas casas eram feitas de pedra e madeira com telhados de palha. Eles eram pacíficos e dependiam do cultivo de plantações. As culturas regionais incluíam batatas e ullucos. Eles deixaram arte, particularmente cerâmica antropomórfica, mas nenhum monumento importante. Eles fiavam fibras vegetais para tecer tecidos e esteiras para moradias. Eles são creditados por inventarem a arepa, um alimento básico na culinária venezuelana.
Após a conquista, a população diminuiu acentuadamente, principalmente devido à propagação de doenças infecciosas vindas da Europa. Estavam presentes dois eixos principais norte-sul de população pré-colombiana, que cultivava milho no oeste e mandioca no leste. Grandes partes dos llanos eram cultivadas por meio de uma combinação de corte e queima e agricultura permanente.

### Colonização espanhola

Mapa da Capitania-Geral da Venezuela em 1777

Cristóvão Colombo chegou ao litoral venezuelano em 1498, durante sua terceira viagem à América. Batizou a região de Venezuela (“pequena Veneza”), em razão das palafitas sobre o Lago de Maracaibo, que se assemelhavam à cidade italiana. No início, a Espanha não teve grandes interesses nessa área, limitando-se à caça de escravos e pesca de pérolas. O primeiro assentamento espanhol permanente, Cumaná, foi fundado em 1523. Logo depois, a família banqueira Welser, da cidade alemã de Augsburgo, comprou os direitos de exploração e colonização da costa noroeste da Venezuela. No entanto, os colonizadores alemães não conseguiram se fixar nem encontrar metais preciosos e, com isso, os espanhóis retomaram o comando das terras dos Welser em 1546.
Na segunda metade do século XVI, os espanhóis começaram a colonizar a Venezuela, por meio do estabelecimento de fazendas com o uso da mão-de-obra indígena, por meio do sistema de encomienda. Caracas foi fundada em 1567 e décadas depois, mais de 20 assentamentos espanhóis existiam no litoral e na região andina. A economia venezuelana colonial era baseada na agricultura, sobretudo de cana-de-açúcar, tabaco e cacau, e na pecuária. Usava-se a mão-de-obra indígena e escrava africana. No século XVIII, para eliminar a forte presença britânica, francesa e neerlandesa no comércio venezuelano, os espanhóis estabeleceram um monopólio comercial dentro do pacto colonial. No entanto, os interesses régios foram contra o dos latifundiários venezuelanos, forçando à dissolução da empresa monopolista nos anos 1780. O território que é hoje a Venezuela esteve dividido entre o Vice-Reino do Peru e audiência de Santo Domingo até ao estabelecimento do Vice-Reino de Nova Granada em 1717. Em 1776, a Venezuela tornou-se uma capitania-Geral do Império Espanhol.

### Grã-Colômbia e independência

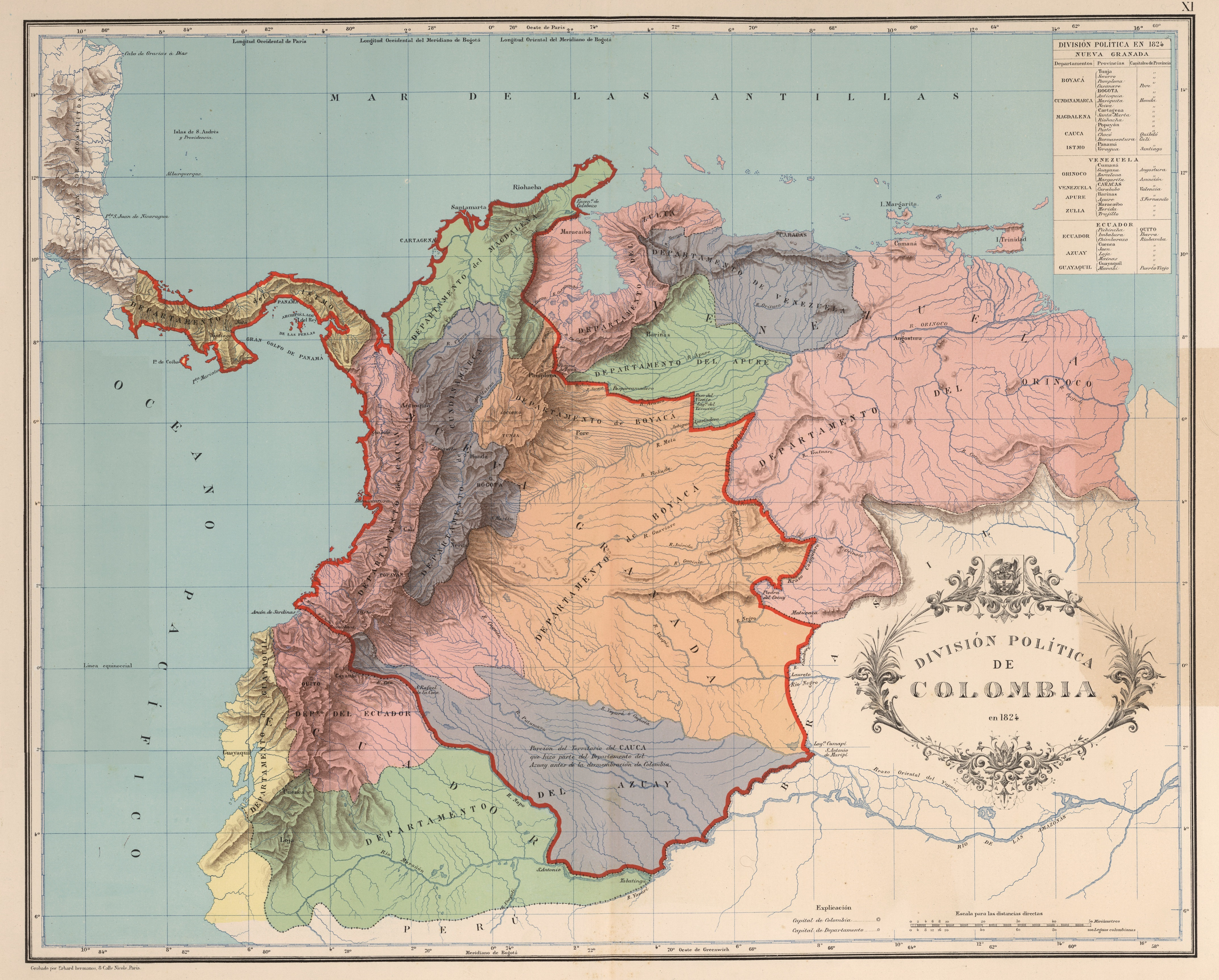
Mapa da Grã-Colômbia em 1824

A primeira rebelião contra o domínio espanhol ocorreu em 1749. No entanto, os primeiros movimentos separatistas na Venezuela surgiram apenas nas últimas décadas daquele século. Em 1797, um grupo de membros da elite venezuelana proclamou a independência, mas falhou. Em 1806, o militar caraquenho Francisco de Miranda, profundamente influenciado pelas ideias iluministas e veterano nas lutas das Revoluções Americana e Francesa, tentou desembarcar no litoral venezuelano com mercenários contratados em Nova York, para por em prática sua ideia de criar um país pan-hispânico na América, mas tal ação não deu certo, devido à falta de apoio da elite, temerosa de que a metrópole fosse alterada da Espanha para o Reino Unido.

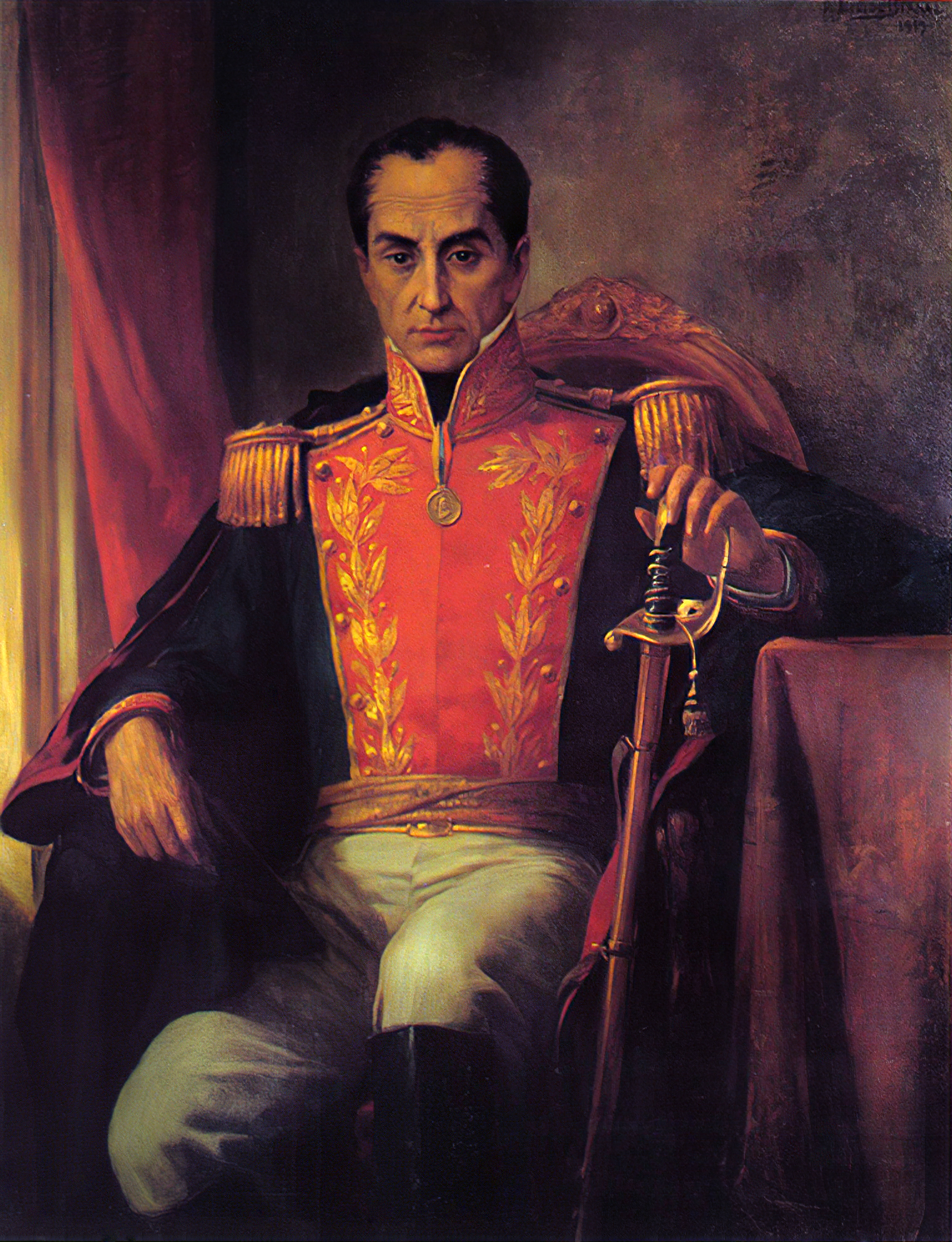
El Libertador, Simón Bolívar

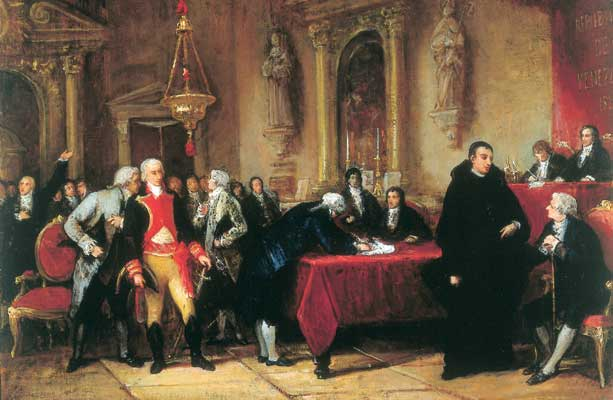
A assinatura da Independência da Venezuela, por Martín Tovar y Tovar

Em 1808, Napoleão Bonaparte invadiu a Espanha, prendeu e depôs o rei Fernando VII e colocou em seu lugar o irmão José Bonaparte. Esse foi o estopim para a independência das colônias espanholas na América, pois muitas elites não aceitaram ter um rei estrangeiro no trono espanhol. Nessa época, entrou, no processo de independência da Venezuela, o militar Simón Bolívar, que havia estudado na Europa e recebeu influências da Revolução Americana.
Em 19 de abril de 1810, a elite caraquenha decretou a formação de uma junta governativa, expulsando os espanhóis dos cargos administrativos. Em um primeiro momento, a junta declarou lealdade a Fernando VII, mas as tropas espanholas mandaram bloquear os portos venezuelanos, levando os integrantes a declararem a independência. Em julho de 1811, a junta governativa, liderada por Cristóbal Mendoza, assinou a Ata da Declaração de Independência da Venezuela. Francisco de Miranda se tornou o primeiro chefe do exército do novo país. Nas lutas contra as forças realistas, em julho de 1812, Miranda assinou a rendição ante estas, para evitar que mais sangue fosse derramado, o que foi visto como uma traição, levando-o a ser entregue aos espanhóis e exilado. Em 1813, a junta governantiva indicou Bolívar para o cargo de comandante das forças revolucionárias. Depois de derrotas nas lutas contra os espanhóis, ele contou com o apoio de elites que abandonaram a defesa do colonialismo e llaneros e negros que desertaram da causa monarquista e muitos mercenários britânicos e irlandeses e com a ajuda do Haiti.
Em 17 de dezembro de 1819, foi proclamada a República da Grã-Colômbia, com capital em Bogotá e tendo Bolívar como presidente. Em junho de 1821, suas tropas, reforçadas pela cavalaria liderada por José Antonio Páez, derrotaram o principal exército espanhol na Batalha de Carabobo. A última força da Coroa Espanhola se rendeu em outubro de 1823 na cidade de Puerto Cabello. Em seguida, Bolívar, acompanhado de tropas venezuelanas, ajudou a libertar o Peru e a Bolívia, esta última tendo recebido o seu nome. Enquanto isso, as rivalidades regionais eclodiram na Grã-Colômbia e ele não foi capaz de contê-las. ) Então, entre 1829 e 1830, a Grã-Colômbia se fragmentou, com a independência do Equador e da Venezuela.

### Século XIX

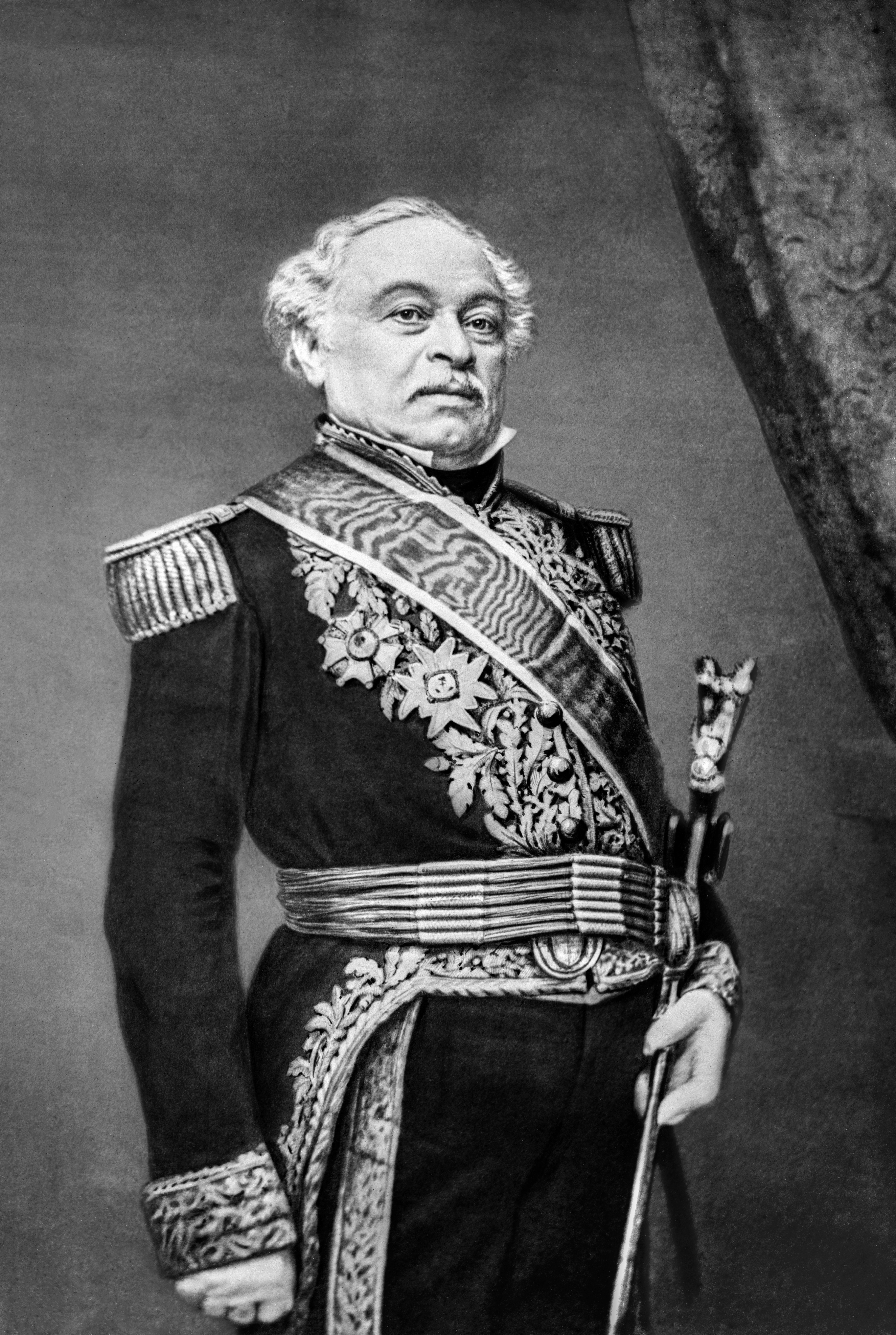
José Antonio Páez, Presidente da Venezuela em três ocasiões. Em 1826, liderou o movimento separatista conhecido como La Cosiata, o que se separou da Venezuela da Grã-Colômbia, convertendo-se novamente em uma república independente.

Com a independência de fato da Venezuela, o novo país passou a ser governado pelos caudilhos, que permanecem no cargo por um século. Em 1830, foi promulgada a primeira constituição do país, de caráter centralista, escravagista e conservador. Entre 1830 e 1848, a política venezuelana esteve nas mãos dos conservadores, cuja principal figura foi José Antonio Páez, presidente duas vezes (1831–35 e 1839–43) e importante figura política. Nesse período, houve uma estabilidade política e progresso econômico, a Igreja perdeu a isenção tributária e o monopólio educacional e o Exército, sua autoridade e a economia, devastada por anos de guerra, foi reconstruída. Em 1840, Antonio Leocadio Guzmán fundou o Partido Liberal, antiescravagista e pena de morte e favorável à extensão do direito ao voto, a primeira grande oposição aos conservadores. Na década de 1840, houve uma queda no preço das commodities venezuelanas e isso fortaleceu a oposição liberal.
Em 1848, os conservadores são tirados do cargo pelo General José Tadeo Monagas. Nos dez anos seguintes, o poder alternou-se entre Monagas e seu irmão José Gregorio Monagas, quando foram aprovadas, mas não implementadas, a abolição da escravidão e da pena de morte e a ampliação do sufrágio. A situação econômica estava piorando e a tentativa de criar, em 1857, uma constituição que permitia aos presidentes permanecerem mais tempo no cargo, levou a uma revolta de dissidentes liberais e conservadores, que depuseram os Monagas em 1858. Isso desencadeou uma guerra civil entre os liberais, de tendência federal e democrática, e os conservadores, centralistas, a chamada Guerra Federal (1858–63). Páez retornou do exílio em 1861 e restaurou a hegemonia do seu grupo até 1863, com a vitória liberal, cujos líderes eram Juan Crisóstomo Falcón e Antonio Guzmán Blanco. Uma nova constituição, de caráter liberal e federalista, foi promulgada no ano seguinte. Devido à má gestão governamental, os conservadores, agora liderados por José Tadeo Monagas, retornaram ao poder em 1868. Outra guerra civil seguiu, resultando em uma nova vitória liberal em 1870.

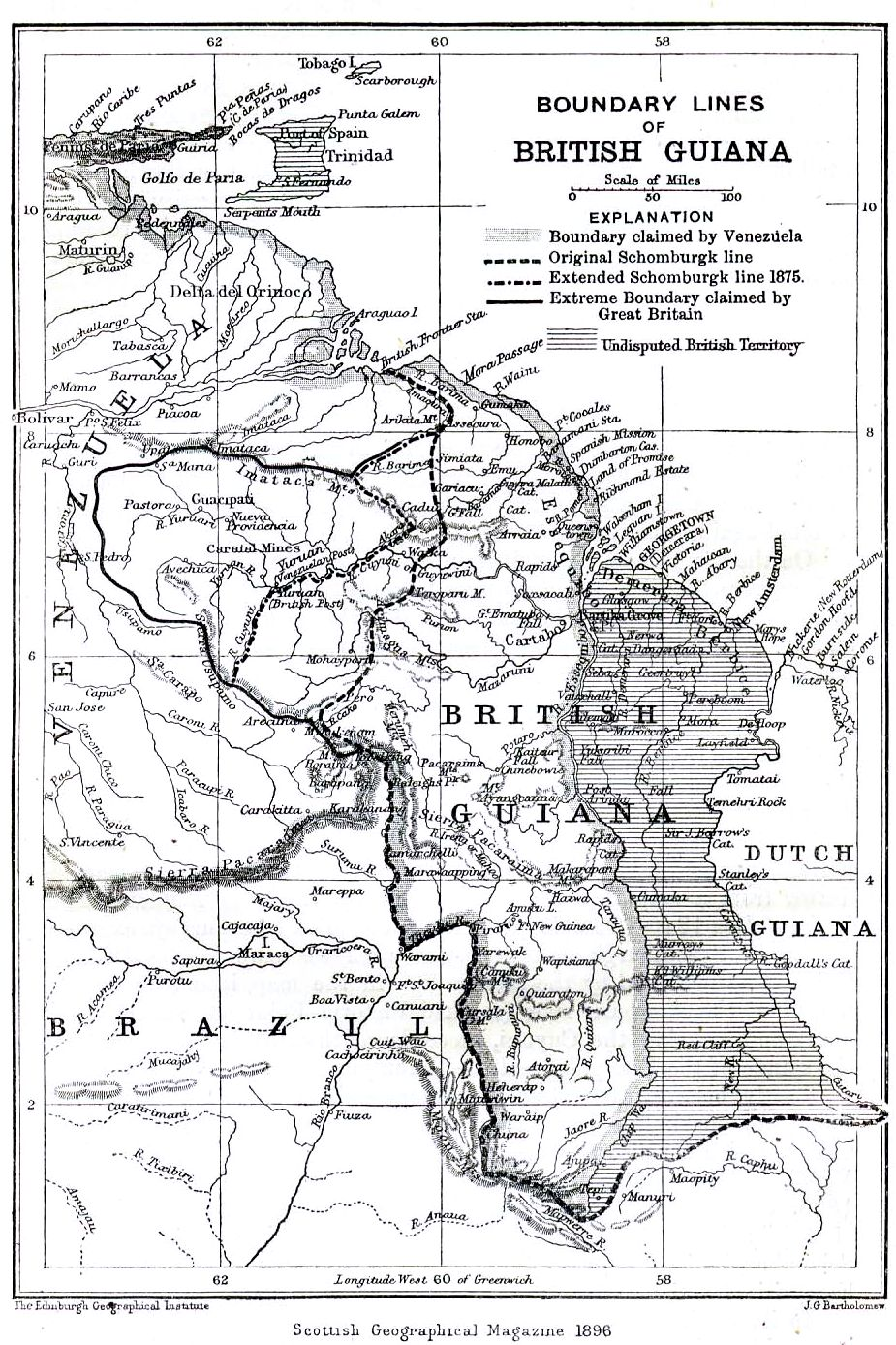
Mapa da região da Guiana Essequiba durante a Crise da Venezuela de 1895

Guzmán Blanco assumiu o poder em 1870 e adotou um programa de reformas econômicas, retirando o país da situação econômica que vivia há anos. Uma nova constituição foi promulgada em 1872, estabelecendo eleições diretas para a presidência, sufrágio para todos os homens e um sistema nacional de educação. Em 1878, Guzmán deixou a presidência, para a qual retornaria em 1886, após deixar a Venezuela ser governada por aliados. Em 1888, após a saída de Guzmán, inicia-se um período de instabilidade política, que continuou durante o governo de Joaquín Crespo (1892–98). Durante essa gestão, as relações com o Reino Unido se conflituaram, por causa da intensificação da disputa pela Guiana Essequiba, região rica em ouro reivindicada por ambos os países. Em 1899, o general Cipriano Castro, natural do estado de Táchira, chega a Caracas e dá um golpe de estado, assumindo a presidência como um ditador. O governo Castro (1899–1909) foi o primeiro de cinco governos de presidentes militares tachirenses, conhecidos como Andinos, os quais ficaram no poder até 1958, exceto por um breve intervalo entre 1945 e 1948.

### Século XX

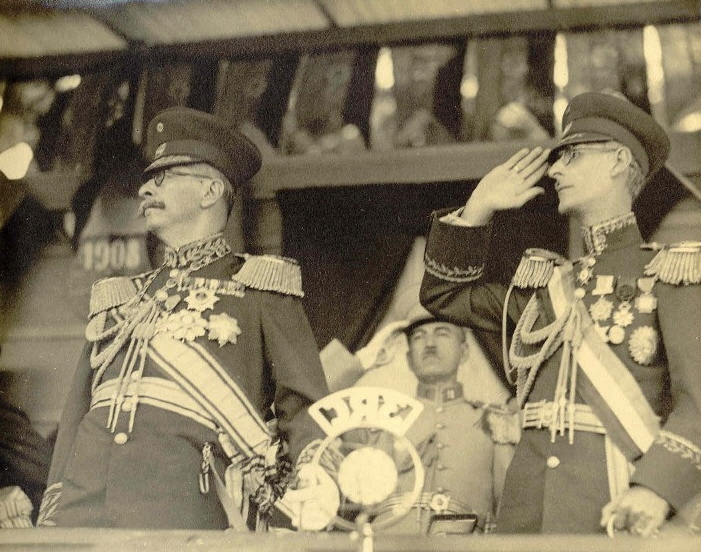
Juan Vicente Gómez e Eleazar López Contreras em Maracay, 1934.

Em 1908, Cipriano, cujo governo foi caracterizado por uma política externa agressiva, foi forçado a deixar a presidência devido a sua saúde e foi substituído por Juan Vicente Gómez, que governou a Venezuela até sua morte, em 1935. Seus 27 anos no cargo foram caracterizados pelo autoritarismo, corrupção, cerceamento às liberdades individuais e de imprensa e eleições fraudulentas. Por outro lado, foi no governo de Gómez, pouco antes da Primeira Guerra Mundial, que as gigantescas reservas de petróleo venezuelanas foram descobertas e o início da sua exploração trouxe grandes lucros, permitindo ao Estado fazer obras de infraestrutura, subsidiar a agricultura e pagar a dívida. No entanto, a riqueza era desigual, a maioria da população vivia na pobreza e houve pouquíssimos investimentos estatais na saúde ou educação.
Eleazar López Contreras assumiu a presidência com a morte de Gómez, de quem fora ministro, em 1935. Seu governo (1935–41) começou com a retomada das liberdades e a permissão do sindicalismo, mas a ameaça da oposição o fez retomar a ditadura, em 1937. Economicamente, essa gestão continuou seguindo a orientação desenvolvimentista, com investimentos estatais na agricultura, educação, saúde e indústria. Isaías Medina Angarita (1941–45) manteve o desenvolvimentismo e restaurou as liberdades individuais. Com a queda nos preços do petróleo devido à Segunda Guerra Mundial, o governo ampliou sua participação nos lucros do petróleo e, com a retomada das redes de transporte globais, houve novas concessões e um boom do petróleo.

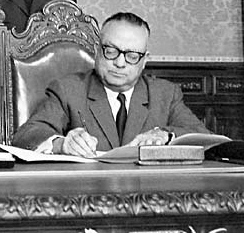
Rómulo Betancourt (presidente 1945–1948 / 1959–1964), um dos principais líderes democráticos da Venezuela

Em 1945, um golpe civil-militar depôs Medina, marcando a primeira vez que um partido político, o social-democrata Ação Democrática (AD), toma o poder, com o apoio popular. Seu líder, Rómulo Betancourt, liderou uma junta composta por civis e militares que elaborou uma constituição seguindo a orientação do partido, adotada em julho de 1947. Em dezembro do mesmo ano, o escritor Rómulo Gallegos tomou posse, sendo o primeiro presidente democraticamente eleito da história da Venezuela. Gallegos adotou medidas trabalhistas, desenvolvimentistas e assistencialistas, o que levou à sua deposição por um golpe militar em novembro de 1948, resultado da forte oposição conservadora ao seu governo.
Com o golpe de 1948, assumiu o poder a junta militar do Major Marcos Pérez Jiménez e Tenente-Coronel Carlos Delgado Chalbaud, este assassinado em 1951, o que levou aquele a se tornar o líder único do país, governando-o autoritariamente até sua deposição 1958, período no qual todas as conquistas sociais, trabalhistas e democráticas foram suprimidas. Sucedeu a Jiménez uma junta civil-militar, que durou até 1959, quando Betancourt foi eleito, por meio de uma aliança entre o AD e o democrata-cristão Partido Social-Cristão (Copei), e tomou posse.
O segundo mandato de Betancourt (1959–64) também foi caracterizado pelos investimentos em saúde, educação, agricultura e indústria, mas foi mais moderado em relação ao primeiro. Na política externa, a Venezuela rompeu relações com a República Dominicana em 1960, após um atentado contra Betancourt feito por agentes dominicanos, e com Cuba em 1961, devido ao seu financiamento a grupos guerrilheiros marxistas venezuelanos, e se tornou um dos membros-fundadores da OPEP em 1960.
As eleições presidenciais de 1963 foram vencidas por Raúl Leoni (AD). Os democrata-cristãos retiraram-se passaram para a oposição. Durante a presidência de Leoni (1964–69), houve crescimento na indústria petroquímica e mineradora. Apesar da prosperidade, o governo teve pouca popularidade, o que fortaleceu a Copei, cujo candidato, Rafael Caldera, venceu as eleições presidenciais de 1968. Sua posse, no ano seguinte, foi um marco histórico para a Venezuela, pois, pela primeira vez, o governo incumbente entregou pacificamente a presidência a um partido oposicionista.

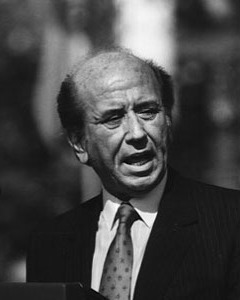
O presidente Carlos Andrés Pérez sofreu um impeachment e foi acusado de corrupção em 1993.

O governo Caldera (1969–74) manteve políticas similares às gestões anteriores, ampliou as relações diplomáticas com Cuba, União Soviética e as ditaduras latino-americanas e nacionalizou o gás natural. Seu sucessor, Carlos Andrés Pérez (1974–79), da Ação Democrática, nacionalizou a indústria de ferro em 1975 e a de petróleo em 1976. Após a Guerra do Yom Kippur (1973), o preço do barril de petróleo venezuelano aumentou mais de 300%, o que trouxe grandes lucros ao país sul-americano. Houve a imigração vinda de países próximos e um aumento nas importações, mas, por outro lado, a corrupção crescia cada vez mais e os lucros se concentravam nas elites, gerando pouco benefícios à classe popular. Além disso, o boom econômico ocasionado pelo aumento na cotação do barril durou pouco, pois houve aumentos maciços nos gastos públicos e no final dos anos 1970 iniciou-se uma crise econômica causada pela queda nos preços do petróleo, devido à superoferta da comodity e o segundo choque do petróleo.

Os governos de Luis Herrera Campins (Copei, 1979–84) e Jaime Lusinchi (AD, 1984–89) foram caracterizados pela crise e consequente desemprego e fuga de capitais estrangeiros, aumento constante da inflação, corrupção, diminuição das exportações e moratória da dívida externa. Para tentar solucionar a crise, foram adotadas medidas de desvalorização da moeda e austeridade. 

Rua de Caracas durante o Caracazo, em 1989.

Carlos Andrés Pérez foi eleito para um segundo mandato em 1988, sob a promessa de pagamento da dívida. No início de seu mandato, em 1989, foram adotadas medidas de austeridade e esse fator gerou o levante popular conhecido como Caracaço, cujo estopim foi o aumento da tarifa de ônibus da capital. Os dois anos seguintes foram marcados por greves trabalhistas e mais manifestações. Em 1992, Pérez sofreu duas tentativas de golpe militar: uma, de oficiais de baixa patente no exército, cujo líder era o tenente-coronel Hugo Chávez; outra, por membros da Força Aérea. Os militares rebeldes foram presos e o presidente continuou no cargo até meados do ano seguinte, quando sofreu impeachment por corrupção.
Em 1994, o ex-presidente Rafael Caldera tomou posse para um segundo mandato, dessa vez como político independente, e logo em seguida anistia Hugo Chávez, restaurando seus direitos políticos. Durante a gestão Caldera (1994–99), inicialmente foram aplicadas medidas econômicas populistas até depois adotar um plano econômico neoliberal orientado pelo FMI.

### Revolução Bolivariana

#### Hugo Chávez

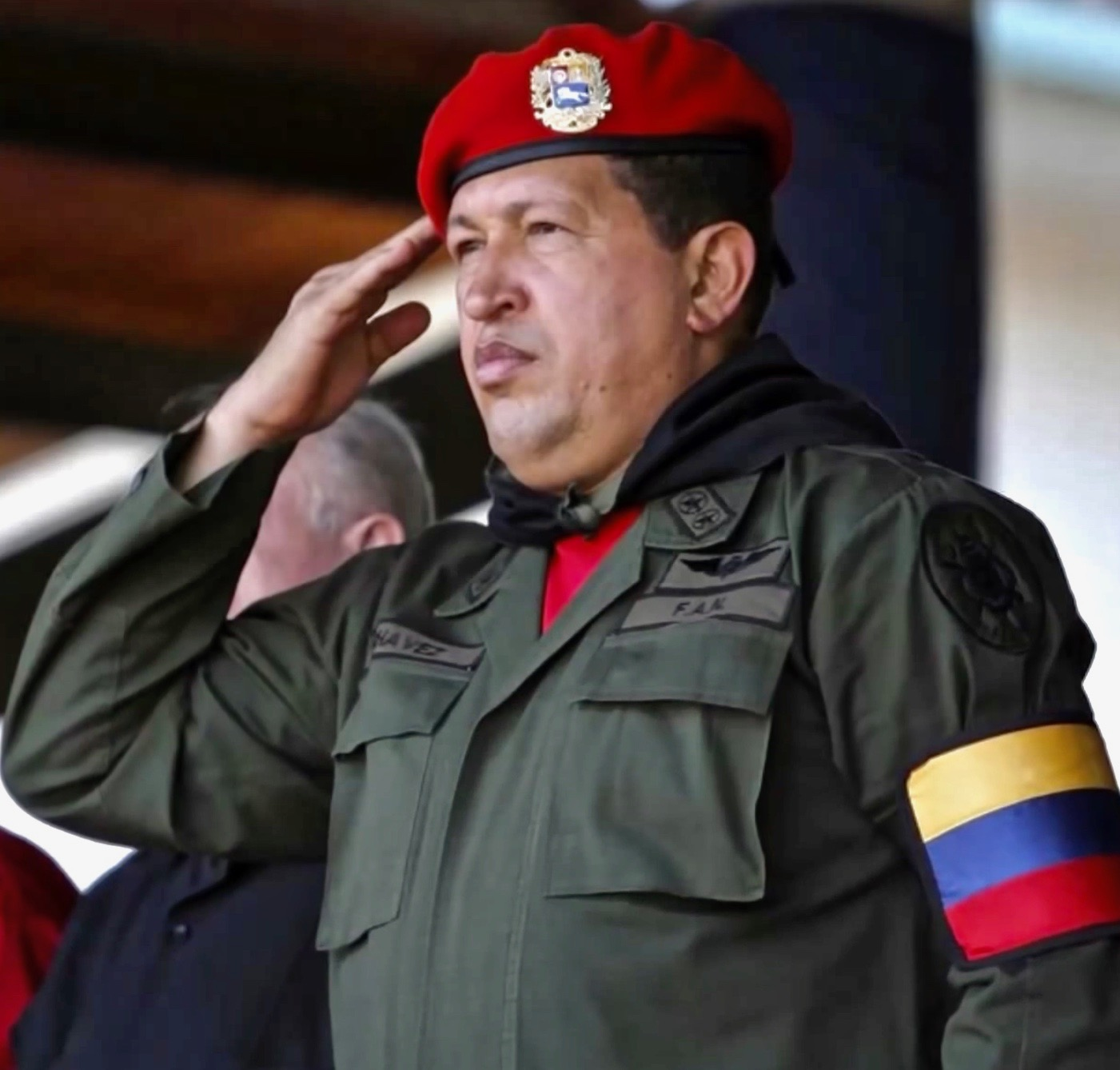
Hugo Chávez, presidente do país entre 1999 e 2013

Nas eleições de 1998, no contexto da desconfiança aos partidos políticos tradicionais, Chávez foi eleito presidente, prometendo combater os grandes problemas que o país vivia na época, como a corrupção e altas taxas de pobreza, tomando posse no início do ano seguinte. Meses depois, uma Assembleia Constituinte, com predominância chavista, foi eleita e redigiu uma nova constituição, por meio da qual o nome do país foi alterado para República Bolivariana da Venezuela, o mandato presidencial foi ampliado de cinco para seis anos e o Legislativo se tornou unicameral. Esse foi o início da chamada "Revolução Bolivariana".
Em abril de 2002, um golpe de Estado derruba Chávez, após manifestações populares de seus opositores, mas ele voltou ao poder depois de dois dias, com a ajuda de apoiadores militares e populares. Chávez também se manteve no poder depois de uma greve geral nacional, que durou mais de dois meses (de dezembro de 2002 a fevereiro de 2003), além de uma greve na companhia estatal de petróleo Petróleos de Venezuela (PDVSA). Os movimentos grevistas produziram um problema econômico grave, sendo que o PIB do país caiu 27 por cento durante os primeiros quatro meses de 2003 e custou à indústria petrolífera 13,3 bilhões de dólares. A fuga de capitais, antes e durante a greve, levou à reinstituição de controles cambiais (que tinha sido abolida em 1989), gerido pela agência CADIVI.
Chávez seguiu uma orientação populista, centralizadora e socialista, a qual ele chamou de Socialismo do século XXI. Durante os 14 anos que governou a Venezuela, foram adotadas políticas sociais com o dinheiro vindo do petróleo e estatizados setores estratégicos da economia, como a siderurgia, petróleo, telecomunicações, indústria de cimento e eletricidade e houve uma redução na pobreza. Ao mesmo tempo, houve uma concentração de poder nas mãos do presidente. Além disso, surgiu uma forte polarização política; apesar do grande apoio popular, a rejeição entre as classes média e alta ao presidente era alta e isso gerou uma forte tensão. Nas eleições de 2000, 2006 e 2012, nas quais Chávez foi reeleito, o seu partido MVR (Movimento Quinta República) e aliados — muitos dos quais, em 2007, foram unidos no Partido Socialista Unido da Venezuela (PSUV) — obtiveram ampla maioria no Legislativo. Em 2009, foi aprovada, pela Assembleia Nacional e por consulta popular, a emenda constitucional que institui a reeleição ilimitada para cargos públicos.
No início da década de 2010, o governo adotou as primeiras medidas de desvalorização da moeda. Estas desvalorizações têm feito pouco para melhorar a situação do povo venezuelano, que conta com produtos importados ou produtos produzidos localmente, mas que dependem de insumos importados, enquanto as vendas de petróleo representam a grande maioria das exportações da Venezuela. Em 2012, Chávez foi reeleito para um quarto mandato, mas ele nunca chegou a tomar posse, devido ao tratamento contra o câncer, doença para a qual morreu em 5 de março de 2013, depois de dois anos de luta, o que gerou forte comoção popular.

#### Nicolás Maduro

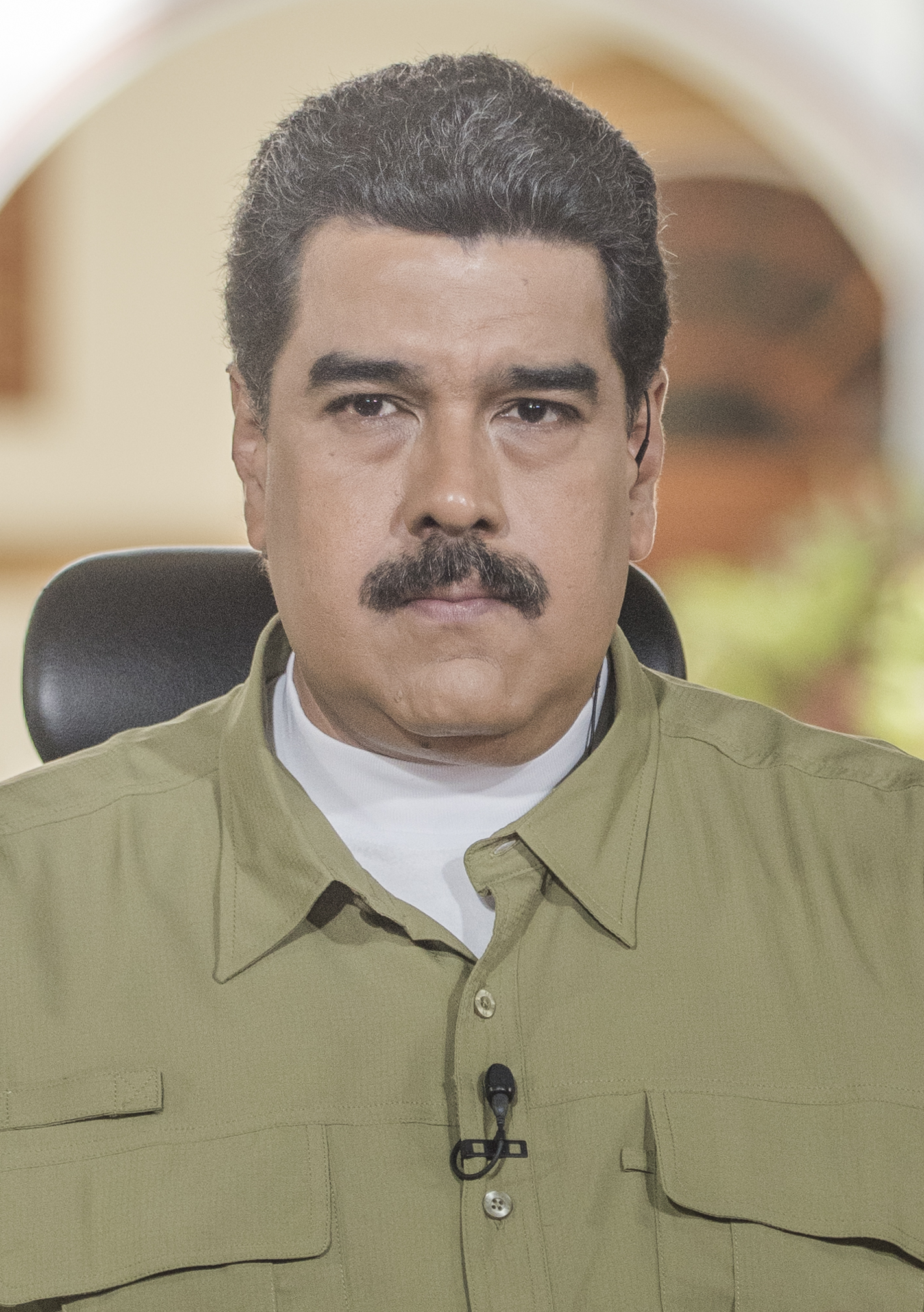
Nicolás Maduro, o atual presidente do país.

Com a morte de Chávez, o vice-presidente, Nicolás Maduro, assumiu interinamente a presidência. A eleição presidencial de 14 de abril de 2013, a primeira em que o nome de Chávez não aparecia na cédula de votação desde que assumiu o poder em 1999, foi vencida por Maduro, com 50,61% dos votos, contra o candidato da oposição Henrique Capriles Radonski, que teve 49,12% dos votos. A federação Mesa da Unidade Democrática contestou a sua nomeação como uma violação da constituição. No entanto, o Tribunal Supremo de Justiça da Venezuela decidiu que, segundo a constituição nacional, Nicolás Maduro é o presidente legítimo e foi investido como tal pelo congresso venezuelano.
Maduro assumiu o poder em meio a uma situação econômica frágil, com a escassez de produtos básicos e inflação em alta. Em fevereiro de 2014, milhares de venezuelanos protestaram contra os níveis crescentes de violência criminal, inflação e pela escassez crônica de produtos básicos devido às políticas do governo federal. Manifestações e tumultos deixaram mais de 40 mortes nos distúrbios entre os dois chavistas e manifestantes da oposição, além de terem levado à prisão de líderes da oposição, como Leopoldo López. Atualmente, o país enfrenta uma grave crise socioeconômica e política, com hiperinflação, escassez de produtos básicos, alta criminalidade e censura da imprensa.
Em janeiro de 2016, Maduro decretou o estado de “emergência econômica”, revelando a extensão da crise e ampliando os seus poderes. Em julho, as passagens de fronteira com a Colômbia foram temporariamente abertas para permitir que os venezuelanos comprassem alimentos e artigos básicos de saúde. Em setembro, um estudo  indicou que 15% dos venezuelanos consumiam “resíduos alimentares descartados por estabelecimentos comerciais”. Até outubro, ocorreram 200 motins em prisões no país.

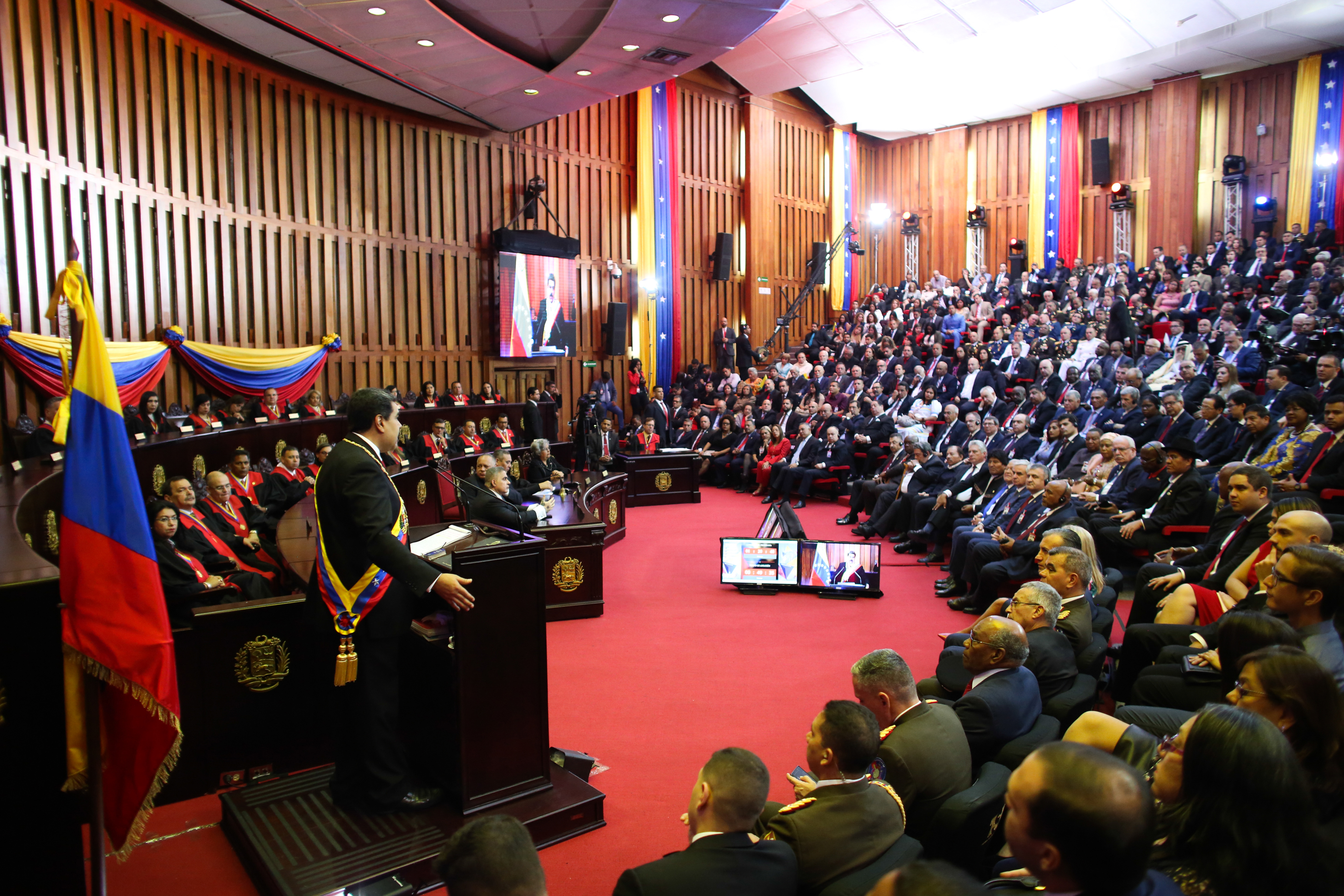
Maduro foi empossado para um segundo mandato contestado e controverso em 10 de janeiro de 2019.

O Tribunal Supremo, alinhado com Maduro, que vinha anulando decisões da Assembleia Nacional desde que a oposição assumiu o controle, assumiu as funções da assembleia, criando a crise constitucional venezuelana de 2017. Em agosto, a Assembleia Nacional Constituinte de 2017 foi eleita e retirou os poderes da Assembleia Nacional. A eleição levantou preocupações sobre uma ditadura emergente. Em dezembro de 2017, Maduro declarou que os partidos da oposição estavam impedidos de participar nas eleições presidenciais do ano seguinte, após terem boicotado as eleições autárquicas.
Maduro venceu as eleições de 2018 com 68% dos votos. O resultado foi contestado pela Argentina, Chile, Colômbia, Brasil, Canadá, Alemanha, França e Estados Unidos, que o consideraram fraudulento e reconheceram Juan Guaidó como presidente. Outros países continuaram a reconhecer Maduro, embora a China, enfrentando pressão financeira sobre a sua posição, tenha começado a proteger-se, diminuindo empréstimos, cancelando joint ventures e sinalizando a sua vontade de trabalhar com todas as partes.
Em agosto de 2019, o presidente americano Donald Trump impôs um embargo econômico à Venezuela.Em março de 2020, Trump indiciou Maduro e autoridades venezuelanas, sob acusações de tráfico de droga, narcoterrorismo e corrupção. Em junho de 2020, um relatório documentou desaparecimentos forçados ocorridos em 2018-19. Foram relatados 724 desaparecimentos forçados de presos políticos. O relatório afirmou que as forças de segurança submeteram as vítimas à tortura. O relatório afirmou que o governo utilizou desaparecimentos forçados para silenciar os opositores e outras vozes críticas.

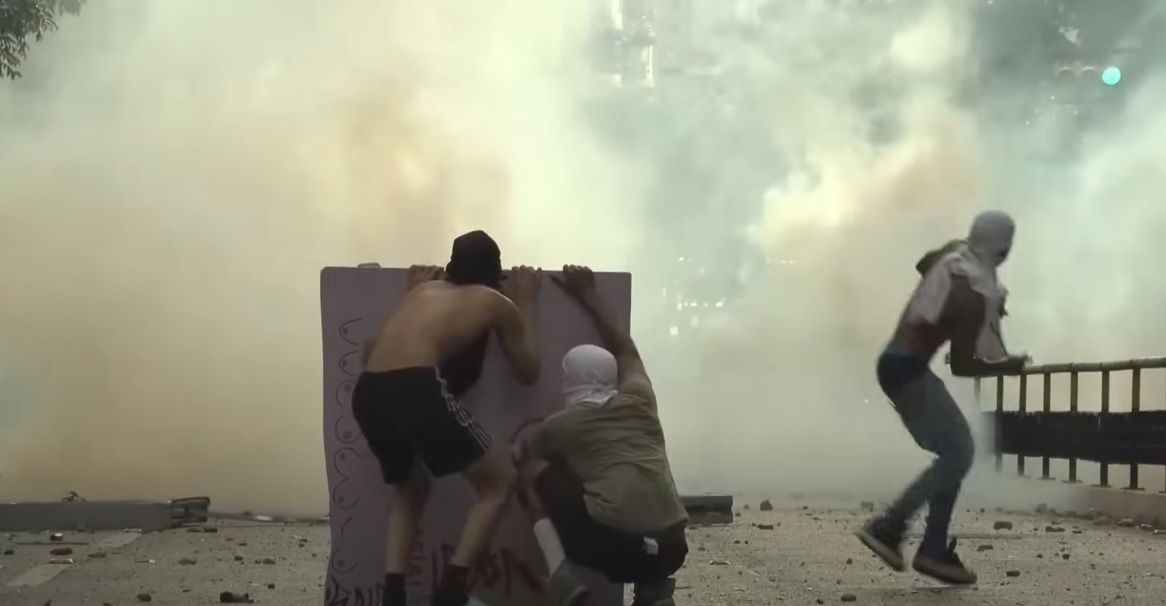
Manifestantes em Caracas lutam contra as forças públicas durante os protestos venezuelanos de 2024

Maduro concorreu ao terceiro mandato consecutivo nas eleições presidenciais de 2024, enquanto o ex-diplomata Edmundo González Urrutia representou a Plataforma Unitária (PUD), a principal aliança política da oposição. Pesquisas realizadas antes da eleição indicaram que González venceria por uma ampla margem. Depois de o Conselho Eleitoral Nacional (CNE), controlado pelo governo, ter anunciado resultados parciais que mostravam uma vitória estreita de Maduro aem 29 de julho, os líderes mundiais expressaram predominantemente ceticismo em relação aos resultados alegados e não reconheceram o anúncio do CNE. com apenas algumas exceções. Tanto González quanto Maduro se proclamaram vencedores da eleição. Os resultados da eleição não foram reconhecidos pelo Carter Center e pela Organização dos Estados Americanos devido à falta de resultados granulares e contestados pela oposição, que reivindicou uma vitória esmagadora e liberou o acesso às contagens de votos coletadas pelos observadores eleitorais da maioria dos eleitores nos centros de votação como prova. Após o anúncio dos resultados pelas autoridades eleitorais, protestos eclodiram em todo o país.

## Geografia

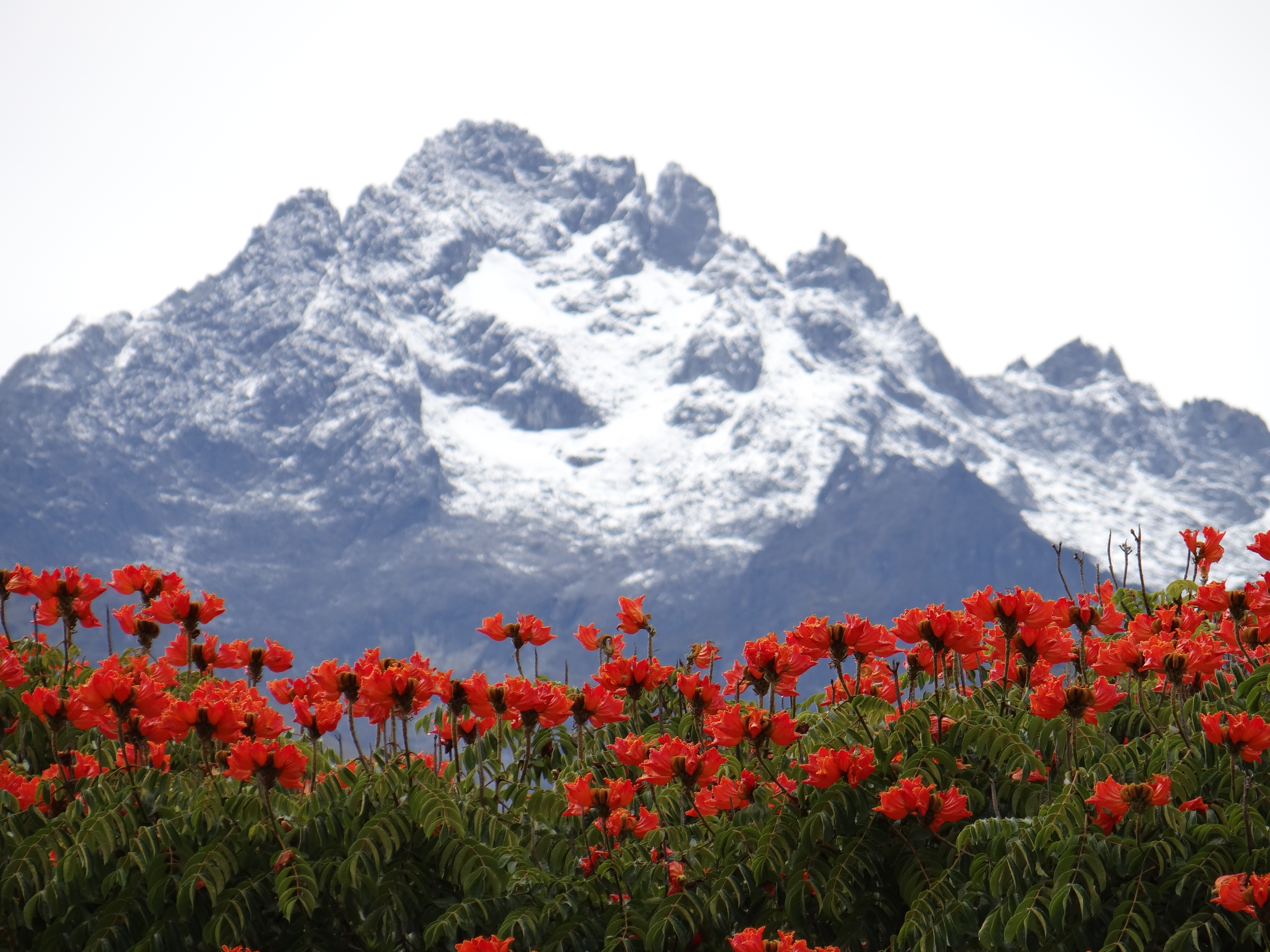
O Pico Bolívar, a de altitude, é o ponto mais alto do país

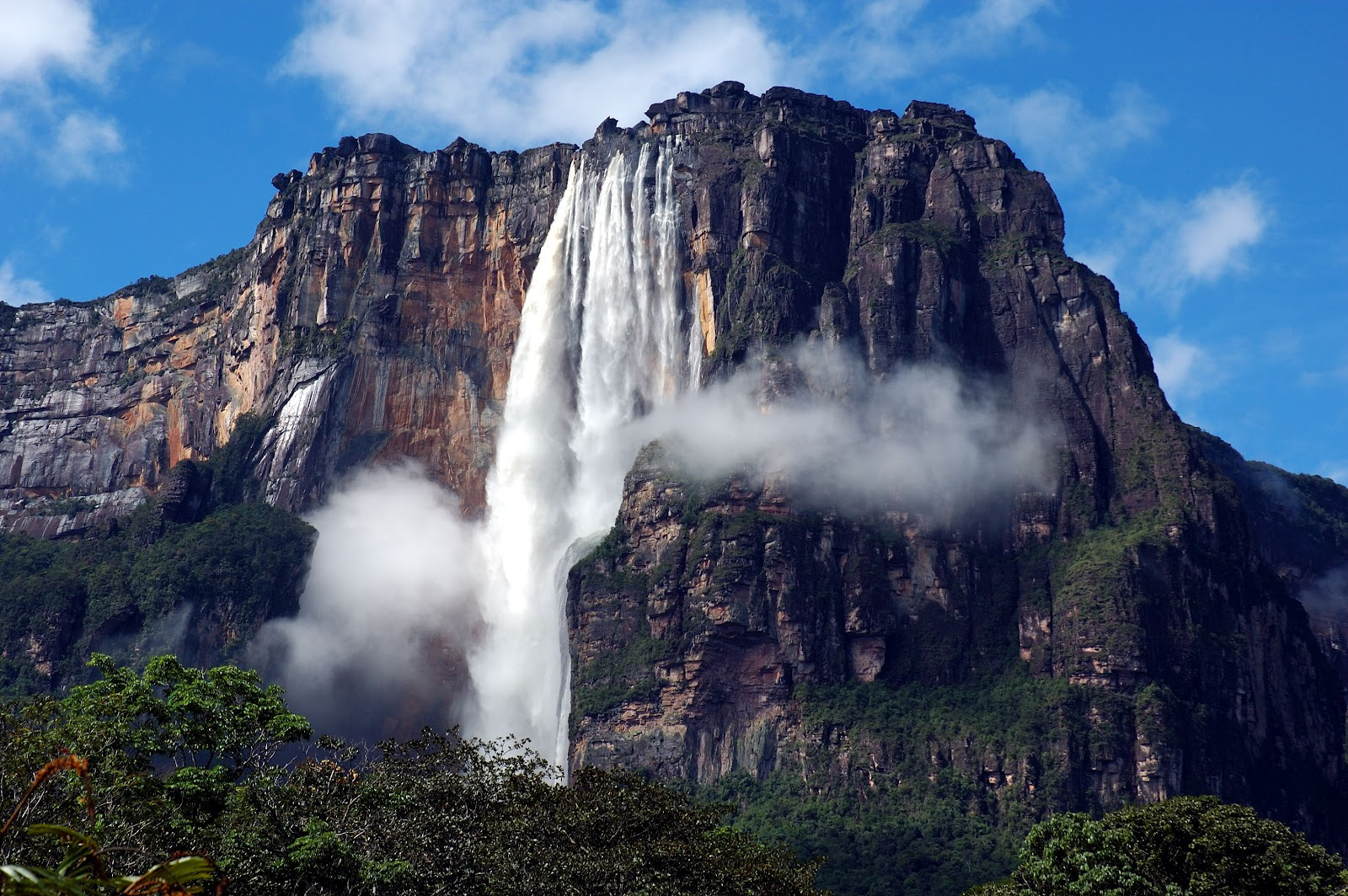
Salto Ángel, a mais alta queda de água do planeta

Com cerca de 2 800 km de litoral, a Venezuela é um país localizado no norte da América do Sul, na fronteira com o mar do Caribe. É delimitada ao sul pelo Brasil, a oeste pela Colômbia e a leste pela Guiana. O país tem uma área total de 916 445 km², dos quais 882 050 km² são de terra, cerca do dobro do tamanho do estado da Califórnia, nos Estados Unidos. A forma de seu território se assemelha aproximadamente à de um triângulo invertido. 
O país possui uma variedade de paisagens. As extensões da cordilheira dos Andes vão do extremo nordeste até o noroeste da Venezuela e continuam ao longo da costa norte do Caribe. O Pico Bolívar, o ponto mais alto da nação com 4 981 m de altura, encontra-se nesta região. O centro do país é caracterizado pelos llanos, que são extensas planícies que se estendem desde a fronteira colombiana ao extremo oeste do delta do rio Orinoco, no leste. No sul, a região Guayana contém a região norte da Bacia Amazônica e o Salto Ángel, a maior cachoeira (cascata, em Portugal). O Orinoco, com seus ricos solos aluviais, se liga ao maior e mais importantes sistema de rios, que se origina em uma das maiores bacias hidrográficas da América Latina. O Caroni e o Apure são outros grandes rios. Do sistema deltaico, que forma um triângulo cobrindo o Delta Amacuro, projeta-se para o nordeste em direção ao Oceano Atlântico.
O país pode ainda ser dividido em dez zonas geográficas, correspondentes a algumas regiões climáticas e biogeográficas. No norte são os Andes venezuelanos e a região Coro, uma área montanhosa no noroeste, tem vários vales e serras. No leste estão as planícies adjacentes ao lago de Maracaibo e ao golfo da Venezuela. A Cordilheira Central é paralela à costa e inclui as colinas que rodeiam Caracas, a Cordilheira Oriental, separada da Cordilheira Central pelo golfo de Cariaco, abrange o Sucre e o norte de Monagas. A Região Insular inclui todas as ilhas da Venezuela: Nueva Esparta e as várias dependências federais.

### Clima

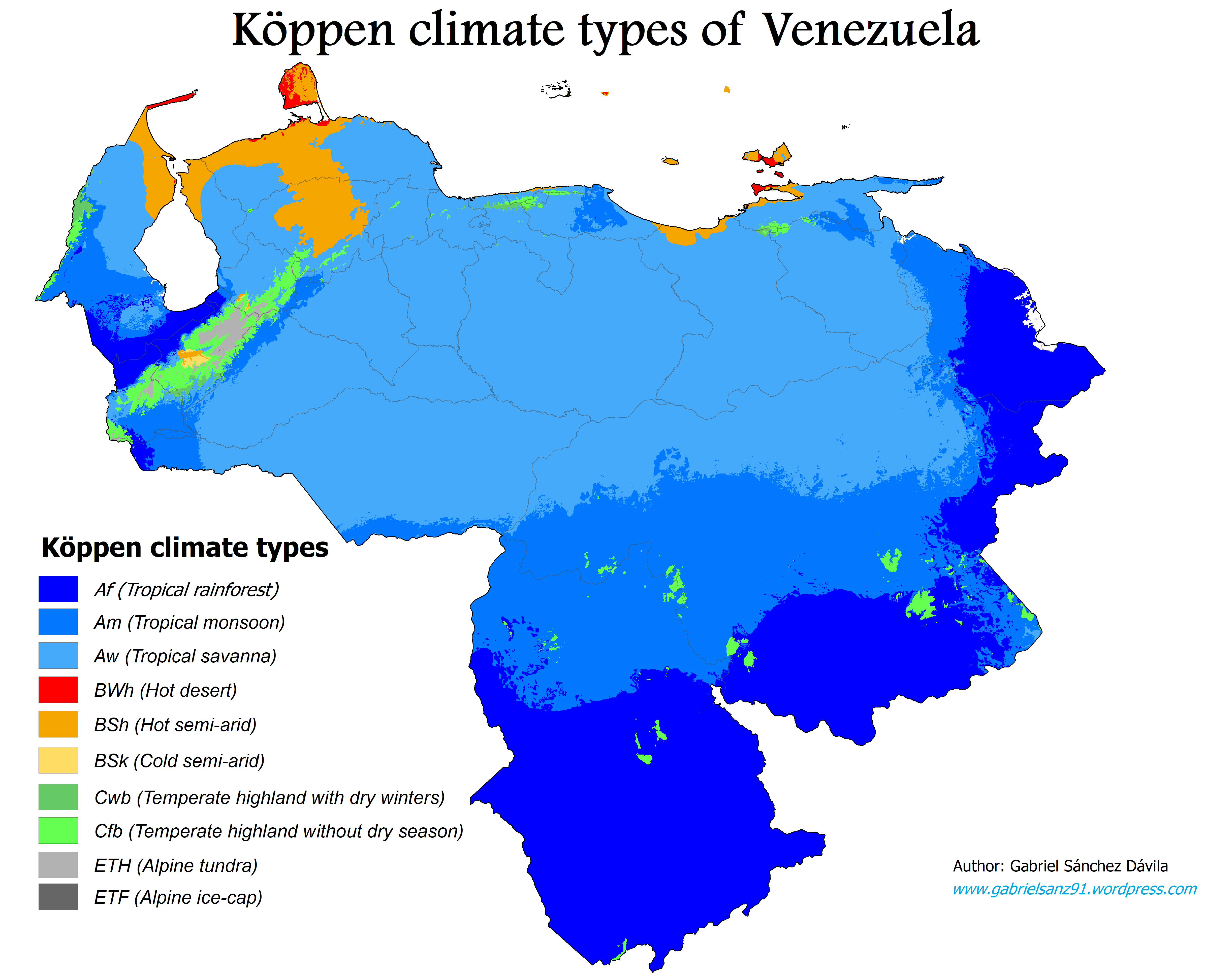
Venezuela de acordo com a classificação climática de Köppen

Embora a Venezuela esteja inteiramente situada nos trópicos, o clima varia de planícies úmidas de baixa altitude, onde as temperaturas médias anuais variam de tão elevadas como 28 °C, às geleiras e regiões montanhosas com uma temperatura média anual de 8 °C. A precipitação anual varia entre 430 mm na porção semiárida do noroeste até 1 000 mm no delta do rio Orinoco do extremo oriente do país. A maioria das quedas de precipitação entre junho e outubro (época das chuvas ou "inverno"); o restante mais seco e mais quente do ano é conhecido como "verão", embora a variação da temperatura ao longo do ano não seja tão pronunciada como em latitudes temperadas.
O país divide-se em quatro zonas de temperatura horizontais baseadas principalmente na elevação, tendo os climas tropical, seco, temperado com invernos secos e polar (tundra alpina), entre outros. Na zona tropical as temperaturas são quentes, com médias anuais variando entre 26 e 28 °C. A zona temperada, onde se localizam muitas das cidades da Venezuela, incluindo a capital, varia entre 800 e 2 000 m de altura, com médias de 12–25 °C. As condições mais frias com temperaturas de 9–11 °C são encontrados na zona fria entre 2 000 e 3 000 m de altura, especialmente nos Andes venezuelanos, onde há pastagem e campo de neve permanente com médias anuais abaixo de 8 °C.

### Biodiversidade

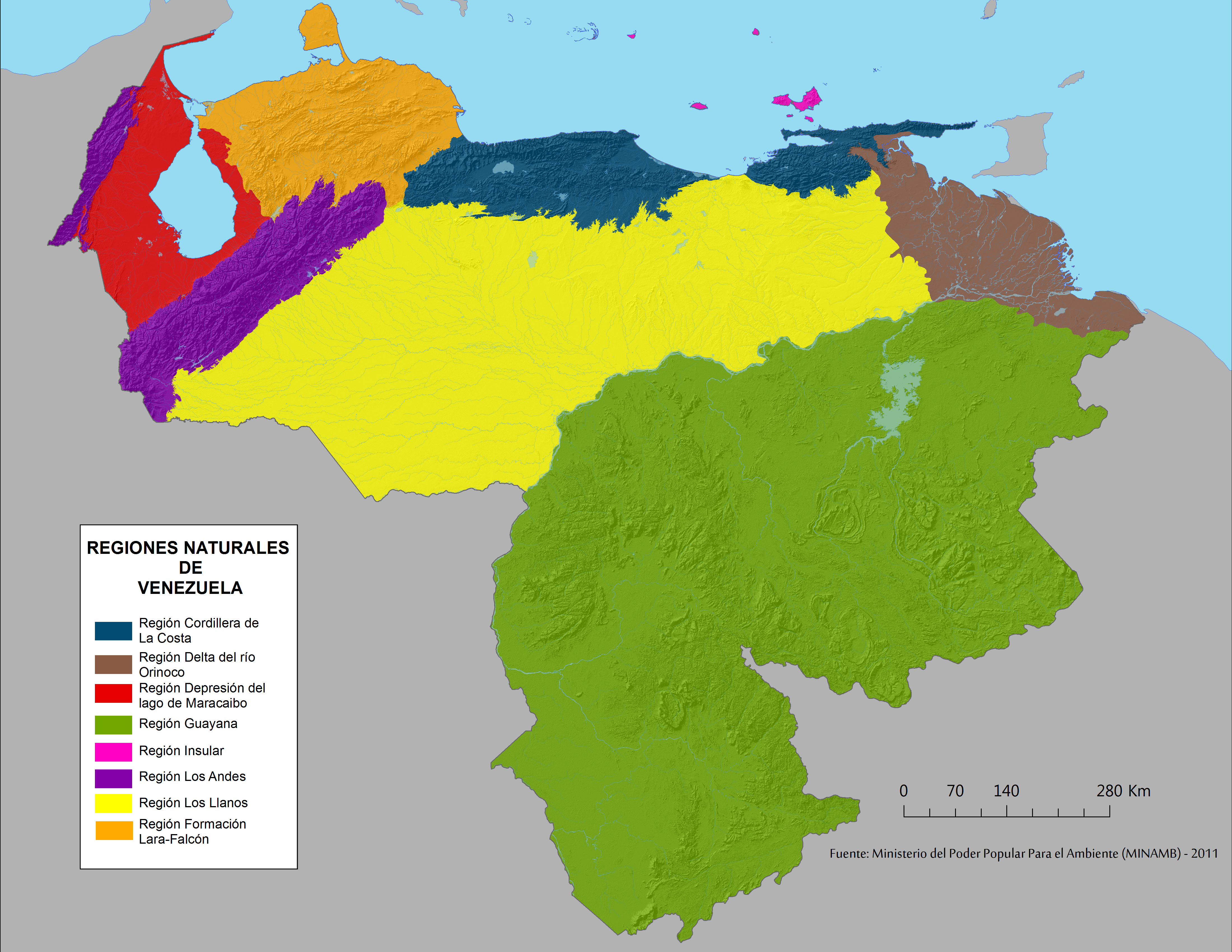
Mapa das regiões naturais do país

A Venezuela se encontra dentro da região neotropical, e grandes porções do país são originalmente cobertas por florestas húmidas de folhagem larga. Isso classifica a Venezuela como um dos dezessete países megadiversos. No país, os habitats vão desde as montanhas dos Andes até o oeste da Bacia Amazônica, através de extensas planícies e a costa do Caribe, no centro e no delta do rio Orinoco, no leste. Estes incluem cerrados no extremo noroeste e litoral e florestas de mangue no nordeste. Suas florestas de baixa altitude e tropicais são particularmente ricas.

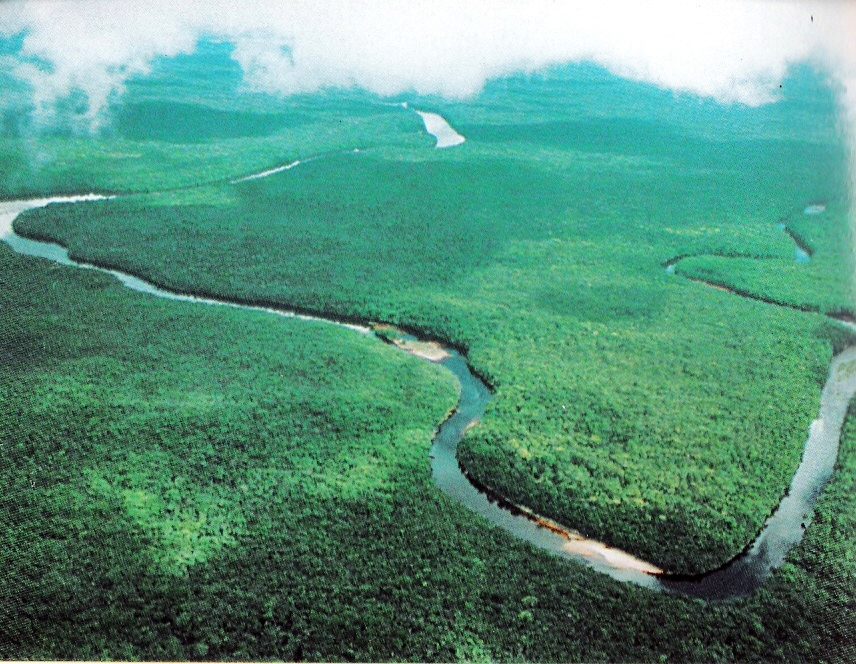
Vista aérea do delta do rio Orinoco

A fauna da Venezuela é diversa e inclui espécies pouco conhecidas como o peixe-boi, preguiça de três dedos, preguiça-de-coleira, boto-cor-de-rosa e crocodilo-do-orinoco, que podem atingir até 6,6 m de comprimento. A Venezuela abriga um total de 1 417 espécies de aves, 48 das quais são endémicas. Aves importantes incluem o íbis, diversos tipos de águias, maçaricos e o turpial, a ave nacional da Venezuela. Os mamíferos mais notáveis são o tamanduá-bandeira, onça-pintada e a capivara, o maior roedor do mundo. Mais de metade das espécies de aves e mamíferos venezuelanos são encontradas nas florestas da Amazônia e ao sul do rio Orinoco.
Sobre a flora presente na Venezuela, mais de 25 mil espécies de orquídeas são encontradas nas florestas do país e nos ecossistemas da floresta de várzea. Estas incluem a flor de mayo (Cattleya mossiae), tida como a flor nacional venezuelana. A árvore nacional da Venezuela é o Ipê amarelo (ou araguaney, conforme chamado no país) cuja característica exuberante após o período chuvoso levou o romancista Rómulo Gallegos a nomeá-la de "a primavera de oro de los araguaneyes" (a primavera de ouro dos araguaneyes).
Em se tratando de fungos, uma conta foi fornecida por R.W.G. Dennis, sendo digitalizada e os registros disponibilizados online como parte do banco de dados do Cybertruffle Robigalia. Este banco de dados inclui cerca de 3,9 mil espécies de fungos registrados na Venezuela, mas está longe de ser completa, e é provável que o número total de espécies de fungos já conhecidos no país seja maior, dada a estimativa geralmente aceita de que apenas 7% de todos os fungos em todo o mundo foram descobertos, catalogados e estudados até o momento.

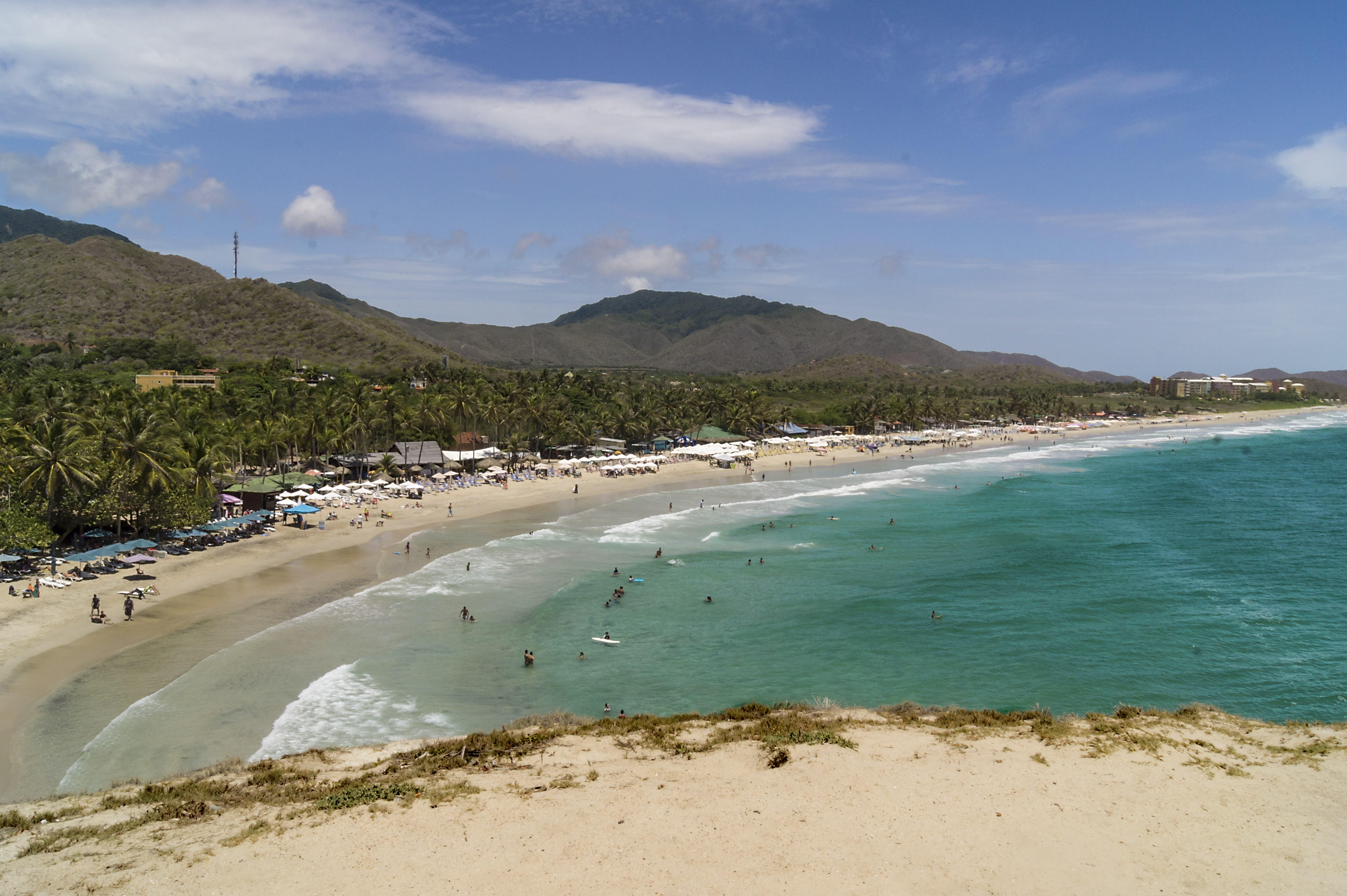
Visa panorâmica da ilha de Margarita, no mar do Caribe

O país está entre os vinte melhores em termos de endemismo. Entre os seus animais, 23% dos répteis e 50% das espécies de anfíbios são endémicas. Embora a quantidade de informação disponível ainda seja muito pequena, um primeiro esforço foi feito para estimar o número de espécies de fungos endêmicos para a Venezuela: Aproximadamente 1 334 espécies de fungos foram identificados como possíveis endemias do país. Cerca de 38% dos mais de 21 mil espécies de plantas conhecidas da Venezuela são exclusivas do país.
A Venezuela é atualmente o lar de uma reserva da biosfera, o Alto Orinoco-Casiquiare, que faz parte da Rede Mundial de Reservas da Biosfera, além de cinco zonas úmidas que estão registradas nos termos da Convenção de Ramsar. Em 2003, 70% das terras do país estavam sob a gestão da conservação em mais de 200 áreas protegidas, incluindo 43 parques nacionais. Nas últimas décadas, a exploração madeireira, mineração, agricultura itinerante e outras atividades humanas têm servido como ameaça para a biodiversidade venezuelana. Entre 1990 e 2000, 0,40% da cobertura florestal foi desmatada anualmente. No mesmo período, foram implementadas medidas de proteções federais, como a proteção de 20% a 33% da área florestal venezuelana.

## Demografia
A Venezuela está entre os países mais urbanizados da América Latina; a grande maioria dos venezuelanos vive nas cidades do norte, especialmente na capital Caracas, que também é a maior cidade do país. Cerca de 93% da população vive em áreas urbanas no norte da Venezuela; 73% vivem a menos de 100 quilômetros da costa  Embora quase metade da área terrestre do país esteja ao sul do Orinoco, apenas 5% dos venezuelanos vivem lá. A maior e mais importante cidade ao sul do Orinoco é Ciudad Guayana, que é a sexta conurbação mais populosa.

### Idiomas

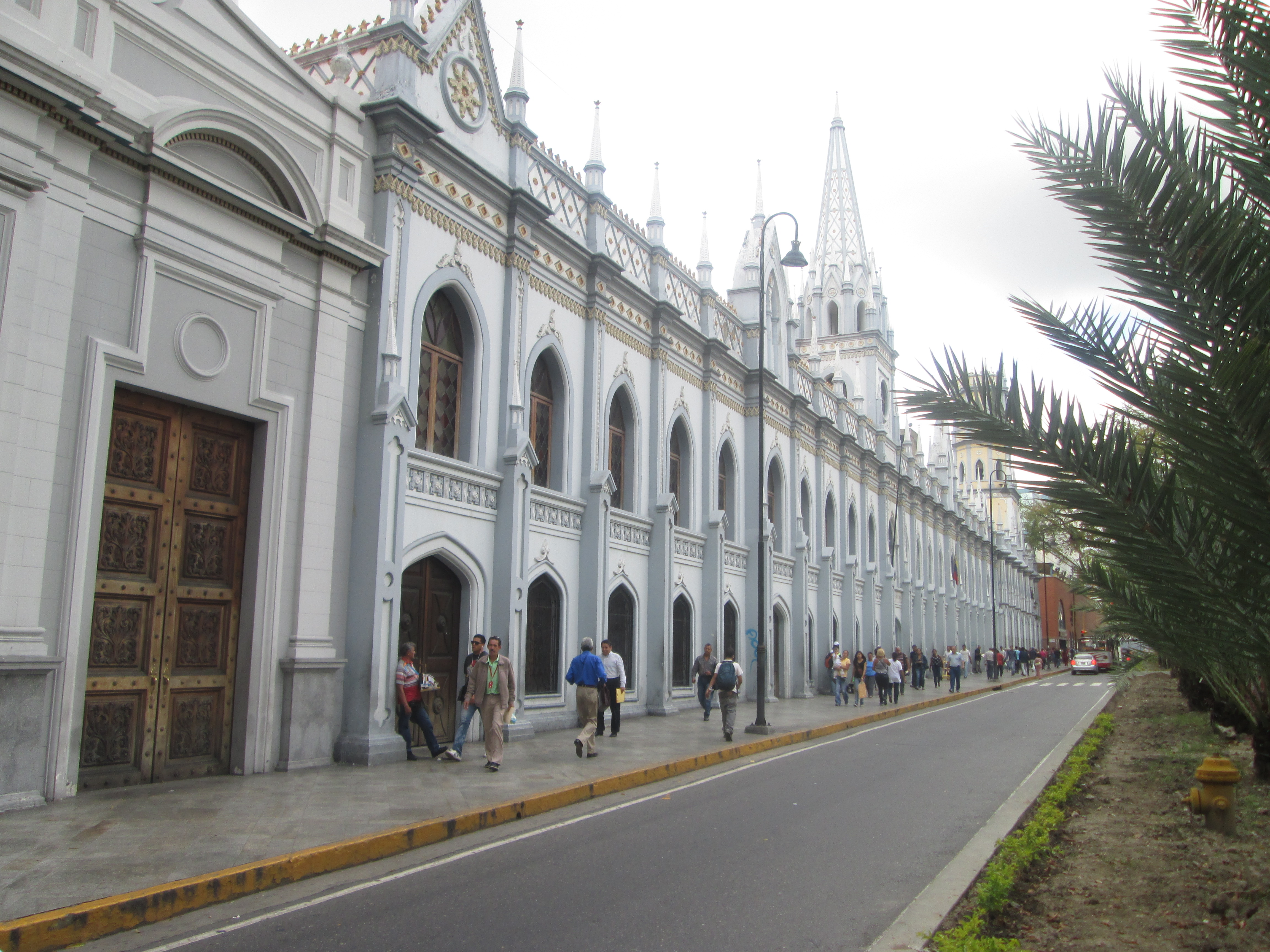
A Academia Venezuelana da Língua estuda o desenvolvimento do espanhol no país.

Embora a maioria dos moradores fale apenas espanhol, a língua oficial do país, muitas línguas são faladas na Venezuela. Além do espanhol, a Constituição reconhece mais de trinta línguas indígenas, incluindo wayuu, warao, pemón e muitas outras para o uso oficial dos povos indígenas, a maioria com poucos falantes – menos de 1% da população total. Wayuu é a língua indígena mais falada, com 170 mil falantes.
Os imigrantes, além do espanhol, falam suas próprias línguas. Chinês (400 mil), português (254 mil) e italiano (200 mil) são as línguas mais faladas depois do espanhol. O árabe é falado pelas colônias libanesas e sírias na Ilha de Margarita, Maracaibo, Punto Fijo, Puerto la Cruz, El Tigre, Maracay e Caracas. O português é falado não apenas pela comunidade portuguesa de Santa Elena de Uairén, mas também por grande parte da população devido à sua proximidade com o Brasil. A comunidade alemã fala sua língua nativa, enquanto o povo de Colonia Tovar fala principalmente um dialeto alemão chamado alemán coloniero. O inglês é a língua estrangeira mais amplamente utilizada e procurada, sendo falado por muitos profissionais, acadêmicos e membros das classes alta e média, como resultado da exploração de petróleo por empresas estrangeiras, além de sua aceitação como língua franca. Culturalmente, o inglês é comum em cidades do sul, como El Callao, e a influência nativa da língua inglesa é evidente nas canções folclóricas e de calipso da região. O inglês foi trazido para a Venezuela por imigrantes de Trinidad e Tobago e de outras Índias Ocidentais Britânicas. Uma variedade do crioulo antilhano é falada por uma pequena comunidade em El Callao e Paria.

### Religiões
Religiões na Venezuela (2011)
De acordo com uma pesquisa de 2011 (GIS XXI), 88% da população é cristã, principalmente católica romana (71%), e os 17% restantes são protestantes, principalmente evangélicos (na América Latina, os protestantes são geralmente chamados de "evangélicos"). Cerca de 8% dos venezuelanos são irreligiosos (2% de ateus e 6% de agnósticos ou indiferentes). Quase 3% da população segue outra religião (1% dessas pessoas pratica a santería).
Existem pequenas, mas influentes comunidades muçulmanas, drusas, budistas e judaicas. A comunidade muçulmana de mais de 100 mil está concentrada entre pessoas de ascendência libanesa e síria que vivem no estado de Nueva Esparta, Punto Fijo e na área de Caracas. A comunidade drusa é estimada em cerca de 60 mil e concentrada entre pessoas de ascendência libanesa e síria (um ex-vice-presidente é druso, mostrando a influência do pequeno grupo).
A comunidade judaica diminuiu nos últimos anos devido às crescentes pressões econômicas e antissemitismo na Venezuela, com a população diminuindo de 22 mil em 1999 para menos de 7 mil em 2015.

### Composição étnica
A Venezuela é um país bastante miscigenado e grande parte de sua população é multirracial, como resultado do contato entre espanhóis, indígenas e africanos no período colonial.
Segundo o censo populacional de 2011, a composição étnico-racial da população venezuelana, segundo autoidentificação, é a seguinte: 49,9%: multirraciais (de qualquer tipo), 42,2% brancos, 3,5% afrodescendentes e 2,7% ameríndios. Segundo a Encyclopædia Britannica, a população venezuelana é assim dividida: 63,7% mestiços indígenas-europeus ou mestiços indígenas-africanos-europeus, 23,3% brancos, 10,0% negros, 1,3% indígenas e 1,7% outros. Já Francisco Lizcano estimou a composição étnica do país sul-americano dessa forma: 37,7% mestizos (mestiços indígenas-europeus), 37,7% mulatos (mestiços africanos-europeus), 16,9% brancos, 2,8% negros, 2,7% ameríndios e 2,2% asiáticos (na maioria, descendentes de árabes).
Na Venezuela, os afrodescendentes estão concentrados em regiões próximas à costa, enquanto os indígenas residem, na maioria, em regiões remotas do interior do país, como florestas próximas ao Lago de Maracaibo e a Floresta Amazônica.
De acordo com um estudo genético de DNA autossômico, realizado em 2008, pela Universidade de Brasília (UnB) a composição da população da Venezuela é a seguinte: 60,60% de contribuição europeia, 23% de contribuição indígena e 16,30% de contribuição africana.
Até a Segunda Guerra Mundial, a entrada de europeus na Venezuela foi quase exclusivamente de espanhóis. Entre 1948 e 1958, o governo estimulou a entrada de portugueses, espanhóis e italianos. Entre as décadas de 1950 e 1970, centenas de milhares de imigrantes oriundos de países hispanófonos da América do Sul se fixaram na Venezuela, especialmente colombianos, mas também argentinos, chilenos e uruguaios. Muitos desses europeus e sul-americanos não se fixaram em território venezuelano definitivamente, pois retornaram aos seus países de origem.

### Criminalidade

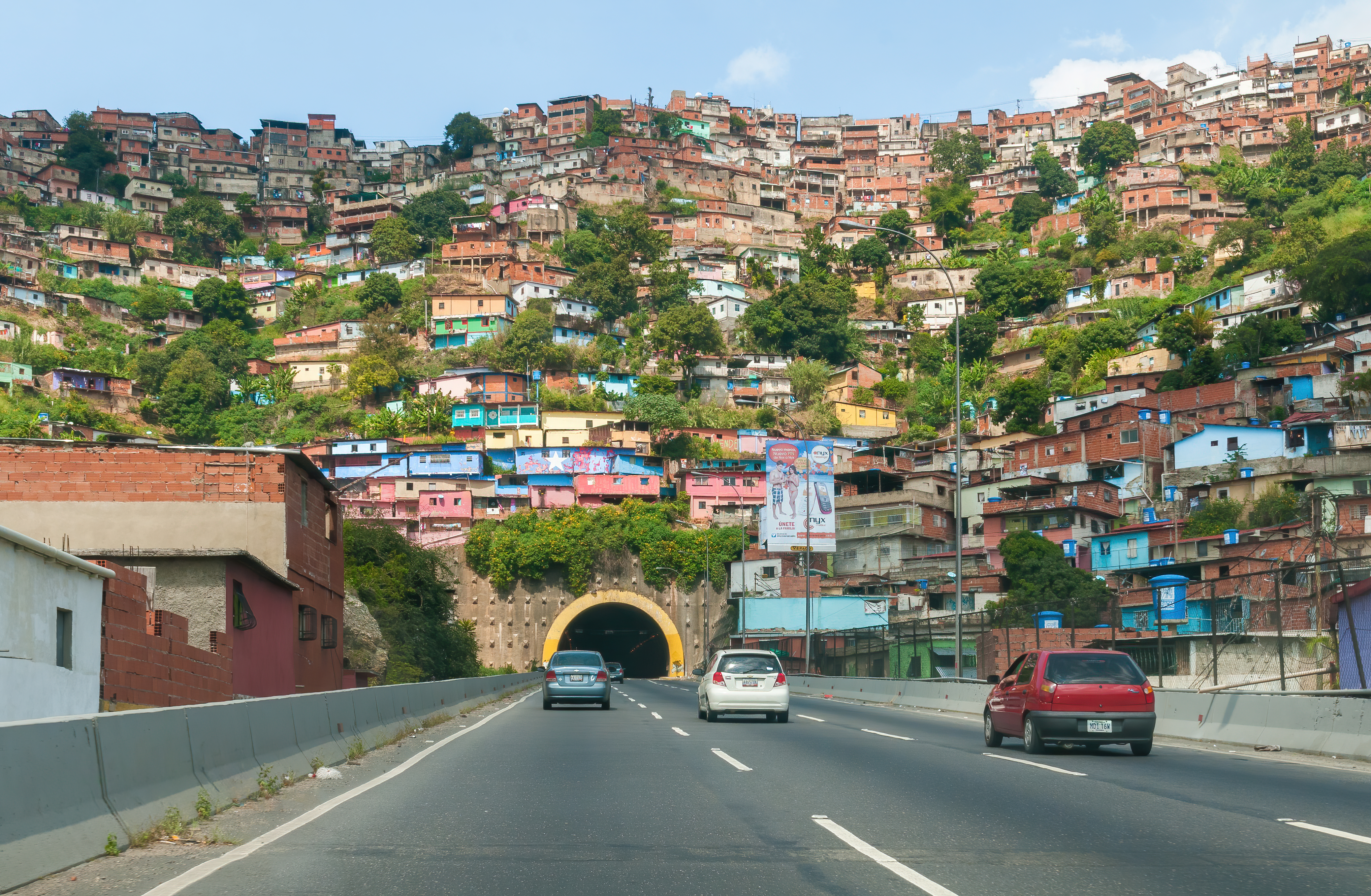
Favela em Caracas

Na Venezuela, uma pessoa é assassinada a cada 21 minutos. Os crimes violentos são tão frequentes na que o governo já não produz dados sobre a criminalidade. Em 2013, a taxa de homicídios foi de aproximadamente 79 por 100 mil habitantes, uma das mais altas do mundo, tendo quadruplicado nos últimos 15 anos, com mais de 200 mil pessoas assassinadas. Em 2015, tinha aumentado para 90 por 100 mil habitantes. A capital Caracas tem uma das maiores taxas de homicídios de qualquer grande cidade do mundo, com 122 homicídios por 100 mil habitantes. Em 2008, as sondagens indicaram que a criminalidade era a principal preocupação dos eleitores. Tentativas de combate ao crime, como a Operação Libertação do Povo, foram implementadas para reprimir áreas controladas por gangues, mas, dos atos criminosos denunciados, menos de 2% são processados. Em 2017, o Financial Times observou que algumas das armas adquiridas pelo governo nas duas décadas anteriores foram desviadas para grupos civis paramilitares e sindicatos criminosos.
A Venezuela é especialmente perigosa para viajantes e investidores estrangeiros que a visitam. O Departamento de Estado dos Estados Unidos e o Governo do Canadá alertaram os visitantes estrangeiros de que podem ser vítimas de roubo, sequestro e assassinato, e que os seus próprios viajantes diplomáticos são obrigados a viajar em veículos blindados. O Ministério dos Negócios Estrangeiros e da Commonwealth do Reino Unido desaconselhou todas as viagens à Venezuela.
Existem aproximadamente 33 prisões com cerca de 50 mil reclusos em um sistema prisional fortemente superlotado; as suas instalações têm capacidade para apenas 14 mil prisioneiros.

## Governo e política

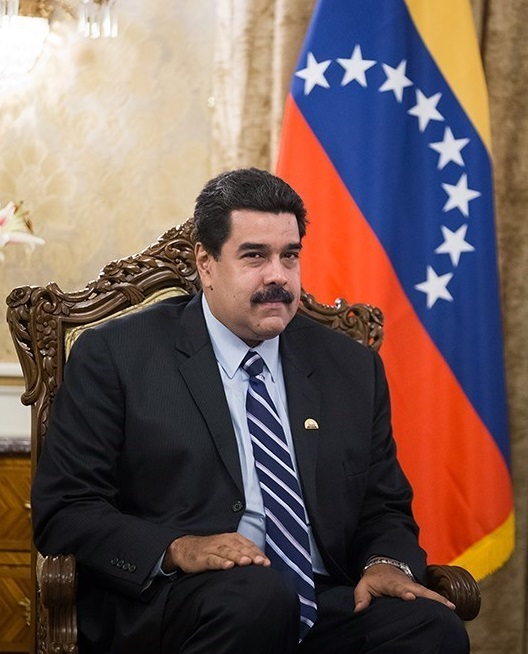
Nicolás Maduro, o atual presidente da Venezuela, que assumiu o cargo após a morte de Hugo Chávez em 2013.

A Venezuela é uma república federal presidencialista governada pela Constituição de 1999. Esta constituição consagrou a existência de cinco poderes: executivo, legislativo, judiciário, cidadão e eleitoral. O poder executivo recai sobre o presidente da República, eleito por sufrágio universal para um mandato de seis anos, podendo ser reeleito infinitamente, após referendada a emenda constitucional, por voto popular. Ele é simultaneamente chefe de Estado e chefe de governo. É também o Comandante Supremo das Forças Armadas. Nomeia o vice-presidente da República (cargo ocupado desde janeiro de 2007 por Jorge Rodríguez Gómez) e os ministros.[carece de fontes?]
O parlamento venezuelano unicameral é a Assembleia Nacional. O número de membros é variável – cada estado e o distrito da capital elegem três representantes mais o resultado da divisão da população do estado por 1,1% da população total do país. Três assentos são reservados para representantes dos povos indígenas. Para o período de 2011-2016 o número de assentos é de 165. Todos os deputados cumprem mandatos de cinco anos. A idade para votar na Venezuela é 18 anos. O voto não é obrigatório.
O sistema jurídico  pertence à tradição do direito continental. O órgão judicial máximo é o Tribunal Supremo de Justiça, cujos magistrados são eleitos pelo parlamento para um mandato único de doze anos. O Conselho Nacional Eleitoral é responsável pelos processos eleitorais; é formado por cinco diretores principais eleitos pela Assembleia Nacional. A presidente da Suprema Corte, Luisa Estela Morales, disse em dezembro de 2009 que a Venezuela havia se afastado de "uma divisão rígida de poderes" para um sistema caracterizado por "coordenação intensa". Morales esclareceu que cada poder deve ser independente.
Segundo a ONU, o país se encontra em 'estado de exceção', com o governo sendo acusado de ameaçar e torturar opositores. Em contrapartida, José Rangel Avalos, vice-ministro do Interior, afirma que: "A tortura não faz parte da realidade política da Venezuela" e que a população tem a garantia de seus direitos.

### Forças armadas

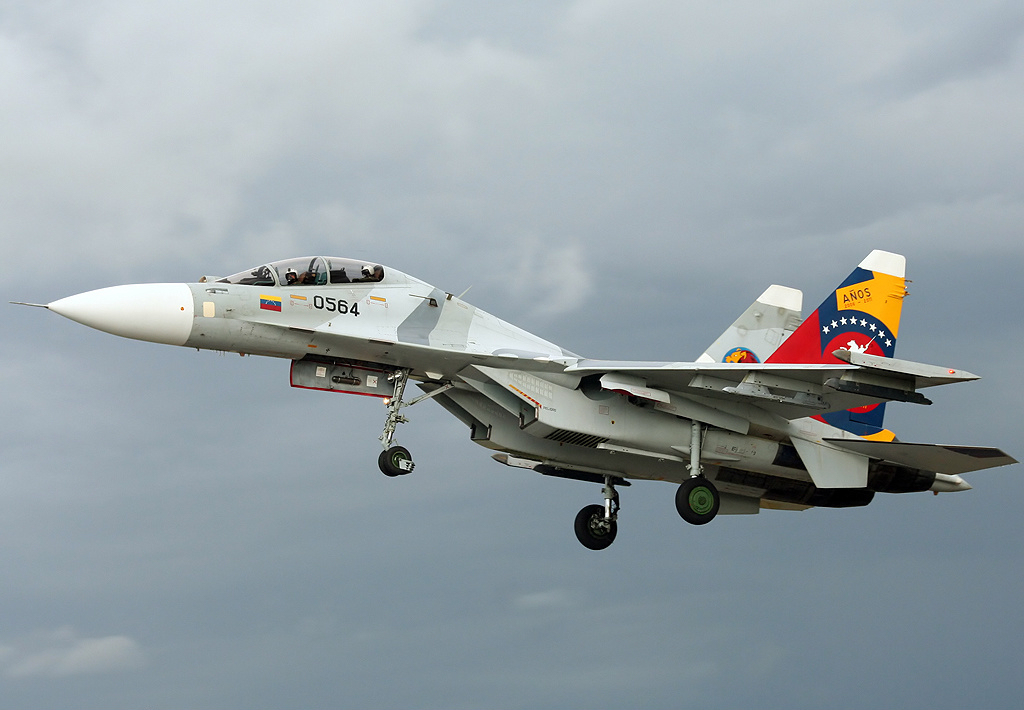
Caça Sukhoi Su-30 da Força Aérea da Venezuela

A Força Armada Nacional da República Bolivariana da Venezuela (Fuerza Armada Nacional, FAN) são as forças armadas da Venezuela. Ela inclui mais de 129 150 homens e mulheres, nos termos do artigo 328 da Constituição, em cinco componentes de terra, mar e ar. Os componentes das Forças Armadas Nacionais são: o Exército venezuelano, a Marinha venezuelana, a Força Aérea venezuelana, a Milicia Nacional Bolivariana da Venezuela e a Milícia Nacional da Venezuela.
Em 2008, cerca de 600 000 soldados foram incorporados em um novo ramo, conhecido como Reserva Armada. O presidente da Venezuela é o comandante em chefe das forças armadas do país. As principais funções das forças armadas são defender o território nacional soberano da Venezuela, o espaço aéreo, as ilhas, a luta contra o narcotráfico, busca e salvamento e, no caso de um desastre natural, a proteção civil. Todos os homens que são cidadãos da Venezuela têm o dever constitucional de se inscrever nas forças armadas na idade de 18 anos, a idade de maioridade na Venezuela.

### Relações exteriores

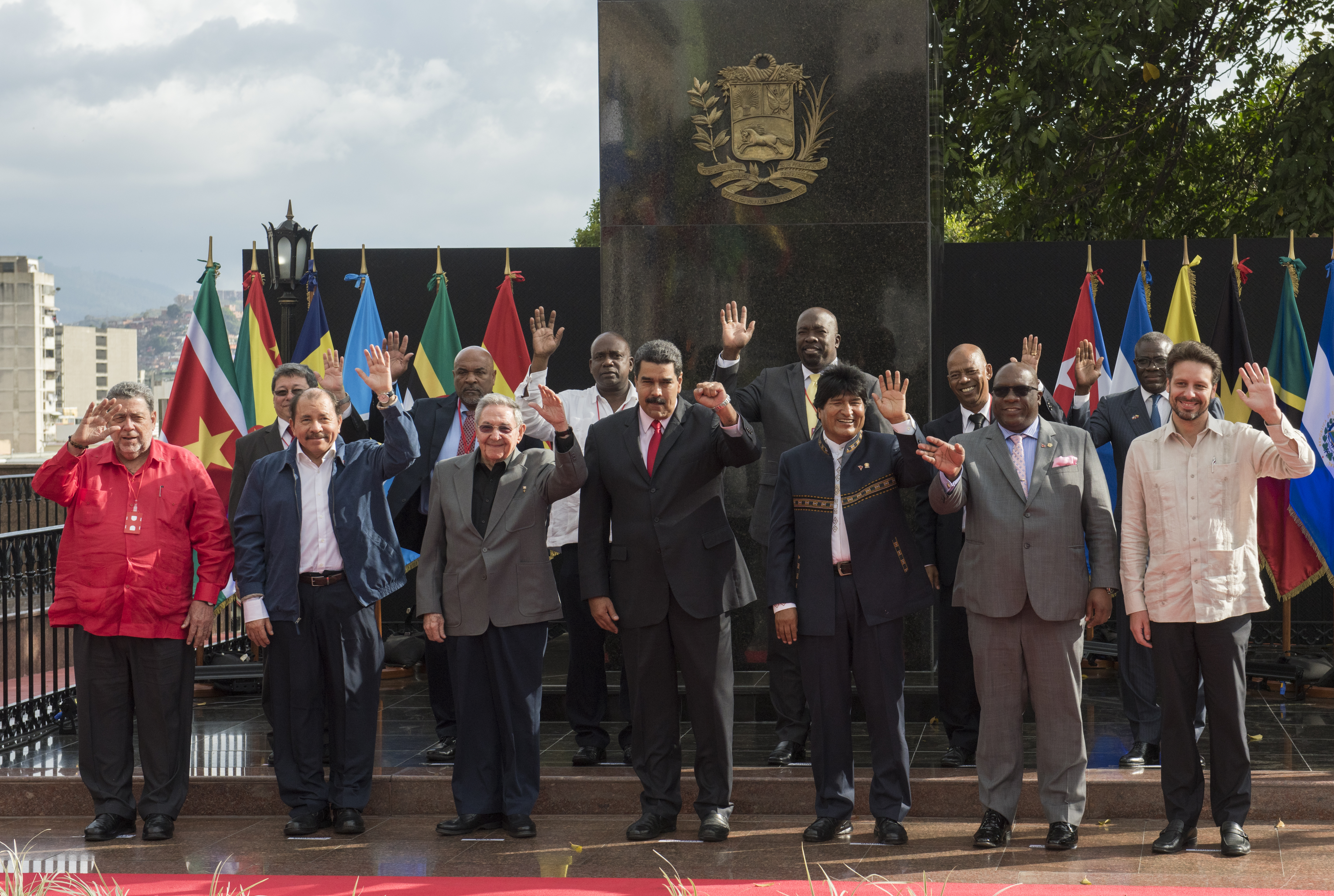
Presidente Maduro entre outros líderes latino-americanos participando de uma reunião Aliança Bolivariana para os Povos da Nossa América em 2017

Durante a maioria do século XX, a Venezuela manteve relações amistosas com a maioria das nações latino-americanas e ocidentais. As relações entre a Venezuela e o governo dos Estados Unidos pioraram em 2002, após a tentativa de golpe de estado venezuelano de 2002, durante a qual o governo dos EUA reconheceu a curta presidência interina de Pedro Carmona. Em 2015, a Venezuela foi declarada uma ameaça à segurança nacional pelo presidente dos EUA, Barack Obama.
A Venezuela busca uma integração hemisférica alternativa por meio de propostas como a Alternativa Bolivariana para as Américas e a recém-lançada rede de televisão latino-americana teleSUR. É uma das cinco nações do mundo — com Rússia, Nicarágua, Nauru e Síria — que reconheceram a independência da Abecásia e Ossétia do Sul na Geórgia. A Venezuela foi um dos proponentes da decisão da Organização dos Estados Americanos (OEA) de adoptar a sua Convenção Anticorrupção. Em 26 de abril de 2017, no entanto, a Venezuela anunciou a sua intenção de se retirar da OEA.
A Venezuela pode sofrer uma deterioração de seu poder nos assuntos internacionais se a transição global para energia renovável for concluída. Está classificado em 151.º lugar entre 156 países no índice de Ganhos e Perdas Geopolíticas após a Transição Energética (GeGaLo, sigla em inglês).

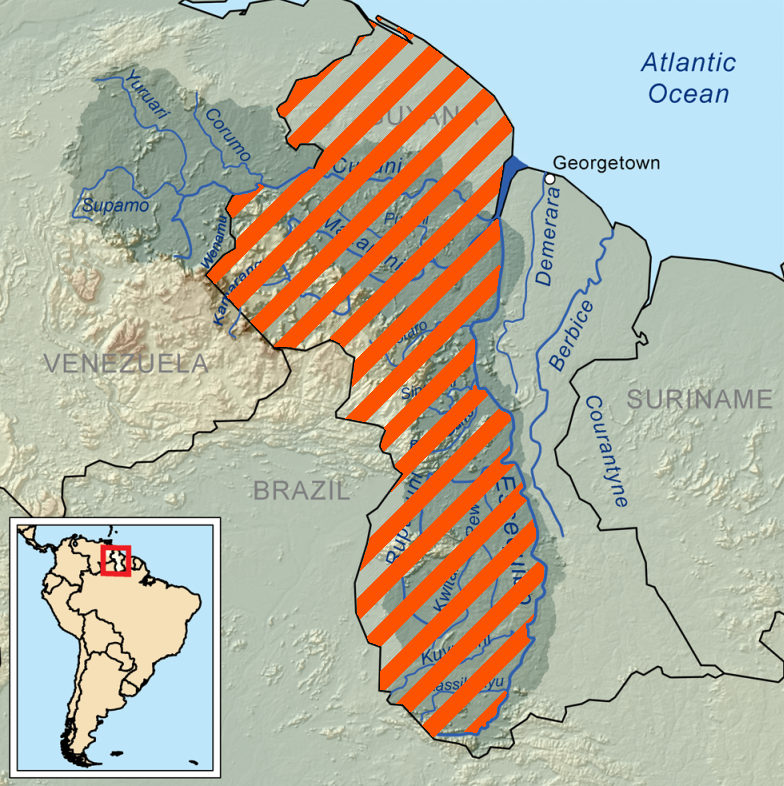
Guiana Essequiba, parte do território da Guiana que é reivindicado pela Venezuela.

Toda a região a oeste do rio Essequibo (quase 60% do território da Guiana) é reivindicada pela Venezuela como sendo parte de seu território subtraído no século XIX pela Inglaterra, então potência colonial que administrava a antiga Guiana Britânica. A disputa está em moratória. A região é denominada pela Venezuela de Guiana Essequiba. Em 1895, após anos de tentativas diplomáticas para resolver a disputa fronteiriça na Venezuela, a disputa sobre a fronteira do rio Essequibo deflagrou-se e então foi submetida a uma comissão supostamente neutra (composta por representantes do Reino Unido, Estados Unidos e da Rússia e sem representante direto da Venezuela) que, em 1899, decidiu-se contra a reivindicação territorial da Venezuela.
A história da Venezuela no Mercosul iniciou em 16 de dezembro de 2003, durante reunião de cúpula do Mercosul realizada em Montevidéu, quando foi assinado o Acordo de Complementação Econômica Mercosul, Colômbia, Equador e Venezuela. Neste acordo foi estabelecido um cronograma para a criação de uma zona de livre comércio entre os Estados signatários e os membros plenos do Mercosul, com gradual redução de tarifas. Desta maneira, estes países obtiveram sucesso nas negociações para a formação de uma zona de livre comércio com o Mercosul, uma vez que, um acordo de complementação econômica, com o cumprimento integral de seu cronograma, é o item exigido para ascensão de um novo associado. No entanto, em 8 de julho de 2004, a Venezuela foi elevada ao status de membro associado, sem ao menos concluir o cronograma firmado com o Conselho do Mercado Comum. No ano seguinte, o bloco a reconheceu como uma nação associada em processo de adesão, o que, na prática, significava que o Estado possuía voz, mas não voto. A expulsão da Venezuela foi oficializada em 1.º de dezembro de 2016. A decisão foi unanime por parte de: Brasil, Argentina, Paraguai e Uruguai; Ainda que para o governo de Montevidéu seria prudente acionar a cláusula democrática do bloco, da mesma forma que foi feita com o Paraguai. Após a Venezuela não aderir o tratado de Assunção sobre a promoção e proteção dos direitos humanos, o acordo sobre residência que permite que moradores de outros países do bloco tenham moradia no país e, também, o Acordo de complementação econômica 18, que é considerado um dos principais pilares do bloco. O governo venezuelano aderiu apenas 80 por cento das 1 224 técnicas exigidas, e 25 por cento do tratado necessário.

### Direitos humanos

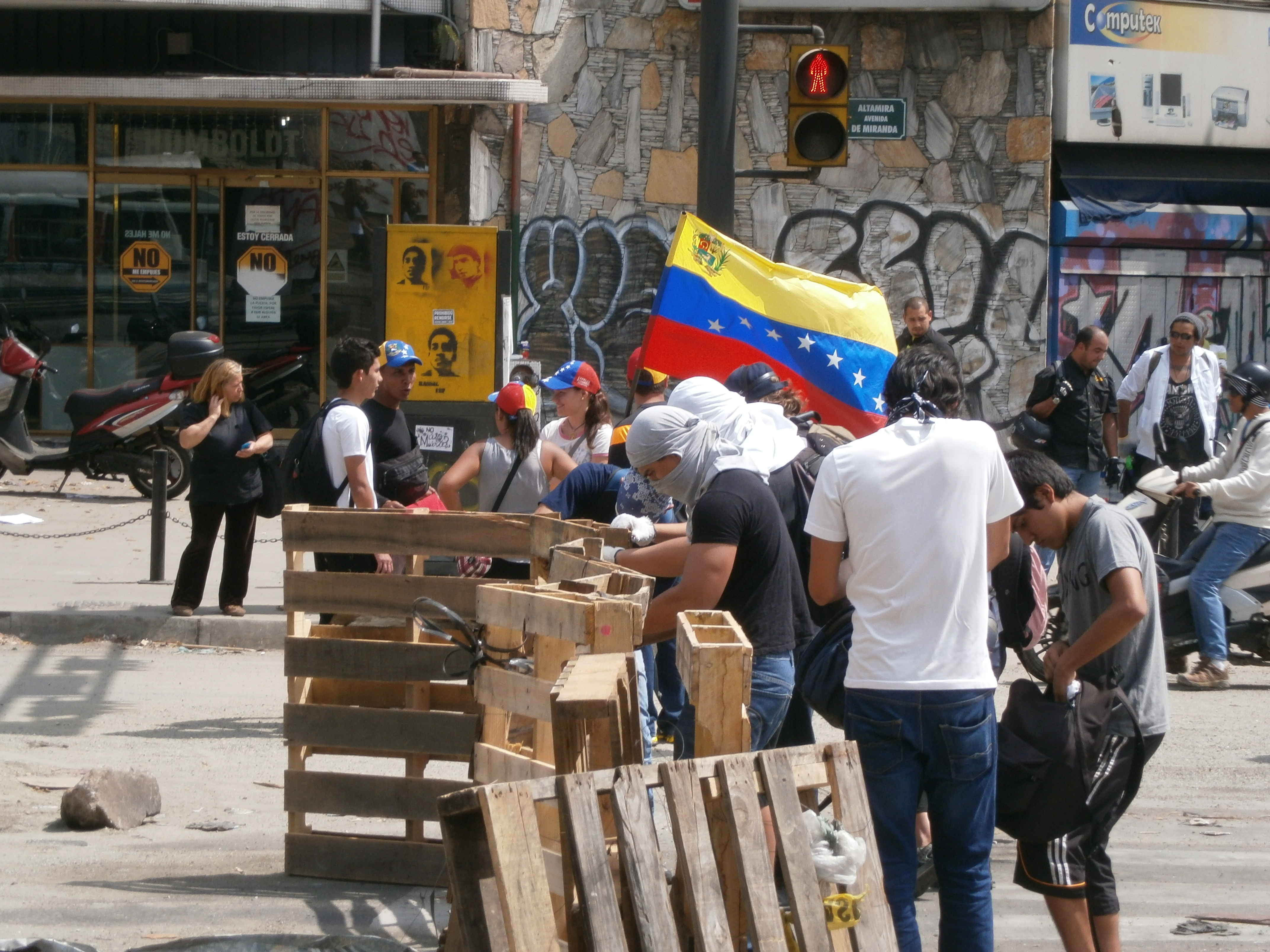
Protestos em Altamira, Caracas (2014)

Organizações de direitos humanos como a Human Rights Watch e a Anistia Internacional têm criticado cada vez mais a Venezuela, com a primeira organização a notar em 2017 que o governo de Chávez e, posteriormente, o governo de Maduro concentraram cada vez mais o poder no poder executivo, corroeram as proteções constitucionais dos direitos humanos e permitiram que o governo perseguisse e reprimisse os seus críticos e a oposição. Outras preocupações persistentes, conforme apontado pelo relatório, incluem as más condições das prisões, o assédio contínuo da mídia independente e dos defensores dos direitos humanos pelo governo. Em 2006, a Economist Intelligence Unit classificou a Venezuela como um “regime híbrido” e o terceiro regime menos democrático da América Latina no Índice de Democracia, mas o país foi rebaixado para um regime autoritário em 2017 por conta dos comportamentos cada vez mais ditatoriais do governo Maduro.
Em 2014, uma série de protestos e manifestações começaram, atribuídos  à inflação, à violência e à escassez de produtos e alimentos. O governo acusou o protesto de ser motivado por "fascistas, líderes da oposição, capitalismo e influência estrangeira". Nas eleições parlamentares de 2015, Maduro reconheceu a derrota do PSUV, mas atribuiu a vitória da oposição à intensificação de uma guerra econômica. Apesar disso, disse: “Irei impedir, custe o que custar, que a oposição chegue ao poder”. Nos meses seguintes, Maduro cumpriu sua promessa de impedir que a Assembleia Nacional eleita legislasse. As primeiras medidas tomadas pelo PSUV e pelo governo foram a substituição de todos os integrantes Tribunal Supremo um dia depois das eleições parlamentares, contrária à Constituição da Venezuela, aclamada como uma fraude pela maioria da imprensa venezuelana e internacional. O Financial Times descreveu a função do Tribunal Supremo como “aprovação automática dos caprichos do executivo e veto à legislação”. O governo do PSUV aproveitou esta violação para suspender vários opositores eleitos. Maduro disse que “a lei de anistia (aprovada pelo Parlamento) não será executada” e pediu ao Tribunal Supremo que a declare inconstitucional.
Em 16 de janeiro de 2016, Maduro aprovou um decreto inconstitucional de "emergência econômica", relegando para a sua própria figura os poderes legislativo e executivo, ao mesmo tempo que detinha o poder judicial através da designação fraudulenta de juízes. A partir desses eventos, Maduro efetivamente passou a controlar todos os três poderes do Estado venezuelano. Em 14 de maio de 2016, as garantias constitucionais foram de fato suspensas quando Maduro decretou a prorrogação do decreto de emergência econômica por mais 60 dias e declarou o estado de emergência, o que constitui uma clara violação do artigo 338 da Constituição da Venezuela, que diz que a aprovação da prorrogação dos estados de emergência é responsabilidade da Assembleia Nacional. Assim, os direitos constitucionais na Venezuela são considerados suspensos de fato por muitas publicações e figuras públicas.
Em 14 de maio de 2016, a Organização dos Estados Americanos considerava a aplicação de sanções à Carta Democrática Interamericana por incumprimento da sua própria constituição. Em março de 2017, o Tribunal Supremo da Venezuela assumiu os poderes legislativos da Assembleia Nacional, mas reverteu a sua decisão no dia seguinte.

### Corrupção
A corrupção na Venezuela é alta para os padrões mundiais e foi assim durante grande parte do século XX. A descoberta de petróleo agravou o problema. No final da década de 1970, a descrição do petróleo como “excremento do Diabo” feita por Juan Pablo Pérez Alfonso tornou-se uma expressão comum na Venezuela. O Índice de Percepção da Corrupção classificou o país como um dos mais corruptos desde que a pesquisa começou em 1995. O ranking de 2010 colocou a Venezuela na posição 164, entre 178 países classificados em transparência governamental. Em 2016, a classificação aumentou para 166 de 178. O World Justice Project classificou a Venezuela em último lugar entre os 99 países inquiridos no seu Índice do Estado de Direito de 2014.
Essa corrupção é demonstrada pelo envolvimento significativo da Venezuela no tráfico de drogas, sendo que a cocaína colombiana e outras drogas transitam pelo país em direção aos Estados Unidos e Europa. No período de 2003-2008, as autoridades venezuelanas apreenderam a quinta maior quantidade total de cocaína do mundo, atrás da Colômbia, dos Estados Unidos, da Espanha e do Panamá. Em 2006, a agência governamental de combate ao tráfico ilícito de drogas na Venezuela, a ONA, foi incorporada ao gabinete do vice-presidente. No entanto, muitos altos funcionários governamentais e militares são conhecidos pelo seu envolvimento com o tráfico de drogas.

## Divisão administrativa
A Venezuela é uma república federal dividida em 23 estados, um Distrito Capital (que compreende a cidade de Caracas e a sua área metropolitana), as Dependências Federais (formada por 72 ilhas e ilhotas na sua maioria sem população humana) e um território em reivindicação com a Guiana (Guayana Esequiba).
Os estados da Venezuela encontram-se agrupados em nove regiões administrativas, que foram criadas a partir de um decreto presidencial de 1980.
| Bolívar Amazonas Apure Zulia Táchira Barinas Mérida Trujillo Lara Portuguesa Guárico Cojedes Yaracuy Falcón Carabobo Aragua Miranda Distrito Capital Vargas Anzoátegui Sucre Nueva Esparta Monagas Delta Amacuro Dependências Federais Trindade e Tobago Guiana Colômbia Brasil Mar do Caribe Oceano Atlântico |

## Economia

Gráfico das principais exportações do país

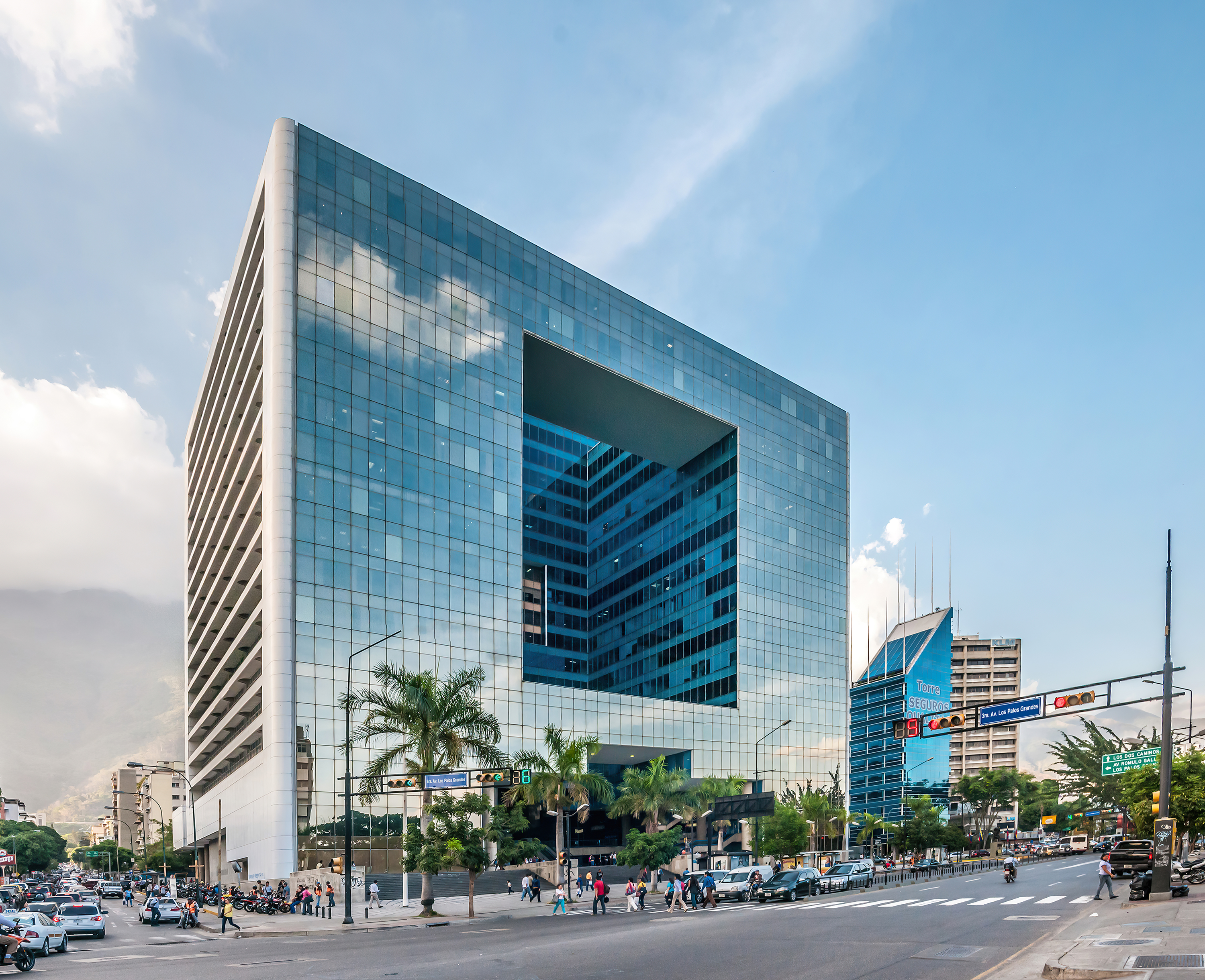
Edifício Parque Cristal em Caracas

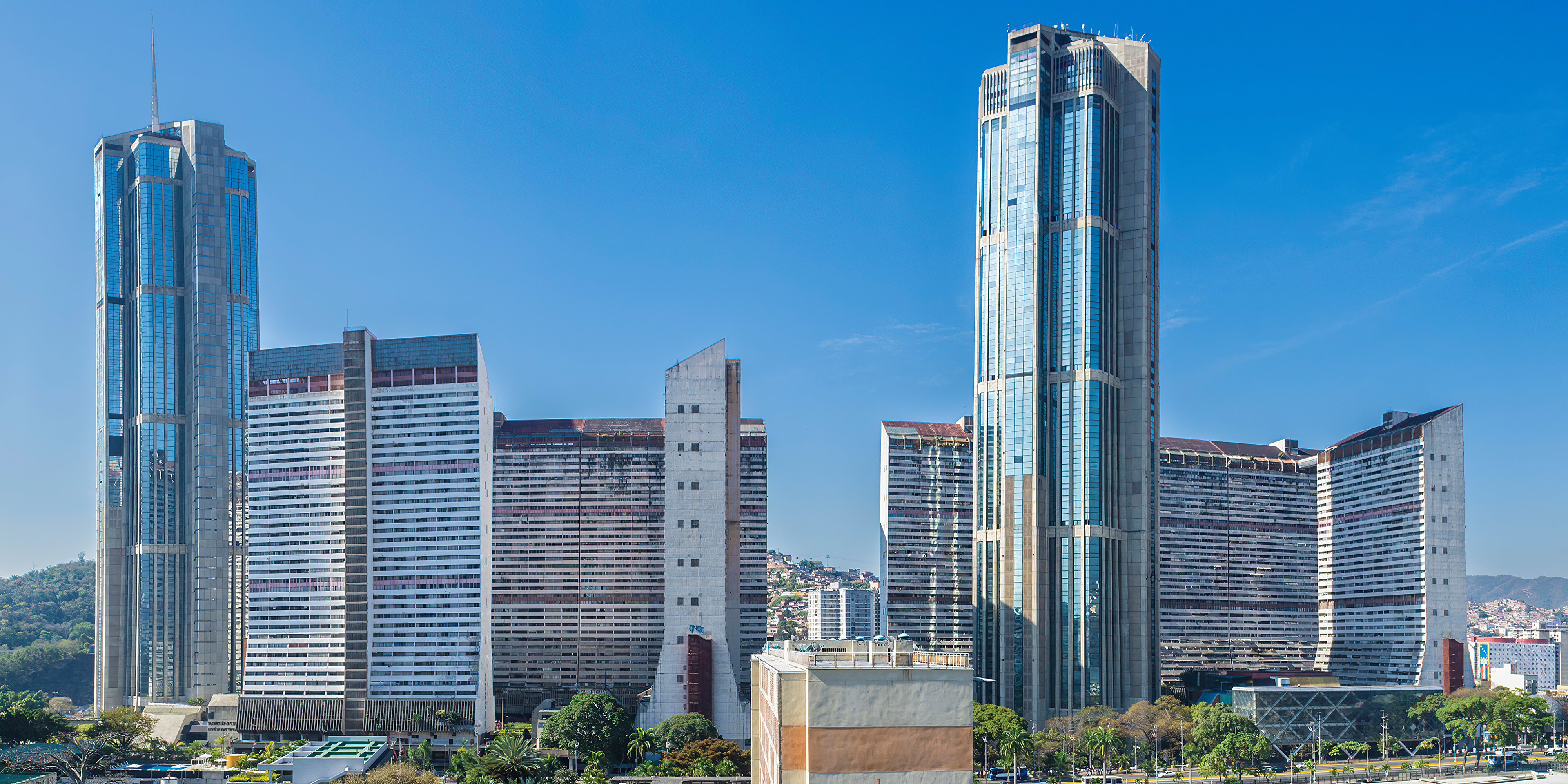
Complexo Parque Central Torre, na cidade de Caracas.

Em 2020, o país foi o 76.º maior exportador do mundo (US$ 16,4 milhões em mercadorias, 0,1% do total mundial). Já nas importações, em 2016, foi o 63.º maior importador do mundo: US$ 33,6 bilhões.
Na agricultura, a Venezuela produziu, em 2019: 4,3 milhões de toneladas de cana-de-açúcar; 1,9 milhões de toneladas de milho; 1,4 milhão de toneladas de banana; 760 mil toneladas de arroz; 485 mil toneladas de abacaxi; 477 mil toneladas de batata; 435 mil toneladas de óleo de palma; 421 mil toneladas de mandioca; 382 mil toneladas de laranja; 225 mil toneladas de melancia; 199 mil toneladas de mamão; 194 mil toneladas de melão; 182 mil toneladas de tomate; 155 mil toneladas de tangerina; 153 mil toneladas de coco; 135 mil toneladas de abacate; 102 mil toneladas de manga (incluindo mangostim e goiaba); 56 mil toneladas de café; além de produções menores de outros produtos agrícolas. Devido aos problemas econômicos e políticos internos, a produção de cana-de-açúcar caiu de 7,3 milhões de toneladas em 2012 para 3,6 milhões em 2016. A de milho caiu de 2,3 milhões de toneladas em 2014 para 1,2 milhão em 2017. A de arroz caiu de 1,15 milhão de toneladas em 2014 para 498 mil toneladas em 2016. Na pecuária, a Venezuela produziu, em 2019: 470 mil toneladas de carne bovina, 454 mil toneladas de carne de frango, 129 mil toneladas de carne suína, 1,7 bilhões de litros de leite de vaca, entre outros. A produção de carne de frango caiu progressivamente, ano a ano, de 1,1 milhão de toneladas em 2011 para 448 mil toneladas em 2017. A de carne de porco caiu de 219 mil toneladas em 2011 para 124 mil em 2018. A produção de leite de vaca caiu de 2,4 bilhões de litros em 2011 para 1,7 bilhões em 2019.
O Banco Mundial lista os principais países produtores a cada ano, com base no valor total da produção. Pela lista de 2019, a Venezuela tinha a 31.ª indústria mais valiosa do mundo (US$ 58,2 bilhões). A grosso modo, baseada na indústria petrolífera. Em 2018, a Venezuela era a 51.ª maior produtora de veículos do mundo (1,7 mil), sofrendo quedas desde 2010, quando produzia 153 mil veículos/ano. Na produção de aço, o país não consta entre os 40 maiores produtores do mundo. O Banco Central da Venezuela é responsável pelo desenvolvimento da política monetária para o bolívar venezuelano, usado como moeda. A moeda é impressa principalmente em papel e distribuídos por todo o país. O presidente do Banco Central da Venezuela é atualmente Eudomar Tovar, que também atua como representante do país no Fundo Monetário Internacional. Segundo a Heritage Foundation e o The Wall Street Journal, a Venezuela tem os direitos de propriedade mais fracos do mundo, marcando apenas 5,0 em uma escala de 100; a expropriação sem indenização não é algo incomum no país. A Venezuela tem uma economia mista baseada no mercado dominado pelo setor do petróleo, que responde por cerca de um terço do PIB, cerca de 80% das exportações e mais da metade do orçamento do governo. O PIB per capita em 2009 foi de 13 mil dólares, ocupando o 85.º lugar no mundo. A Venezuela tem a gasolina mais barata do mundo, porque o preço ao consumidor é fortemente subsidiado pelo governo.
Mais de 60% das reservas internacionais da Venezuela estão em ouro, oito vezes mais do que a média para os países da região. A maioria do ouro da Venezuela detido no exterior está localizado em Londres. Em 25 de novembro de 2011, a primeira das barras de ouro de 11 bilhões de dólares foi repatriada e chegou em Caracas; Chávez chamou a repatriação do ouro um passo "soberano", que irá ajudar a proteger as reservas internacionais do país da turbulência nos Estados Unidos e a Europa. No entanto as políticas governamentais rapidamente gastaram este ouro e em 2013, o governo foi forçado a adicionar o reservas em dólar de empresas estatais que os do banco nacional, a fim de tranquilizar o mercado internacional de títulos.

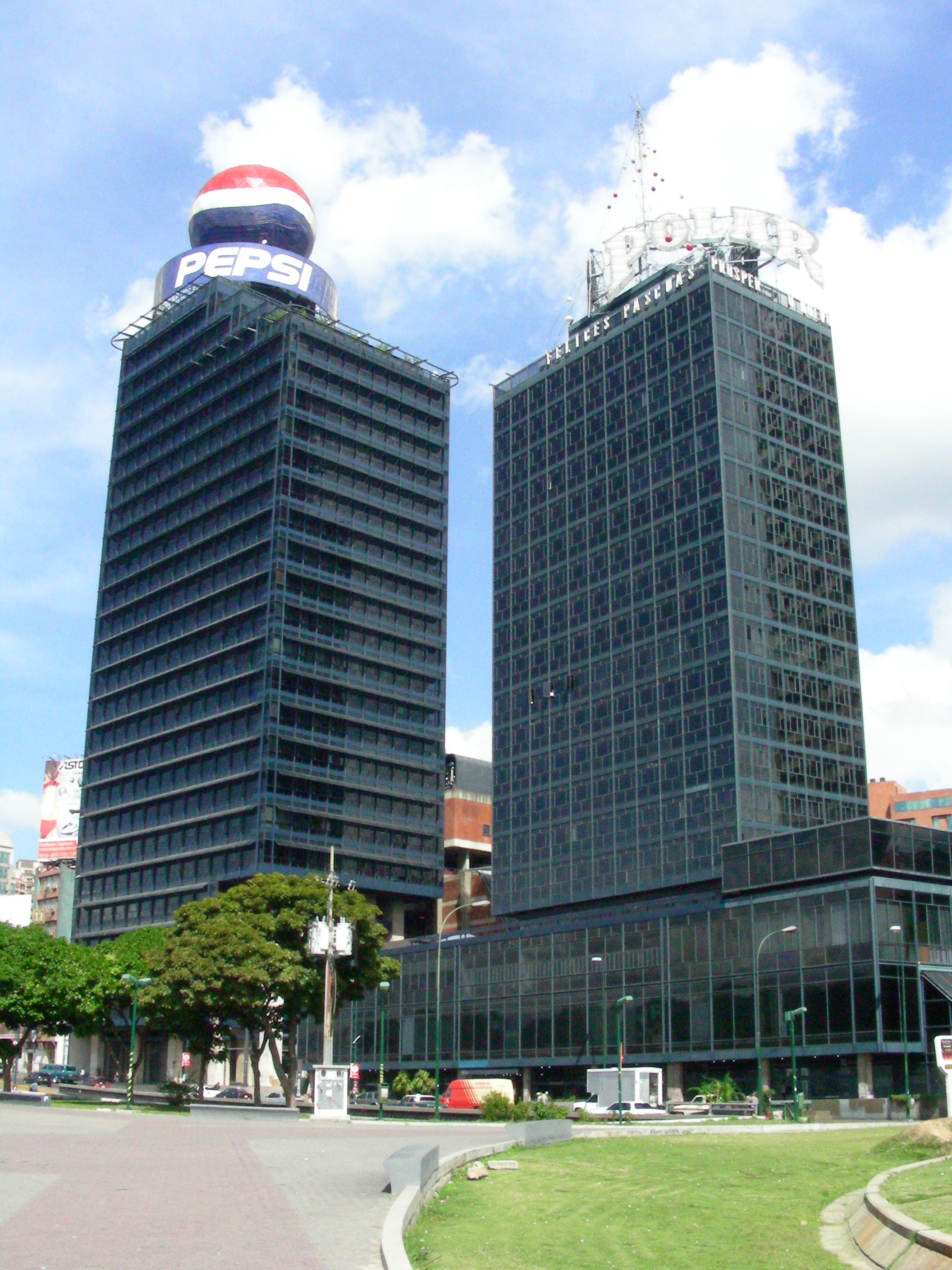
Sede da Empresas Polar em Caracas.

A indústria contribuiu com 17% do PIB em 2006. As fábricas e exportadores do país produzem produtos como aço, alumínio e cimento, com a produção concentrada em torno de Ciudad Guayana, perto da Hidrelétrica de Guri, um dos maiores do mundo e o provedor de cerca de três quartos da eletricidade da Venezuela. Outras indústrias notáveis incluem eletrônicos e automóveis, bem como bebidas e alimentos. A agricultura responde por cerca de 3% do PIB, 10% da força de trabalho e pelo menos um quarto da área terrestre do país. A Venezuela exporta arroz, milho, peixe, frutas tropicais, café, carne bovina e carne de porco. O país não é autossuficiente na maioria dos setores agrícolas. Em 2012, o consumo total de alimentos foi de mais de 26 milhões de toneladas, um aumento de 94,8% em relação a 2003.
Desde a descoberta de petróleo no início do século XX, a Venezuela tem sido um dos principais exportadores mundiais do produto e é um membro fundador da Organização dos Países Exportadores de Petróleo (OPEP). Anteriormente um exportador subdesenvolvido de commodities agrícolas, como o café e o cacau, o petróleo rapidamente passou a dominar as exportações e as receitas do governo. A superabundância de petróleo dos anos 1980 levou a uma crise da dívida externa e a uma crise econômica de longa duração, que viu pico da inflação em 100% em 1996 e as taxas de pobreza subirem para 66% em 1995 Em 1998 o PIB per capita caiu para o mesmo nível de 1963, uma queda de um terço de seu pico de 1978. A década de 1990 também viu a Venezuela experimentar uma grande crise bancária em 1994. A recuperação dos preços do petróleo a partir de 2001 impulsionou a economia venezuelana e facilitou os gastos sociais. Em 2003, o governo de Hugo Chávez implementou controles cambiais após a fuga de capitais que levou a uma desvalorização da moeda. Isto levou ao desenvolvimento de um mercado paralelo de dólares nos anos seguintes, com a taxa de câmbio oficial a menos de um sexto do valor do mercado negro. As consequências da Grande Recessão aprofundaram a desaceleração econômica.
Com os programas sociais, como as missões bolivarianas, a Venezuela fez progressos no desenvolvimento social na década de 2000, particularmente em áreas como saúde, educação e pobreza. Muitas das políticas sociais prosseguidos por Chávez e seu governo foram tiradas dos Objetivos de Desenvolvimento do Milênio, oito metas que a Venezuela e 188 outras nações concordaram em cumprir perante as Nações Unidas em setembro de 2000.
No início de 2013, a Venezuela desvalorizou sua moeda, devido à falta crônica de produtos básicos no país, como papel higiênico, leite e farinha. O pânico subiu a níveis tão altos devido à escassez de papel higiênico que o governo ocupou uma fábrica de papel higiênico. Os bônus da Venezuela também diminuíram várias vezes em 2013 devido a decisões do presidente Nicolás Maduro. Uma de suas decisões foi a de forçar lojas e seus armazéns a vender todos os seus produtos, o que podia levar a uma escassez ainda maior no futuro. A classificação de crédito da Venezuela também foi considerada negativa pela maioria das agências de classificação.

### Escassez

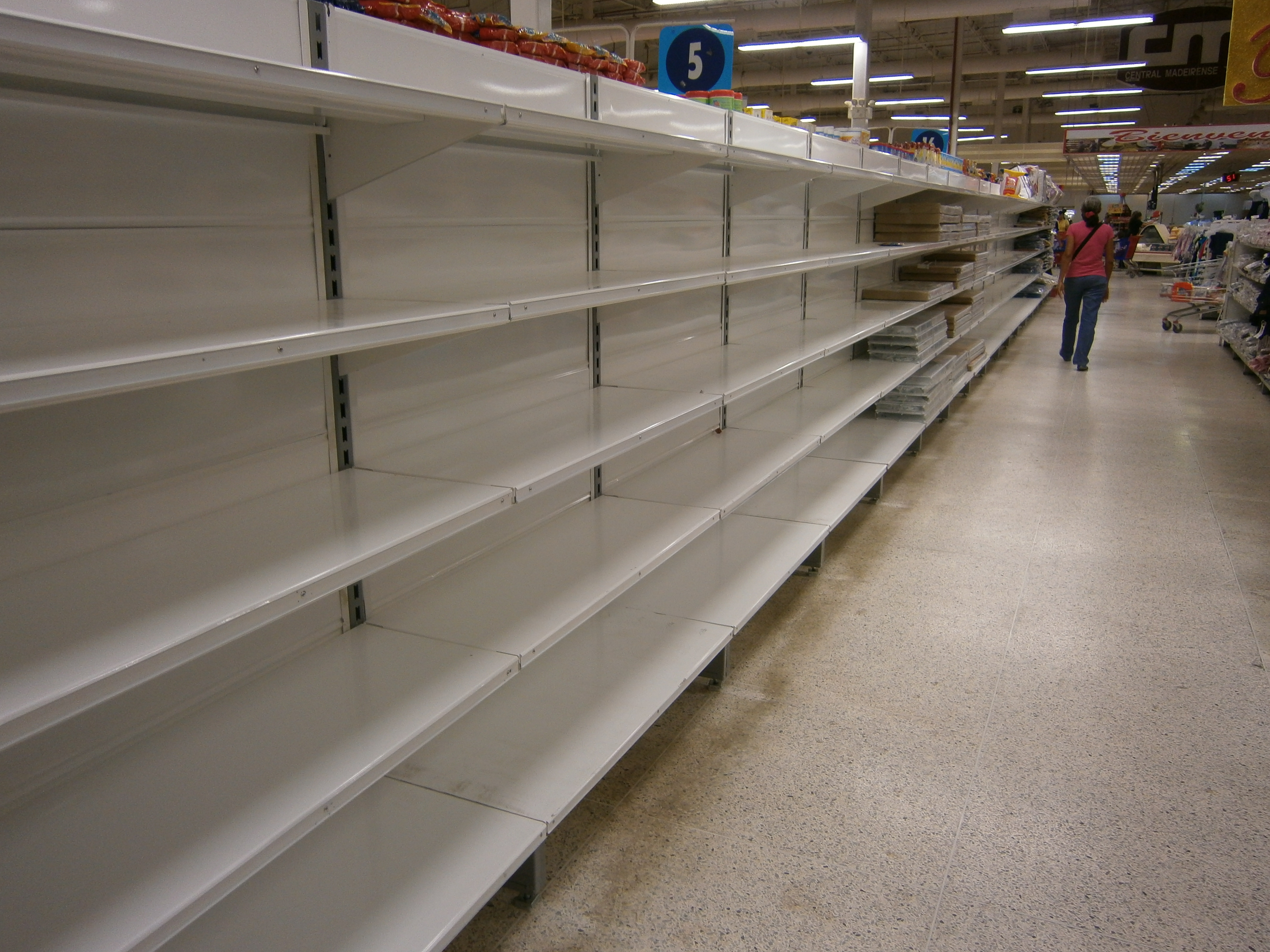
Prateleiras vazias em uma loja na Venezuela devido à escassez em 2014

A escassez na Venezuela tem sido predominante após a promulgação de controle de preços e outras políticas durante a política económica do governo de Hugo Chávez. Sob a política econômica do governo de Nicolás Maduro, ocorreu maior escassez devido à política do governo venezuelano de reter dólares americanos de importadores com controle de preços.
A escassez ocorre em produtos regulamentados, como leite, vários tipos de carne, café, arroz, óleo, farinha, manteiga e outros bens, incluindo necessidades básicas como papel higiênico, produtos de higiene pessoal e até mesmo medicamentos. Devido à escassez, os venezuelanos têm de procurar alimentos, esperar em filas durante horas e, por vezes, prescindir de certos produtos.
Uma seca, combinada com a falta de planejamento e manutenção, causou uma escassez de energia hidrelétrica. Para lidar com a falta de fornecimento de energia, em abril de 2016 o governo Maduro anunciou apagões rotativos e reduziu a semana de trabalho do governo apenas para segunda e terça-feira. Um estudo multiuniversitário descobriu que, só em 2016, cerca de 75% dos venezuelanos perderam peso devido à fome, com uma perda média de cerca de 8,6 quilos devido à falta de alimentos. Em março de 2017, a Venezuela começou a ter escassez de gasolina em algumas regiões.

### Petróleo e outros recursos

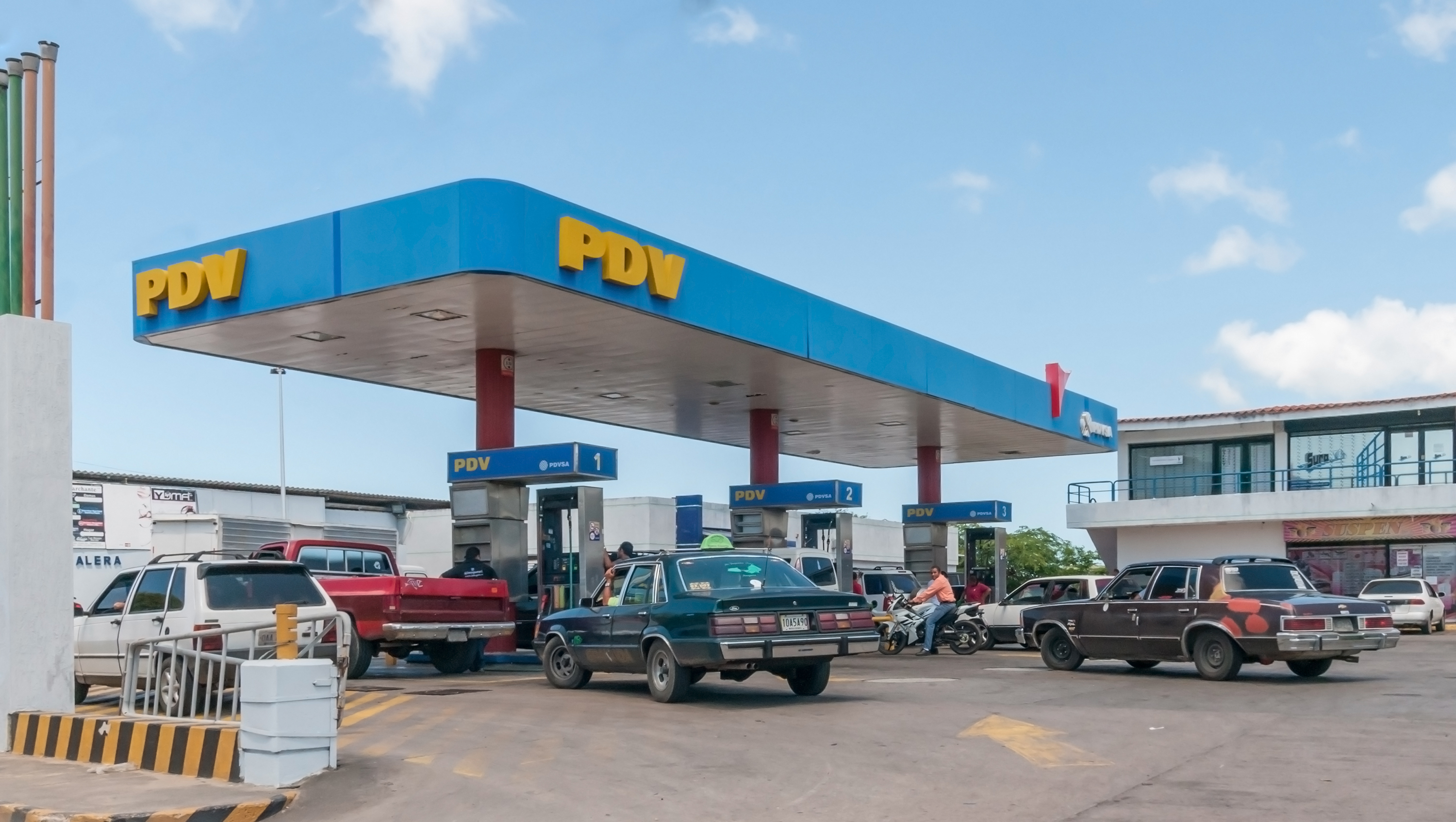
Posto de combustível da estatal Petróleos de Venezuela (PDVSA)

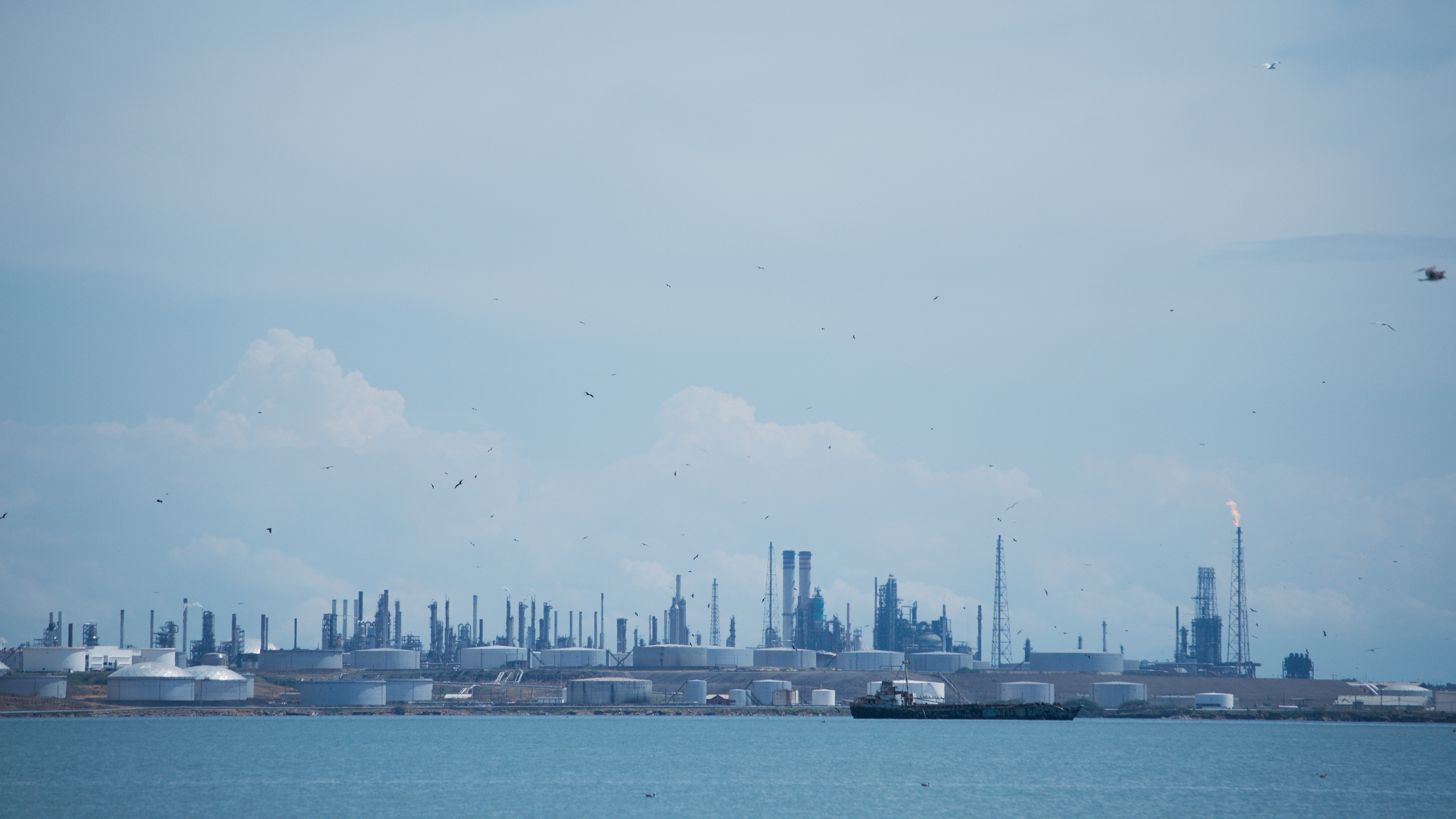
Vista de parte do Complexo de Paraguaná, da PDVSA, uma das maiores refinarias do mundo.

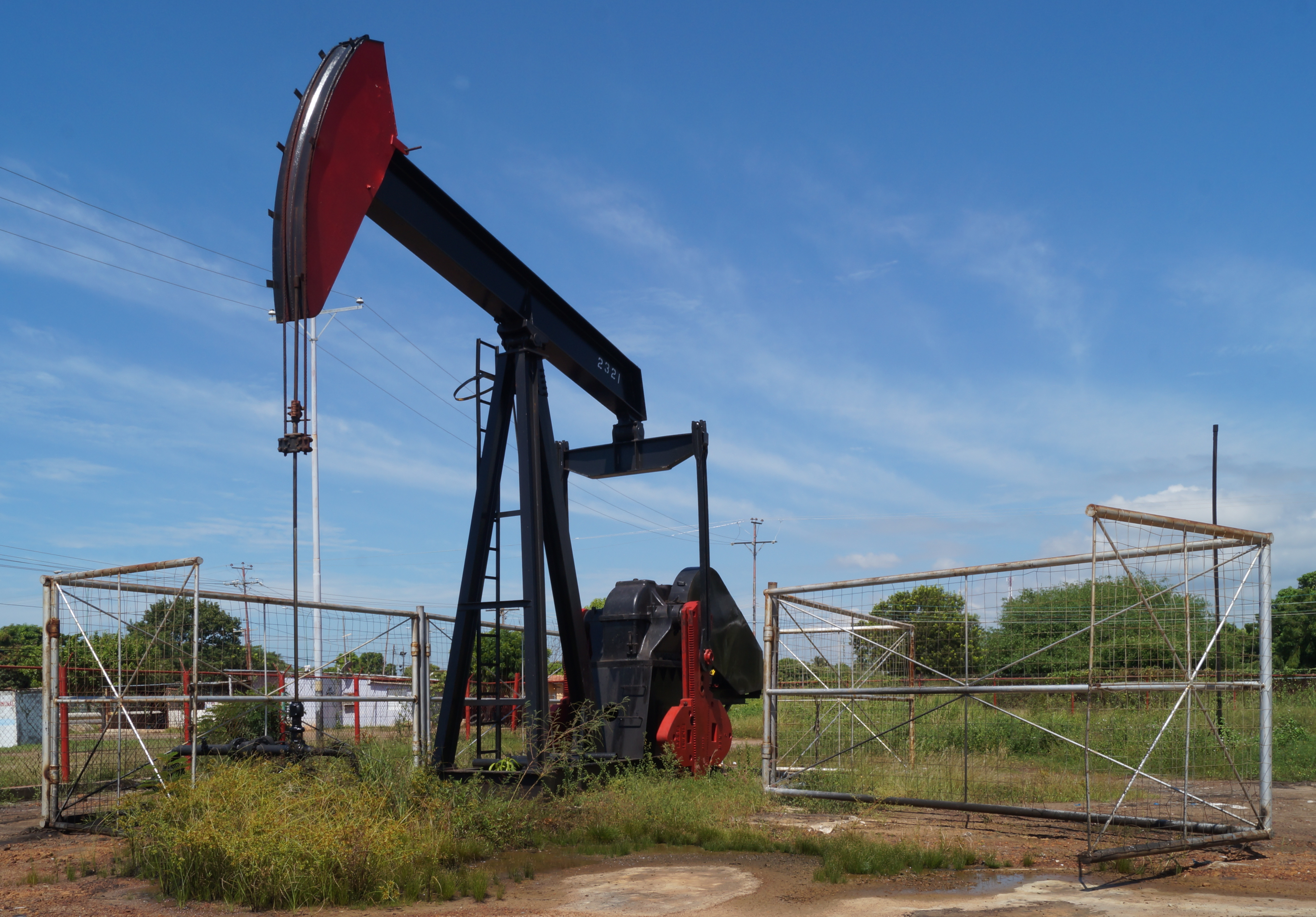
Poço de petróleo em Zulia.

A Venezuela tem as maiores reservas de petróleo e gás natural do mundo, e era classificada consistentemente entre os dez maiores produtores mundiais de petróleo. Porém, em 2020, o país havia caído para o posto de 26.º maior produtor de petróleo do mundo, extraindo 527 mil barris/dia. A Venezuela registrou uma queda acentuada na produção após 2015 (onde produziu 2,5 milhões de barris/dia), caindo em 2016 para 2,2 milhões, em 2017 para 2 milhões, em 2018 para 1,4 milhões e em 2019 para 877 mil, por falta de investimentos e por conta da política do país. Em 2019, o país consumia 356 mil barris/dia (39.º maior consumidor do mundo). O país foi o 13.º maior exportador de petróleo do mundo em 2018 (1,2 milhões de barris/dia), quando a produção ainda não havia despencado para 527 mil barris/dia em 2020. Em 2015, a Venezuela era o 28.º maior produtor mundial de gás natural, 26 bilhões de m³ ao ano. Em 2017 o país era o 28.º maior consumidor de gás (37,6 bilhões de m³ ao ano) e era o 45.º maior importador de gás do mundo em 2010: 2,1 bilhões de m³ ao ano. Na produção de carvão, o país foi o 41.º maior do mundo em 2018: 0,3 milhões de toneladas (em 2014 a produção era de 1,2 milhões de toneladas e vem caindo desde então).
Em comparação com o ano anterior, outros 40,4% em reservas de petróleo bruto foram comprovados em 2010, permitindo que a Venezuela superasse a Arábia Saudita como o país com as maiores reservas desse tipo. As principais jazidas de petróleo do país estão localizadas em torno e abaixo do lago Maracaibo, no Golfo da Venezuela (ambos em Zulia) e na bacia do rio Orinoco (Venezuela leste), onde maior reserva do país está localizada. Além das maiores reservas de petróleo convencional e a segunda maior reserva de gás natural do Hemisfério Ocidental, o país também possui depósitos não convencionais de petróleo (óleo bruto extra-pesado, betume e areias betuminosas) aproximadamente iguais às reservas mundiais de petróleo convencional. O sistema elétrico na Venezuela é um dos poucos a usar principalmente a energia hidrelétrica, e inclui a Hidrelétrica de Guri, uma das maiores do mundo.
Na primeira metade do século XX, as empresas de petróleo dos Estados Unidos estiveram fortemente envolvidas na Venezuela, inicialmente interessadas apenas em comprar concessões. Em 1943, um novo governo introduziu uma divisão 50/50 nos lucros entre o governo e a indústria do petróleo. Em 1960, com um governo democrático recém-instalado, o ministro de hidrocarbonetos, Juan Pablo Pérez Alfonso, liderou a criação da OPEP, o consórcio de países produtores de petróleo visando apoiar o preço do petróleo. Em 1973, a Venezuela votou a nacionalizar sua indústria petrolífera, a partir de 1 janeiro de 1976, com a Petróleos de Venezuela (PDVSA) assumido e presidindo uma série de empresas subsidiárias; nos anos seguintes, o país construiu um vasto sistema de refino e comercialização na Europa e nos Estados Unidos. Na década de 1990, a PDVSA tornou-se mais independente do governo e presidiu uma abertura, na qual convidou em investimentos estrangeiros. No governo de Hugo Chávez, uma lei de 2001 estabeleceu limites ao investimento estrangeiro.
A empresa estatal de petróleo, a PDVSA, desempenhou um papel fundamental em dezembro de 2002, durante a greve nacional que terminou em fevereiro de 2003, e que buscava a renúncia do presidente Chávez. Gestores e técnicos qualificados bem pagos da PDVSA fecharam as plantas e deixaram os seus postos e, de acordo com alguns relatos, sabotaram equipamentos, fazendo com que a produção e o refino de petróleo PDVSA quase parasse. As atividades foram lentamente reiniciadas e os trabalhadores do petróleo substituídos. Como resultado da greve, cerca de 40% da força de trabalho da empresa (cerca de 18 mil trabalhadores) foram demitidos por "abandono do dever" durante a greve. Segundo a Comissão Econômica para a América Latina e o Caribe (Cepal), a pobreza, passado de 58,6% em 2002 para 32,1% em 2013, aumenta desde então com um ritmo anual de 2% a 5% devido à crise econômica e política.

## Infraestrutura

### Educação

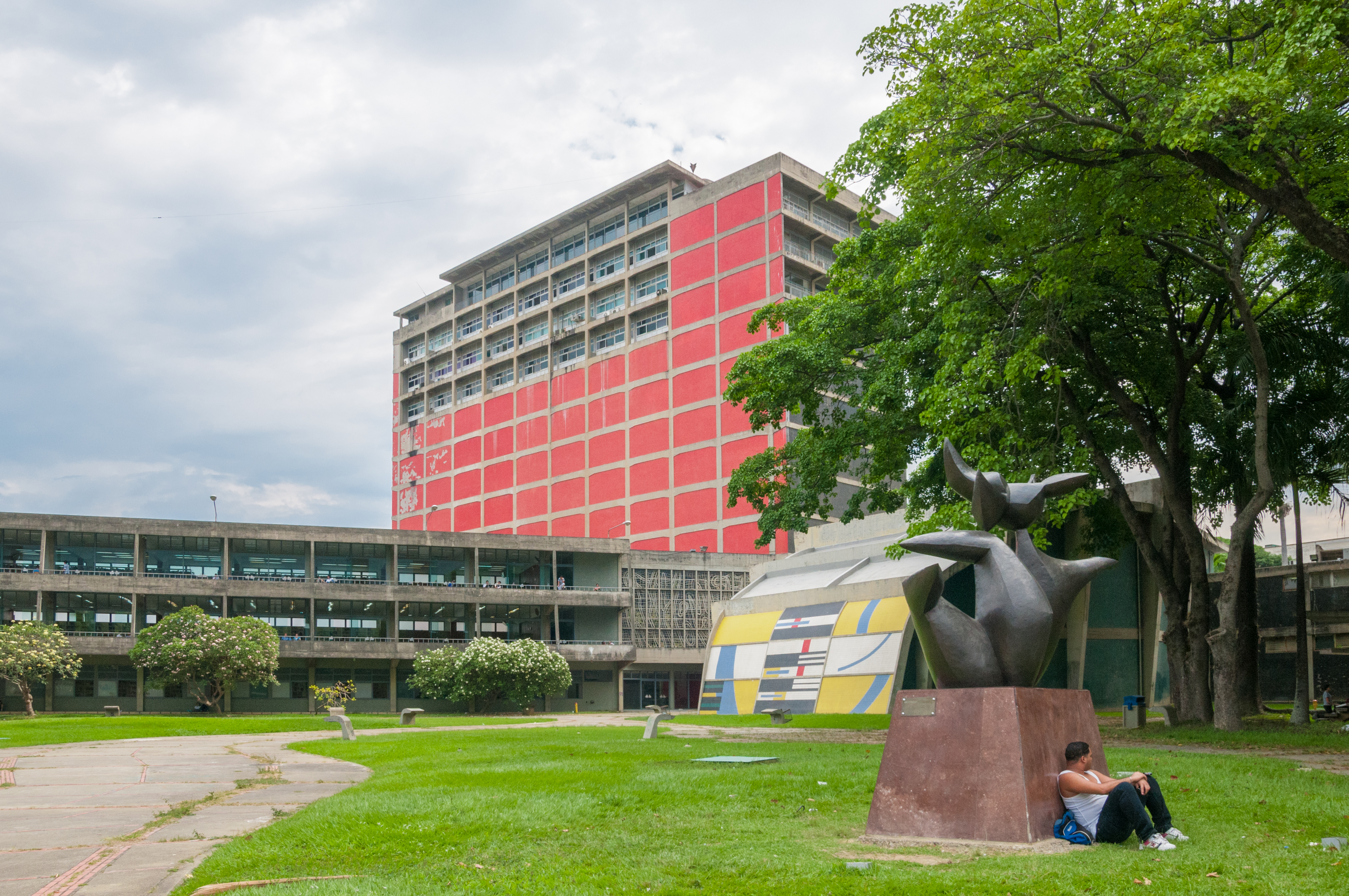
Cidade Universitária de Caracas declarada Patrimônio Mundial da Humanidade pela UNESCO em 2000.

A educação na Venezuela está estruturada em quatro níveis: pré-escolar, primário, secundário e superior. É regulamentado pela Lei Orgânica de Educação, que dá a ela um caráter obrigatório e gratuito do pré-escolar ao nível secundário (6 a 15 anos) e nas universidades administradas diretamente pelo Estado ao nível de graduação. Em este assunto o Estado tem o poder de criar os serviços relevantes para facilitar e manter o acesso a todos os tipos de educação.
De acordo com dados oficiais, entre 2005 e 2006 um total de 1 010 946 crianças foram matriculadas na educação pré-escolar. A educação primária e secundária teve um registro de 4 885 779 matrículas no mesmo período, enquanto nos níveis superior e técnico havia 671 140 estudantes registrados. O país detinha 25 835 escolas e unidades educacionais para estes três níveis. A taxa líquida de matrícula na escola primária era de 91% em 2005, enquanto a taxa líquida de escolarização secundária estava em 63% em 2005. A Venezuela também tem várias universidades, das quais a mais prestigiosa são da Universidade Central da Venezuela (UCV), fundada em Caracas em 1721, a Universidade de Zulia (LUZ), fundada em 1891, a Universidade dos Andes (ULA), fundada no estado de Mérida, em 1810, e a Universidade Simón Bolívar (USB), fundada no estado de Miranda, em 1967.

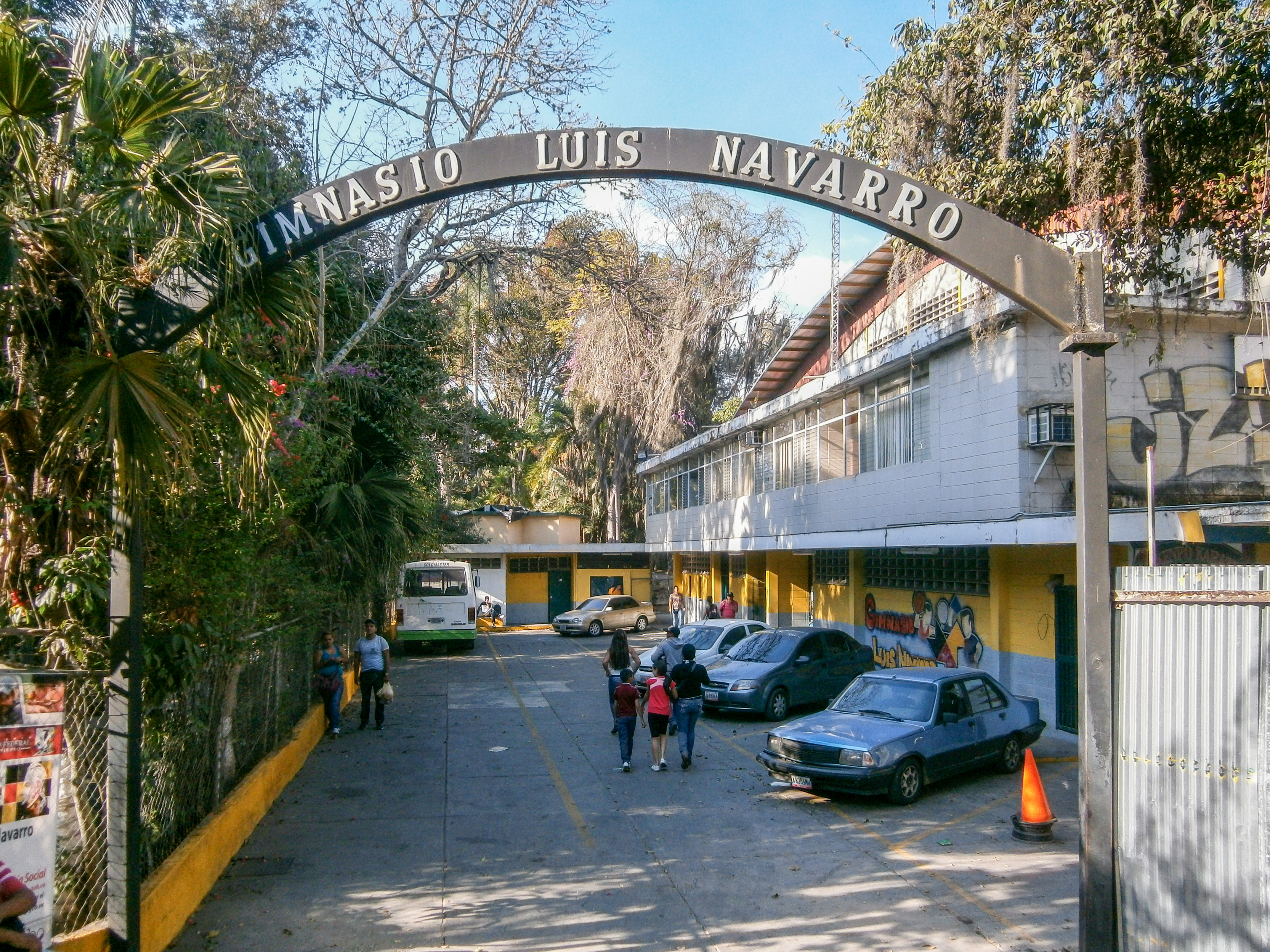
Escola Luis Navarro de Los Teques.

A evolução da alfabetização tem aumentado rapidamente durante o período 1950–2005. A taxa de alfabetização na população acima de 10 anos aumentou de 51,2% em 1950 para 95,7% em 2008. Em 2005, a Venezuela foi declarada como um território livre do analfabetismo, mas a declaração é, no entanto, contrariada pelas estatísticas oficiais e projeções sobre o assunto.
Atualmente, inúmeros graduados venezuelanos procuram um futuro em outro lugar devido à economia conturbada e a taxa de criminalidade pesada no país. Em um estudo intitulado "Comunidade Venezuelana no Exterior", da Universidade Central da Venezuela, mais de 1,35 milhão de graduados universitários venezuelanos deixaram o país desde o início da Revolução Bolivariana. Acredita-se que quase 12% dos venezuelanos vivem no exterior, sendo que a Irlanda tem se tornando um destino popular para os estudantes. De acordo com Claudio Bifano, presidente da Academia Venezuelana de Física, Matemática e Ciências Naturais, mais da metade dos médicos formados em 2013 havia deixado o país.
O número de crianças na escola passou de 6 milhões em 1998 para 13 milhões em 2011. O número de estudantes passou de 895 000 em 2000 para 2,3 milhões em 2011, com a criação de novas universidades.

### Saúde

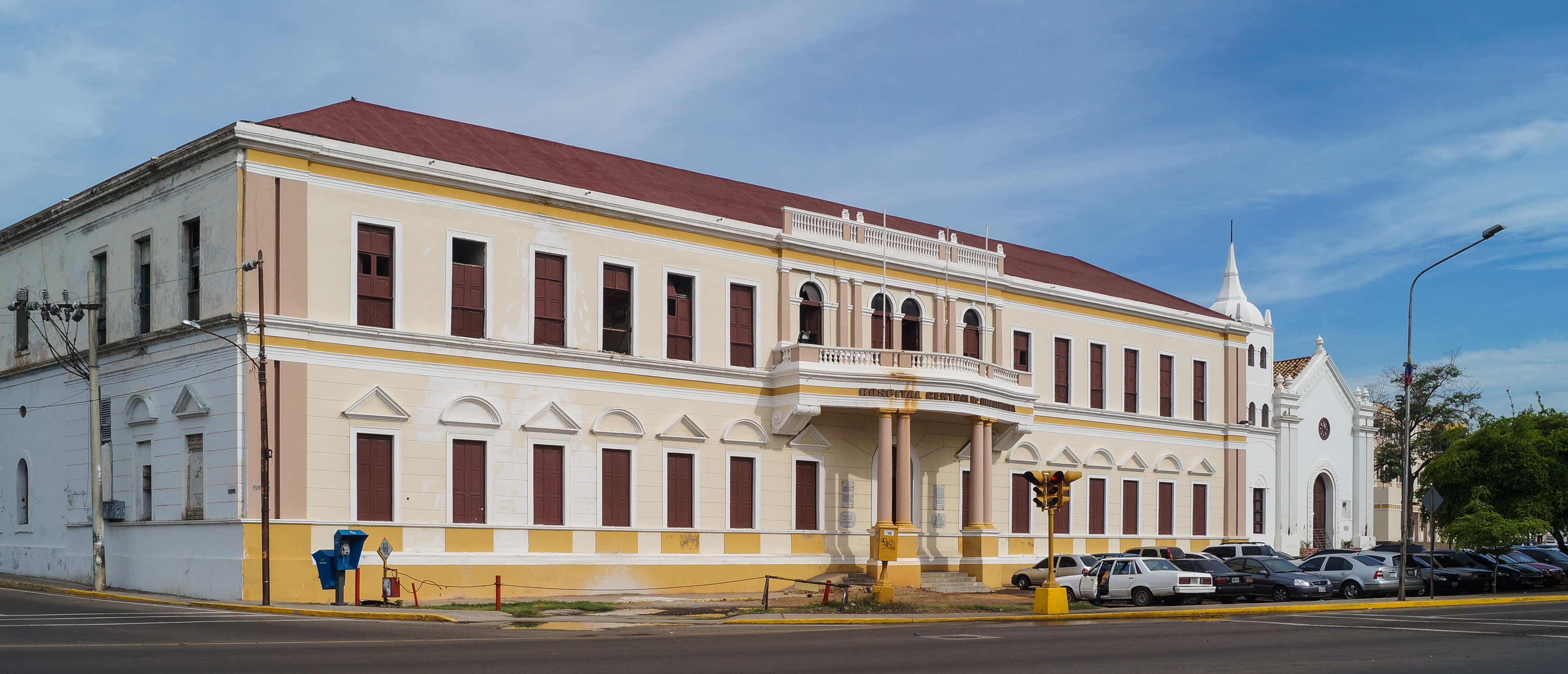
Hospital Central Dr. Urquinaona, em Maracaibo.

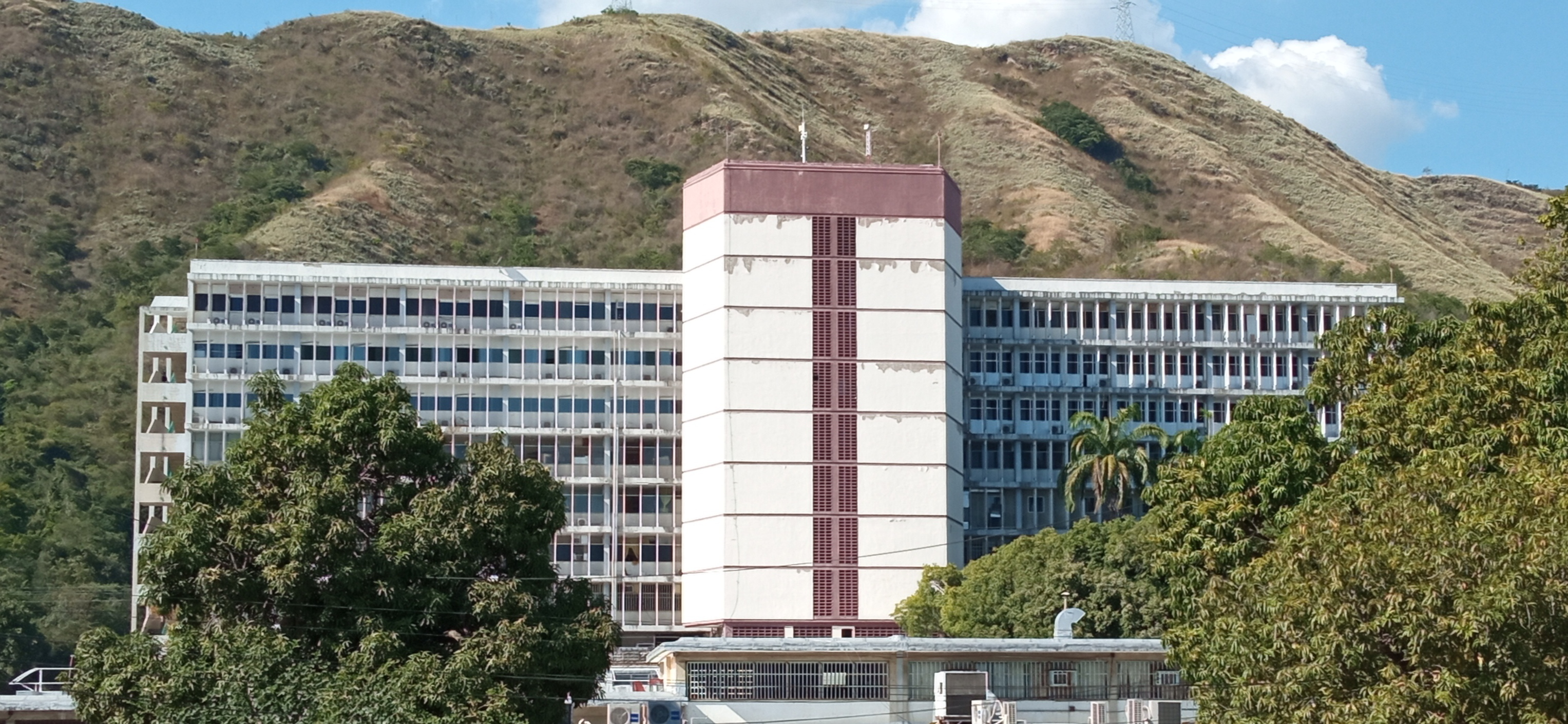
Hospital Central de Maracay.

A Venezuela detém um sistema nacional de saúde universal. O país criou um programa de ampliação do acesso à saúde denominado Misión Barrio Adentro, embora sua eficiência e condições de trabalho tenham sido criticadas. Foi relatado que muitas clínicas da Misión Barrio Adentro foram fechadas em dezembro de 2014, estimando-se que 80% dos estabelecimentos do Barrio Adentro na Venezuela estão abandonados.
A mortalidade infantil na Venezuela estava em 16 mortes a cada 1 000 nascimentos em 2004, muito mais baixo do que a média da América do Sul. Má nutrição de crianças atinge 17%, com Delta Amacuro e Amazonas tendo os piores índices. Conforme as Nações Unidas, 32% dos venezuelanos não possuem saneamento adequado, principalmente aqueles vivendo em áreas rurais. As doenças variam desde febre tifoide, febre amarela, cólera, hepatite A, hepatite B e hepatite D, presentes em todo o país. Apenas 3% dos doentes são tratados; a maioria das grandes cidades não tem instalações de tratamento suficientes. 17% dos venezuelanos não possuem acesso a água potável.
A expectativa de vida ao nascer no país é estimada, atualmente, em 72,22 anos, sendo 75,7 anos para as mulheres e 68,9 anos para os homens. A taxa de fertilidade total é de 2,24 filhos por mulher, conforme dados da CIA em 2021. Cerca de 3,6% do orçamento total do país é voltado para gastos e investimentos em saúde, o que se revela modesto em comparação com outros países sul-americanos. A taxa de prevalência de obesidade atinge 25,6% da população adulta (2016), enquanto a prevalência do HIV era de 0,5% da população em 2019.
Turistas que vão para a Venezuela são avisados para obterem vacinação para as várias doenças do país. Em uma epidemia de cólera nos anos de 1992 e 1993 no delta do Orinoco, os líderes políticos da Venezuela foram acusados de colocar a culpa na raça dos doentes (como se alguma característica da raça tenha feito eles ficarem doentes) para retirar a culpa das instituições do país, e assim agravando a epidemia.
Cerca de vinte mil médicos cubanos estão atuando na Venezuela. Estes muitas vezes moram e atendem em comunidades carentes. Além dos atendimentos, estes médicos estão dando formações em saúde para pessoas destas comunidades. O programa Barrio Adentro construiu diversos hospitais e postos de saúde em comunidades carentes da Venezuela.

### Transportes

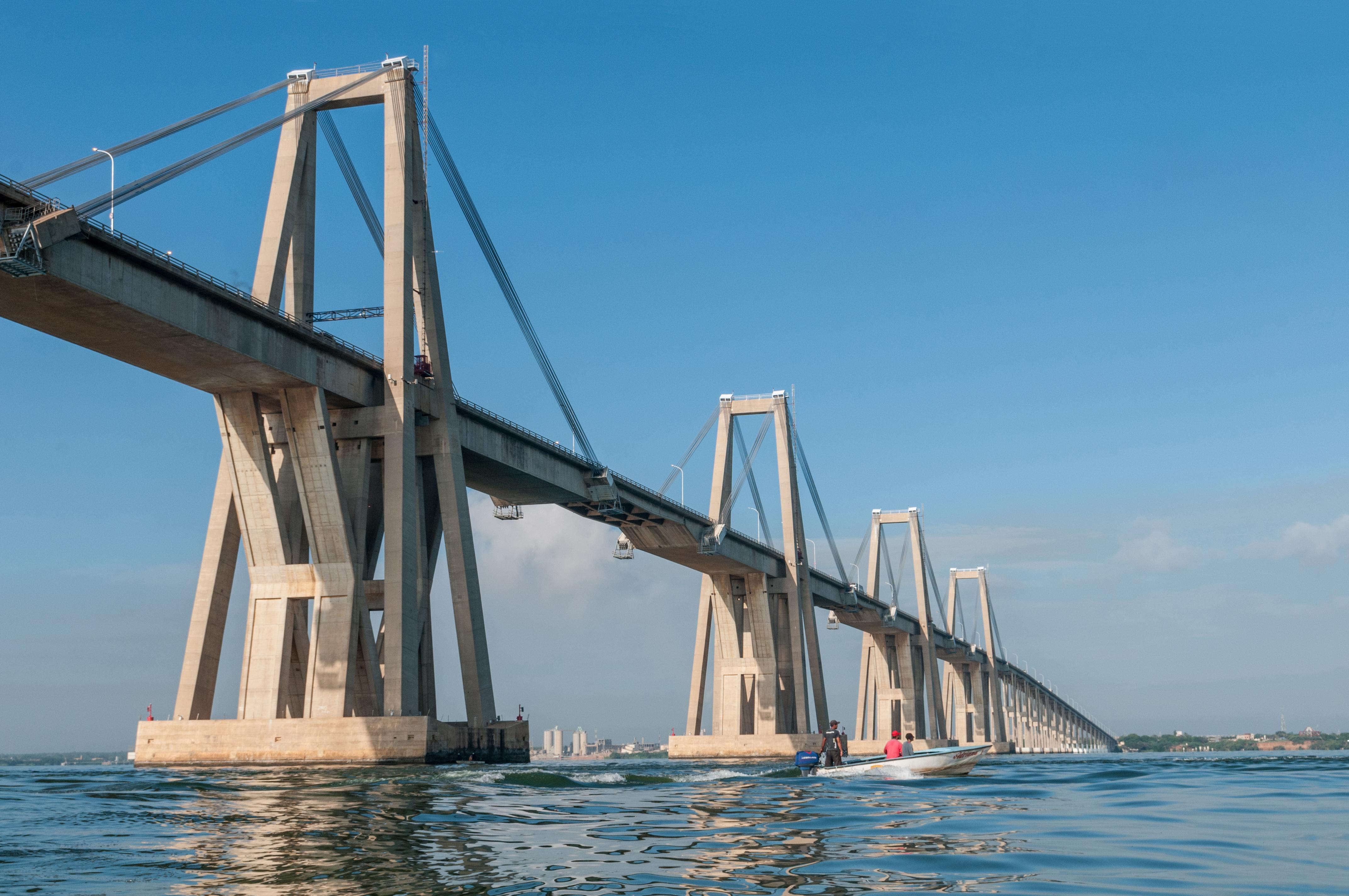
Ponte General Rafael Urdaneta, no Lago Maracaibo.

A Venezuela está ligada ao mundo principalmente por via aérea (os aeroportos venezuelanos incluem o Aeroporto Internacional Simón Bolívar em Maiquetía, perto de Caracas, e Aeroporto Internacional de La Chinita, perto de Maracaibo) e pelo mar (com os principais portos marítimos em La Guaira, Maracaibo e Puerto Cabello). No sul e no leste, na região da floresta amazônica, o transporte transfronteiriço é limitado; no oeste, há uma fronteira montanhosa de mais de 2 213 km compartilhada com a Colômbia. O rio Orinoco é navegável por navios de até 400 km no interior do país e se conecta a principal cidade industrial de Ciudad Guayana no Oceano Atlântico.
A Venezuela tem um sistema ferroviário nacional limitado, que não tem ligações ferroviárias ativas para outros países. O governo de Hugo Chávez tentou investir na expansão, mas o projeto ferroviário da Venezuela está em espera devido ao país não ser capaz de pagar US$ 7,5 bilhões devidos a China Railway. Várias grandes cidades têm sistemas de metrô; o Metrô de Caracas está em funcionamento desde 1983; o Metrô de Maracaibo e de Valencia foram abertos mais recentemente. O país tem uma rede rodoviária de cerca de 100 000 km de extensão, a 45.ª maior rede do mundo, sendo que cerca de um terço das estradas são pavimentadas.

### Energia

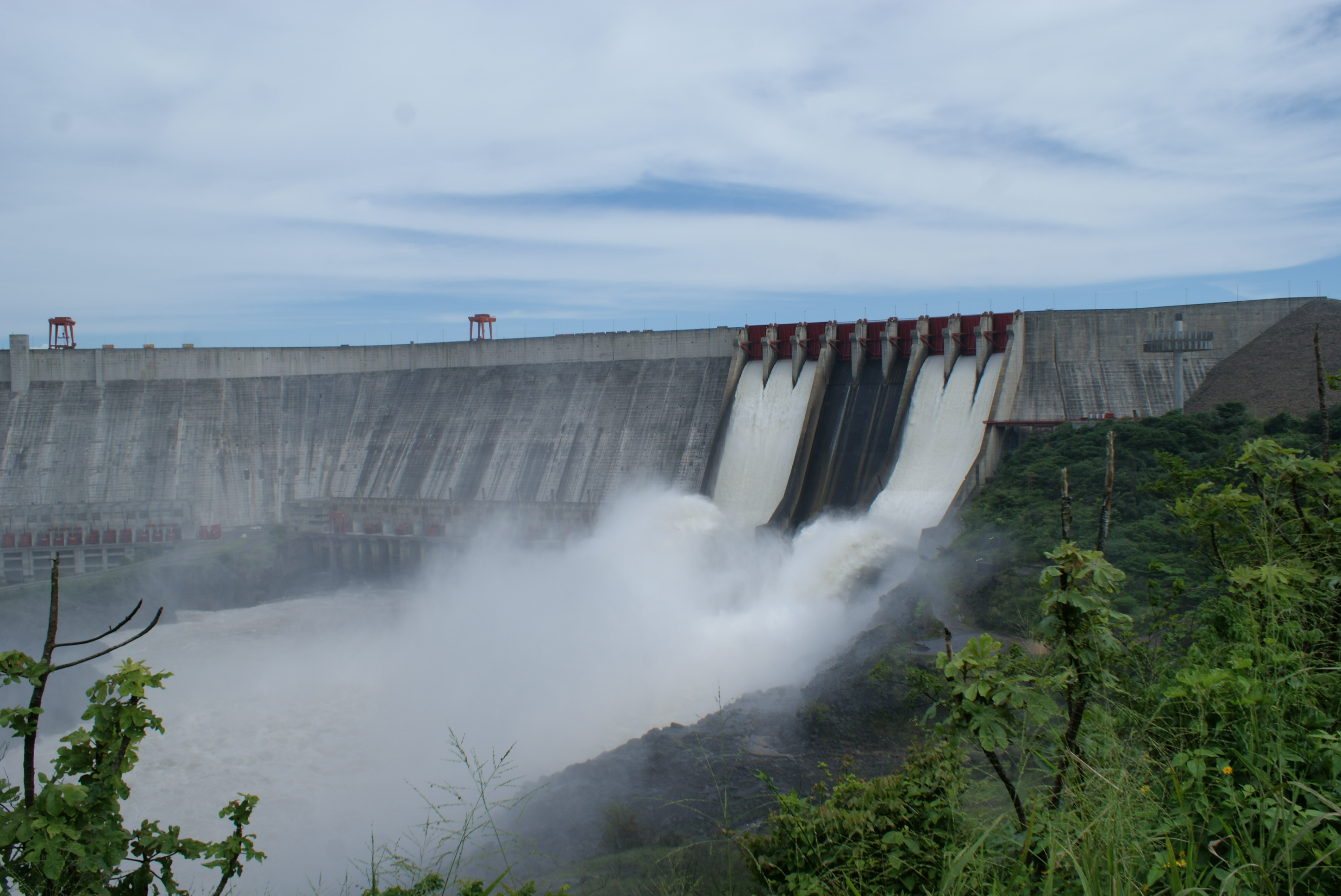
Hidrelétrica de Guri, no rio Caroni, estado de Bolívar.

Em torno de 68,13% da energia elétrica é produzida em instalações hidrelétricas. A estatal Corporación Venezolana de Guayana/Electrificación del Caroni desenvolve em Bolívar a Hidrelétrica de Guri, sendo está a maior do país, contribuindo com mais de 70% da produção de energia elétrica nacional nos últimos anos. A empresa estatal Compañía Anónima de Administración y Fomento Eléctrico vem operando o Complexo Uribante Caparo desde a década de 1970. De acordo com dados do Instituto Nacional de Estatísticas da Venezuela (INE), em 2005 foram gerados 99,2 milhões de KWh de eletricidade no país. Conforme dados de 2011, da CIA World Factbook, o consumo de eletricidade na Venezuela naquele ano foi de 85,05 bilhões kW.

## Cultura

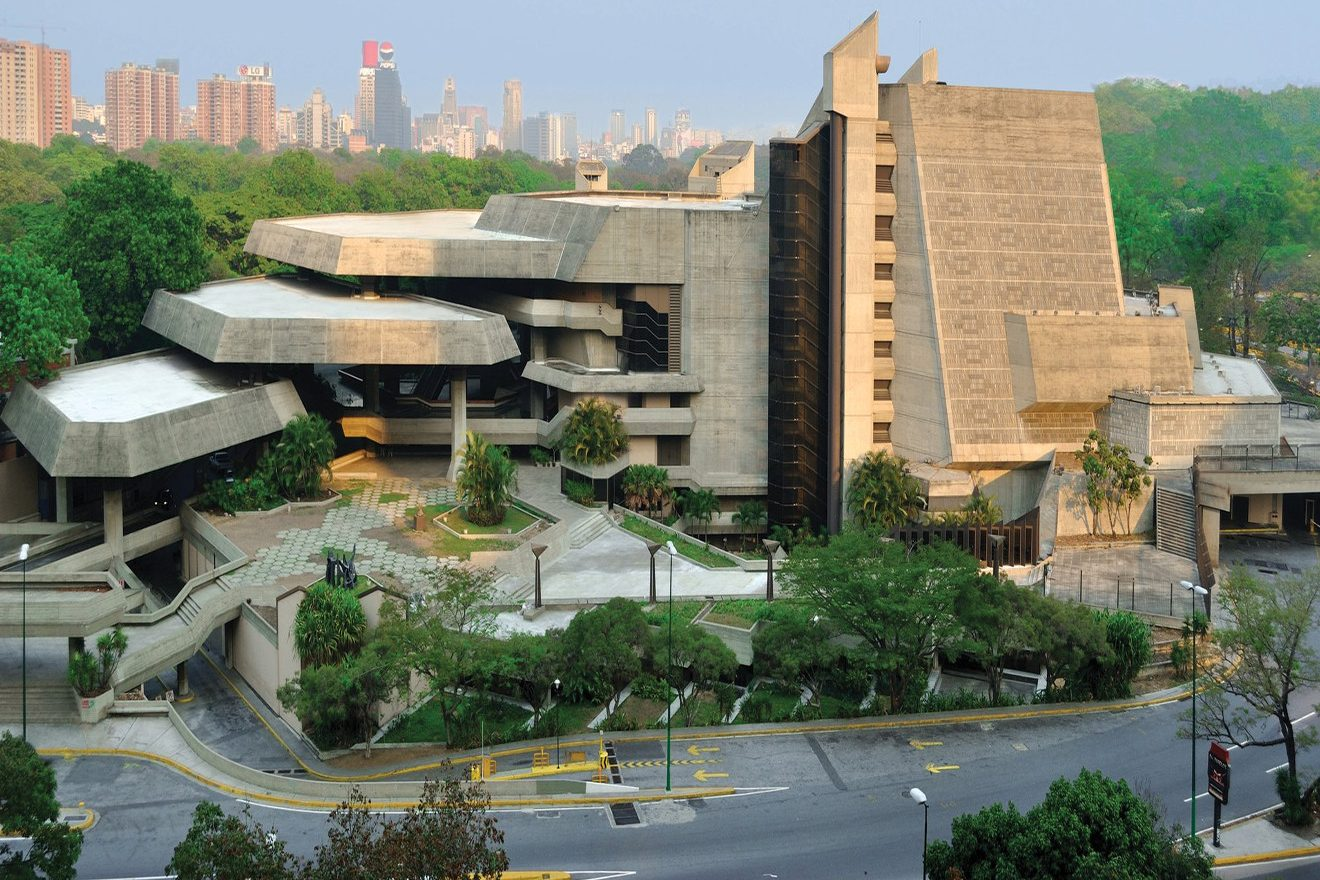
O Complexo Cultural Teresa Carreño, em Caracas, é um dos mais importantes da América Latina e o segundo maior da América do Sul.

A cultura da Venezuela é um caldeirão que integra fundamentalmente três famílias distintas: a indígena, a africana e a europeia. As duas primeiras, por sua vez, tinham culturas diferenciadas conforme as tribos. A transculturação e a assimilação, próprias de um sincretismo cultural, condicionaram a cultura venezuelana atual, semelhante em muitos aspectos ao resto da América Latina, embora o meio natural faça com que existam diferenças importantes. A influência indígena se limita a algumas palavras do léxico e à gastronomia. A influência africana se reflete em instrumentos musicais como o tambor. A influência espanhola foi mais importante, especialmente das regiões da Andaluzia e Extremadura, de onde vieram a maioria dos colonos na zona das Antilhas durante a época colonial. Exemplos disso são as edificações, parte da música, a religião católica e o idioma. Uma influência espanhola evidente são as touradas e certos aspectos da gastronomia. A Venezuela também se enriqueceu com outras correntes de origem antilhana e europeia no Predefinição:Século, especialmente de procedência francesa. Em etapa mais recente, nas grandes cidades e regiões petrolíferas, surgiram manifestações de origem norte-americana e da nova imigração de origem espanhola, italiana e portuguesa, aumentando o já complexo mosaico cultural. Assim, por exemplo, dos Estados Unidos chega a influência do gosto pelo beisebol e pelas construções arquitetônicas modernas.

### Literatura

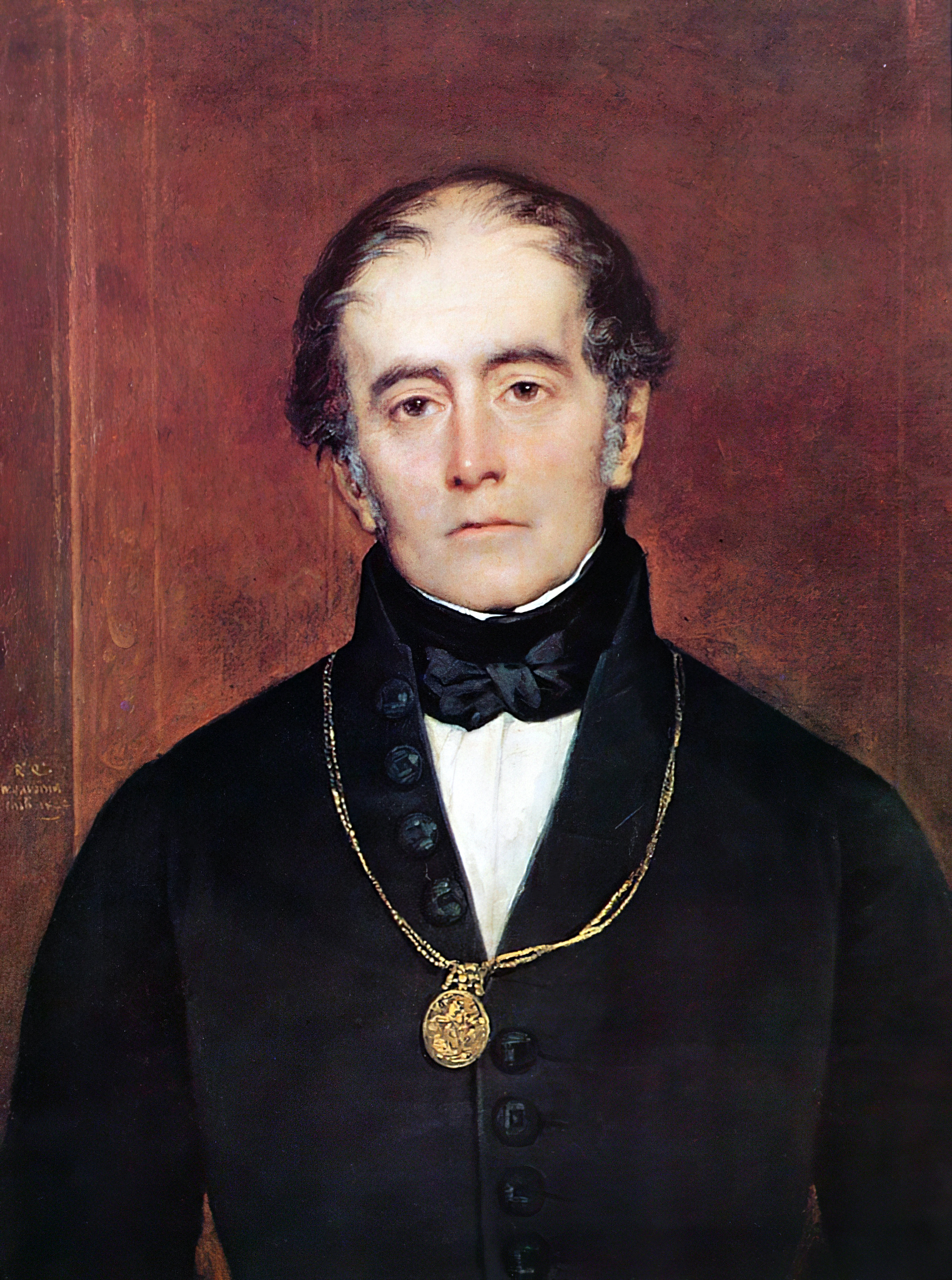
Andrés Bello é considerado a figura intelectual mais destacada e de maior relevância na cultura hispano-americana do, assim como um dos humanistas mais importantes da América.

A literatura venezuelana começou a se desenvolver a partir da época colonial, com alocuções às novas terras e seus habitantes originários. As crônicas e vários estilos de poesia foram as principais manifestações literárias durante o Predefinição:Século. Nesse primeiro período, destaca-se a figura de Andrés Bello, poeta, filólogo, gramático e educador de renome universal. Bello desenvolveu obras como Alocução à Poesia (1823) e Silva à Agricultura da Zona Tórrida (1826), precursoras da temática americanista que se desenvolveria posteriormente em outras partes do continente. Simón Rodríguez é outro exemplo de renome em todo o continente, com obras como Sociedades Americanas (1828), Defesa de Bolívar (1830), Observações sobre o terreno de Vincocaya (1830) e Luzes e virtudes sociais (1834).
A partir de 1880, começou a delinear-se na Venezuela um movimento e uma tradição literária de maior ambição. Cecilio Acosta e Arístides Rojas, entre outros, marcaram a transição para novas posições intelectuais e criativas. No campo do modernismo, destacaram-se Manuel Díaz Rodríguez e Luis Urbaneja Achelpohl, entre outros. O ano de 1910 é frequentemente considerado o ponto de partida para novas experiências estéticas que reagiram contra o modernismo e tentaram escrever sobre a vida comum, delineando uma nova expressão literária de caráter realista, na qual ressurgiram antigas essências do costumbrismo. Neste momento da trajetória do romance venezuelano, são relevantes os nomes de José Rafael Pocaterra (Memórias de um venezuelano da decadência), Teresa de la Parra (Ifigenia) e a grande figura de Rómulo Gallegos, que fundou a escola do Realismo mágico latino-americano, com obras como Doña Bárbara (1929), Cantaclaro (1934) e Canaima (1935). Como parte do cenário literário, na Venezuela organiza-se, bienalmente, o Prêmio Rómulo Gallegos para o romance mais destacado do mundo hispano-falante, prêmio considerado por muitos como o mais importante da hispanoamérica.

### Música

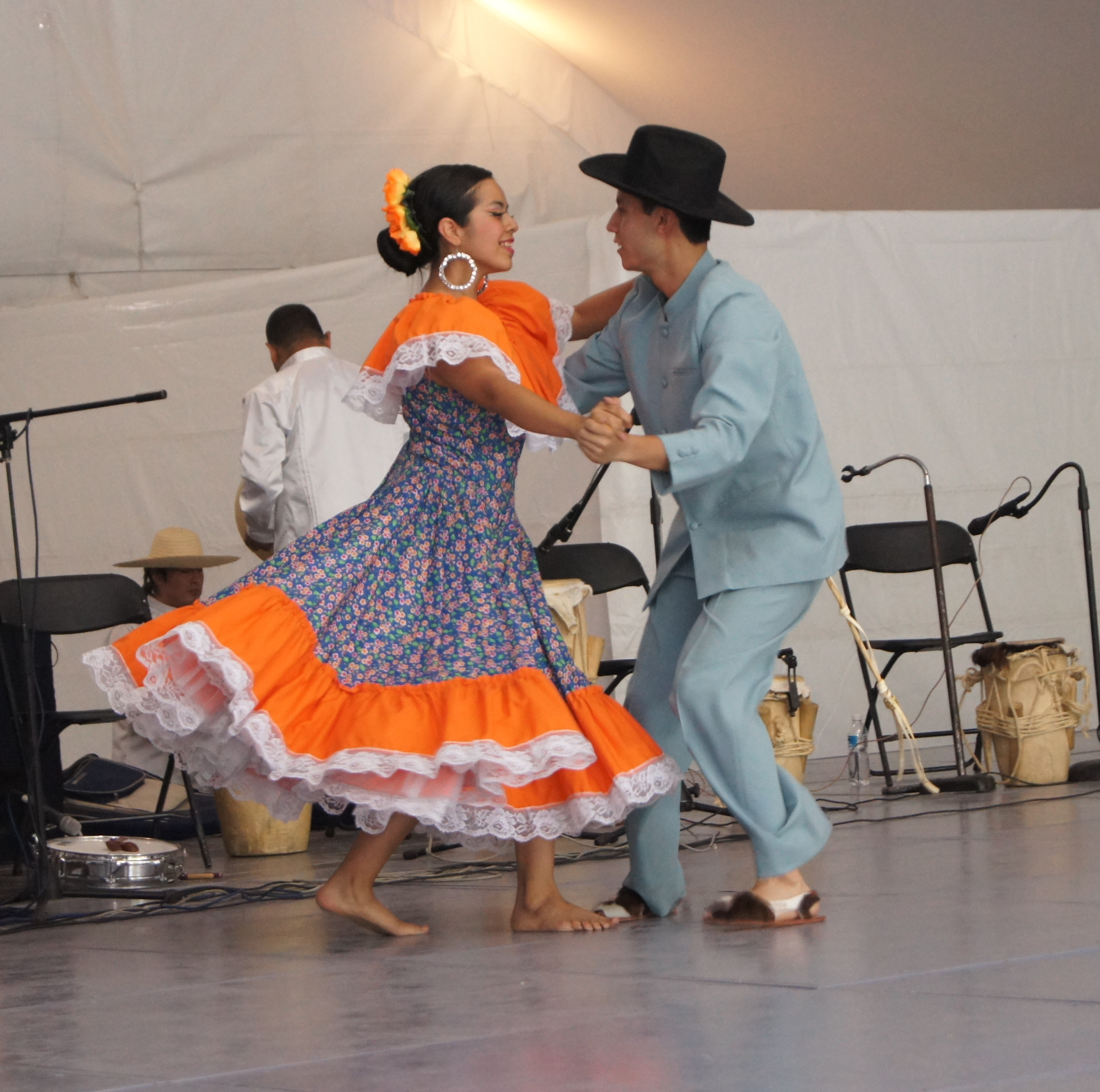
Joropo, dança nacional da Venezuela.

A música venezuelana caracteriza-se por misturar elementos espanhóis e africanos, típico de um povo predominantemente mestiço. O gênero mais representativo do país é a música llanera, que utiliza instrumentos como o quatro, a harpa, as maracas, a bandola e os capachos. Este ritmo consagrou-se como a música de identidade nacional, a ponto de os venezuelanos serem denominados llaneros no exterior. Este gênero teve sua origem na região hoje compreendida pelos estados de Apure, Barinas, Guárico, Cojedes e Portuguesa, onde é cultivado com assiduidade.

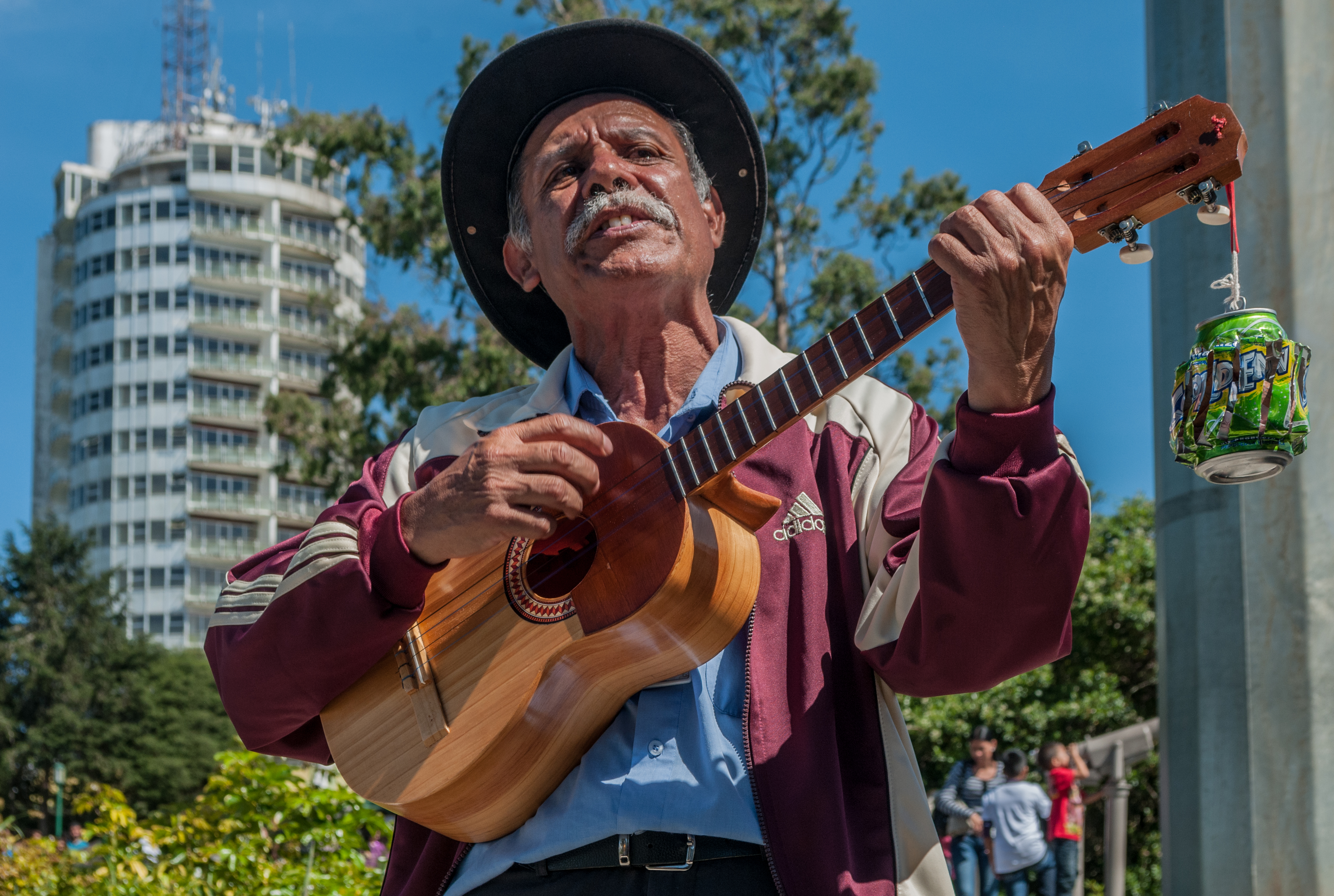
O quatro é o instrumento típico e mais emblemático da música venezuelana, além de ser um bem de interesse cultural da nação.

O valsa venezuelana também goza de reconhecimento, tendo sido desenvolvido principalmente por grandes mestres da guitarra como Antonio Lauro e Alirio Díaz. Embora seja um derivado da valsa europeia, está impregnado de características musicais típicas do país, sendo executado com os instrumentos clássicos da música llanera, incluindo a guitarra, o tiple, o piano e o clarinete. Tem suas raízes na região centro-ocidental do país e na região andina, onde se usam o violino e a mandolina.
Devido à influência e proximidade dos países angloamericanos, também se produz heavy metal, reggae e ska, assim como outros gêneros de rock e pop, que são ouvidos principalmente entre as comunidades juvenis das grandes cidades. Da mesma forma, a música eletrônica feita na Venezuela vem ganhando maior reconhecimento internacional.
Entre todos os expoentes da música venezuelana, o mais celebrado é Simón Díaz, cujo culto e interpretação da música llanera, aliados à sua personalidade, lhe valeram o título de folclorista venezuelano mais importante de todos os tempos. Sua canção Caballo viejo foi muito interpretada e traduzida para vários idiomas em todo o mundo. Em 2008, Díaz recebeu um Prêmio Grammy Honorário do Conselho Diretivo da Academia Latina da Gravação.
Da mesma forma, na música clássica, a Venezuela se destacou nos últimos anos por realizar apresentações em palcos europeus a cargo da Orquestra Sinfônica Simón Bolívar, ganhando certa fama internacional e posicionando-se como uma das melhores orquestras do mundo junto ao seu maestro Gustavo Dudamel, que também dirige a Orquestra Filarmônica de Los Angeles.

### Artes plásticas

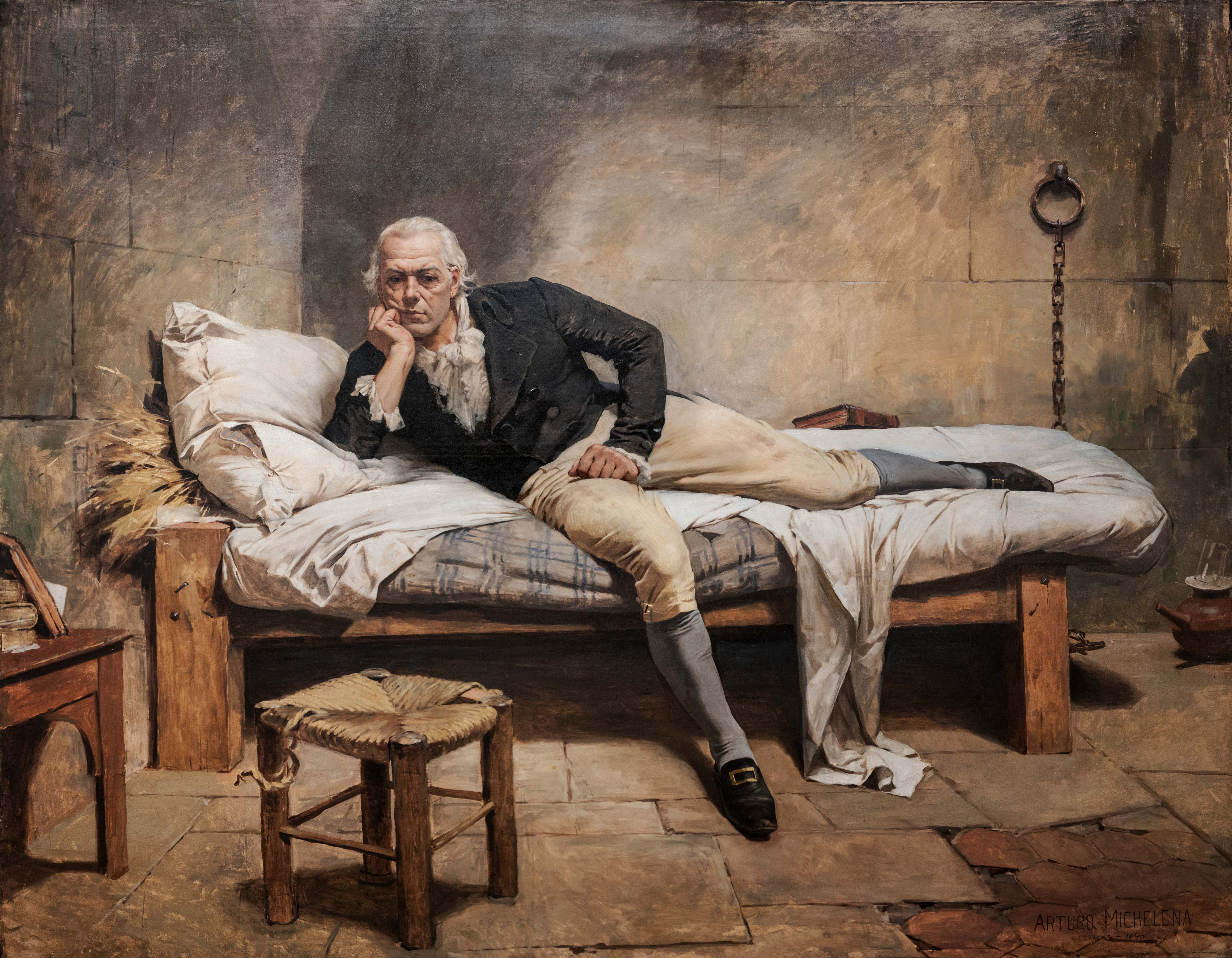
Miranda en La Carraca, óleo sobre tela pintado por Arturo Michelena em 1896, é a obra mais popular e utilizada da pintura venezuelana.

A pintura e a escultura venezuelanas foram tradicionalmente influenciadas pelo tema histórico e pelo processo político vivido pelo país em sua Independência. Muitas pinturas e esculturas do século XIX frequentemente se apresentam como representações de momentos chave da história, feitos heroicos e alegorias da nação. Destacaram-se nesta fase Juan Lovera, Arturo Michelena, Martín Tovar y Tovar, Tito Salas, entre outros. No entanto, a pintura romântica teve seu maior expoente em Cristóbal Rojas, que se afastou principalmente desses temas generalizados.
Entre aqueles que contribuíram imensamente para a arte cinética estão Carlos Cruz-Díez, Jesús Soto e Juvenal Ravelo. Esta tendência em particular tornou-se muito popular no país, e existem obras desse tipo em várias instituições culturais, e até mesmo em rodovias, no metrô e em aeroportos como o de Maiquetía. O abstracionismo e o simbolismo tiveram um de seus maiores desenvolvedores em Armando Reverón, cuja obra começa a ser redescoberta e reconhecida internacionalmente.
No abstracionismo e no cinetismo também se destacou Alejandro Otero, enquanto o realismo social esteve ligado ao trabalho de César Rengifo. Grandes paisagistas foram Manuel Cabré e Luis Álvarez de Lugo, entre outros, destacando-se na pintura do Cerro El Ávila. Outro nome é Pedro León Zapata, reconhecido por ser um célebre caricaturista. Na escultura, destacam-se Francisco Narváez, Alejandro Colina, Gertrud Goldschmidt e Lía Bermúdez, entre outros. No país, também há espaço para as atividades e criações no campo do design gráfico. Além disso, são numerosos os artistas que se dedicam à produção de Arte contemporânea, figurando na cena nacional e internacional. Destaca-se o trabalho de Yucef Merhi, pioneiro da arte digital, assim como a obra de José Antonio Hernández-Díez.

### Artesanato
A história do artesanato e dos artesãos não pode ser separada dos antecedentes que remontam a mais de 14 000 anos, quando os primeiros habitantes ameríndios habitavam o atual território da Venezuela. Estes desenvolveram técnicas próprias de sociedades caçadoras-coletoras para a talha de pedras e madeiras, a fim de criar objetos que favorecessem sua interação com o meio ambiente e o aproveitamento de seus recursos.

### Arquitetura

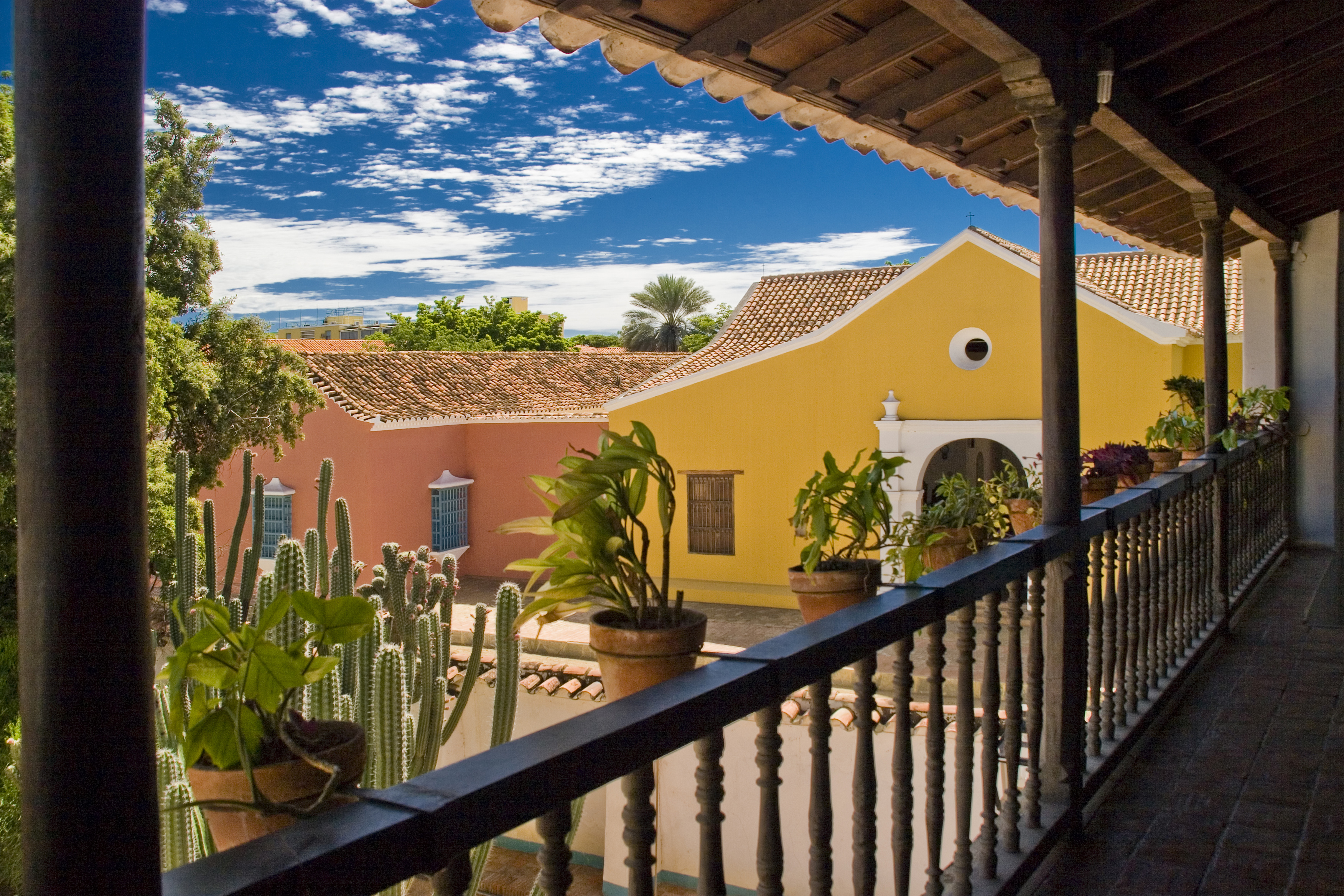
Centro histórico de Coro, cidade em que se conservam importantes exemplos de uma arquitetura eclética que combina estilos autóctones, mudejar e neerlandeses. Foi declarada em 1993 como Patrimônio Mundial pela Unesco.

Os trabalhos arquitetônicos no país podem remontar ao ano 1000 a.C., quando os primeiros habitantes realizaram movimentos de terra com vistas ao desenvolvimento agrícola, dominando também o uso da pedra para edificações destinadas ao armazenamento. A arquitetura indígena posterior desenvolveu-se em espaços aquáticos e florestais, tendo seus exemplos mais representativos nos palafitos, nos shabonos e nas churuatas (choças) de interesse coletivo, caracterizadas por um telhado cônico e estrutura circular. Estas últimas são as de maior proliferação no país, têm especificidade de acordo com cada etnia indígena e tornaram-se um ícone da cultura venezuelana. Com o estabelecimento da Colônia, surgiu uma arquitetura caracterizada pela sobriedade e simplicidade. Dada a pouca percepção de geologia econômica que foi atribuída inicialmente à então província, optou-se pela economia de recursos destinados à construção, o que determinou uma marcada modéstia nas edificações desse período. O Predefinição:Século caracterizou-se mais pelo seu desenvolvimento urbanístico tendente à modernização. O neobarroco e a influência mourisca evidenciaram-se na construção do Teatro Nacional e do Novo Circo, pelas mãos de arquitetos notáveis como Alejandro Chataing. Construções como o Teatro Teresa Carreño e as Torres do Centro Simón Bolívar, bem como a Reurbanização El Silencio e a Cidade Universitária de Caracas (realizadas por Carlos Raúl Villanueva), revelam o impulso dado à arquitetura modernista no país, já a meados do século. Também se destacam os imponentes arranha-céus na capital, construídos durante a bonança petrolífera, destacando-se as Torres Gêmeas do Parque Central.

### Gastronomia
A gastronomia da Venezuela é uma variada forma de preparar comidas e bebidas elaboradas no país, constituindo o resultado da mistura cultural e gastronômica proveniente da Europa —especialmente de Espanha, Itália, Alemanha, França, Países Baixos e Portugal— e da África —através das populações de escravos trazidas pelos espanhóis— com a gastronomia dos povos indígenas do país.

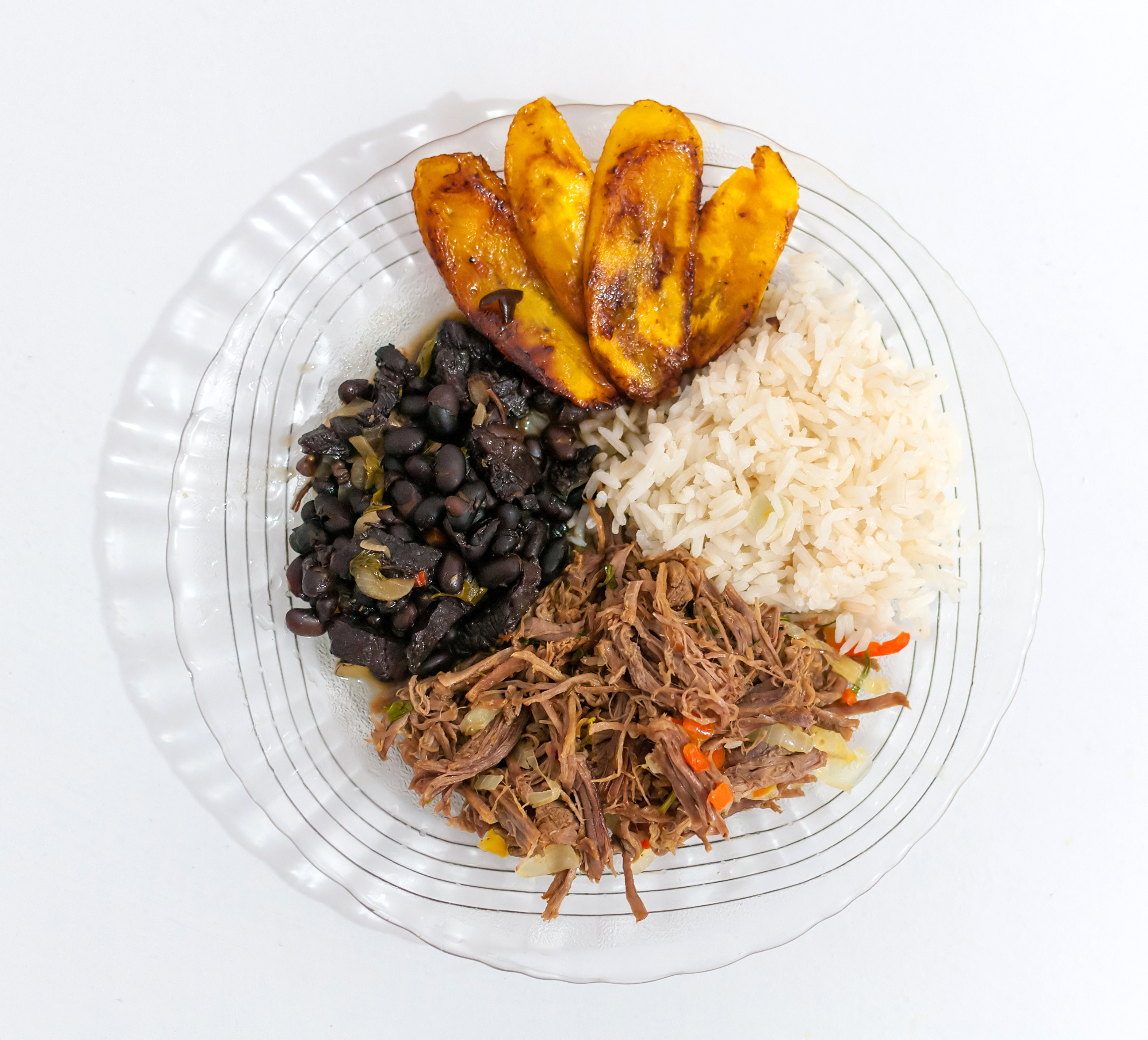
Pabellón criollo, considerado o prato nacional da Venezuela.

Embora possua esses traços de maneira universal, a gastronomia venezuelana é tão variável e diversa quanto o próprio território. Na região da capital, nota-se maior diversidade por se tratar de um ponto de confluência, sendo o centro das zonas produtivas, e onde há maior influência espanhola, italiana e outras europeias. Na região oriental, por ser área caribenha, predomina uma cozinha à base de peixes, lagostas e frutos do mar com massa ou arroz, revelando também a influência de comidas marítimas europeias. Nos Llanos, é bem conhecido o consumo de carne de boi e de animais caçados, além da grande produção de queijo e produtos lácteos. O Zulia, o oeste do país e Guayana não diferem muito desses mesmos traços, diferenciando-se na carne de bode, cabra e coelho, queijos como o palmita nos dois primeiros, e na presença de milho na última região, onde se produzem queijos como o guayanês, de mão, entre outros. Nos Andes, há uma orientação mais europeia, com maior consumo de verduras e tubérculos, trigo, carne de ovelha, truta cultivada e produtos lácteos.
A culinária venezuelana possui outros pratos muito conhecidos, como a arepa, uma espécie de bolinho assado em forma circular feito de massa de milho que é consumido recheado com outros alimentos ou utilizado como acompanhamento, as cachapas, o bode com coco, a reina pepiada, a carne no espeto, o asado negro, a grelha criolla, sopa de mondongo, pisca andina e bolinhos pelones, entre outros. Os tequeños, além de serem um patrimônio cultural, são o tipo de aperitivo mais apreciado no país, e também é muito extensa a preparação de empanadas. De origem estrangeira, encontram-se a fabada (da Espanha) e o pasticho (da Itália). Entre as bebidas mais difundidas estão a chicha venezuelana e o papelón com limão. A cerveja é a bebida alcoólica mais consumida, e também é produzido o ponche crema. Os runs venezuelanos têm grande tradição e figuram entre os melhores do mundo.

### Cinema e teatro
O cinema venezuelano iniciou sua produção em 1896, apenas um ano após a primeira produção dos irmãos Lumière na França.Predefinição:Demostrar O cinema nacional deu um dos seus passos mais importantes em 1934, ao instalar-se na cidade de Maracay a sede dos laboratórios nacionais e da Maracay Films. Nesse laboratório, foi filmado El milagro del lago, o primeiro documentário colorido realizado na Venezuela e na América Latina.

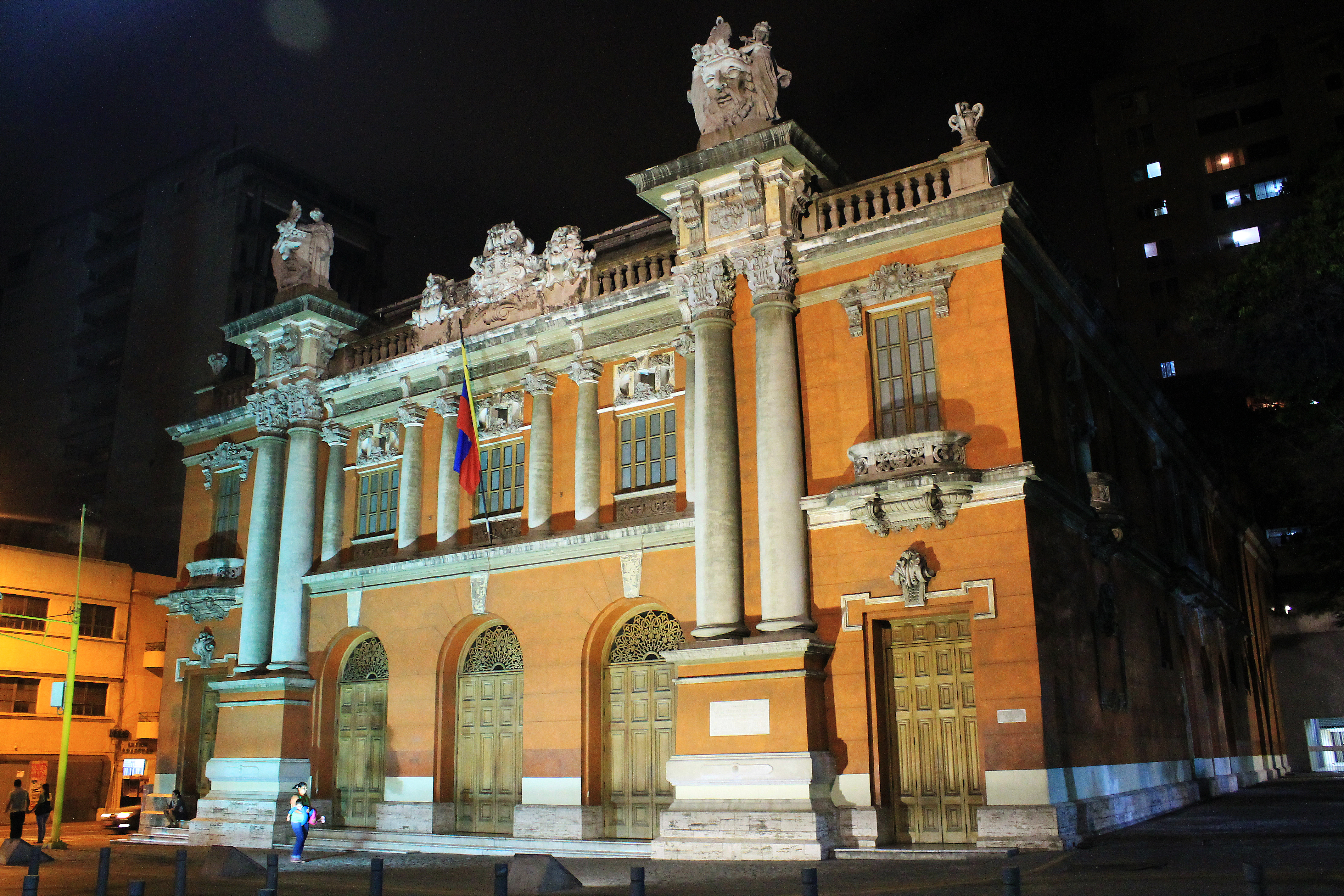
Fachada do Teatro Nacional da Venezuela, Caracas.

O cinema venezuelano, por sua vez, tem-se caracterizado por uma produção irregular, embora tenha vivido uma época dourada nas décadas de 1970 e 1980, com realizadores como Mauricio Walerstein, Clemente de la Cerda e Román Chalbaud, este último autor do filme considerado por muitos a melhor obra do cinema venezuelano: El pez que fuma (1977). Talvez a cineasta mais bem-sucedida do país tenha sido Margot Benacerraf, que conquistou para a Venezuela a Palma de Ouro no Festival de Cannes de 1959 com sua obra Araya. Os diretores mais representativos são Fina Torres, Elia Schneider, Alberto Arvelo, José Ramón Novoa e Diego Rísquez. A entidade reguladora é o Centro Nacional Autónomo de Cinematografía. Os cinco filmes mais vistos na história do cinema venezuelano são Papita, maní, tostón (2013) de Luis Carlos Hueck (com 1 840 281 milhões de espectadores), Homicídio culposo (1984) de César Bolívar (1 335 552), Macu, la mujer del policía (1987) de Solveig Hoogesteijn (1 180 621), Secuestro express (2005) de Jonathan Jakubowicz, e La hora cero (2010) de Diego Velasco.
Por sua vez, as manifestações teatrais venezuelanas são pouco documentadas durante o período pré-colombiano, em parte devido à visão eurocêntrica do mundo e ao pouco desenvolvimento das tribos indígenas locais, em comparação com os astecas, maias e incas. No entanto, o teatro cumpria uma função importante na difusão da identidade da tribo, desenvolvendo-se mais nos Andes venezuelanos, onde era utilizado com fins educativos e religiosos. A profissionalização do teatro chegou durante a Colônia, no Predefinição:Século. Diz-se que o teatro venezuelano moderno foi influenciado na maioria pelas peças de Tennessee Williams devido ao tratamento dos problemas humanos, e foi popularizado pela chamada Santíssima Trindade do teatro venezuelano: José Ignacio Cabrujas, Isaac Chocrón e Román Chalbaud. Sua atividade é prolífica e busca enriquecer-se com obras universais e novas técnicas cênicas. Existem numerosos grupos teatrais, como a Companhia Nacional de Teatro, o Rajatabla, o Theja e a Cátedra Venezuelana da Cena.

### Esportes
As origens do esporte na Venezuela remontam à época colonial, quando na segunda metade do Predefinição:Século o gado foi introduzido no país. Isso deu origem ao coleio, um esporte equestre que consiste em derrubar um touro pela cauda, originado das tarefas agropecuárias nos llanos. Da mesma época datam as bochas crioulas, jogo semelhante à bocha e à petanca. Esta última modalidade foi introduzida por monges espanhóis nesse mesmo período histórico, mas sua popularidade cresceria já no Predefinição:Século. Ambas as práticas têm muita tradição no país. Algumas artes marciais autóctones são o garrote tocuyano e o combate de submissão karive.

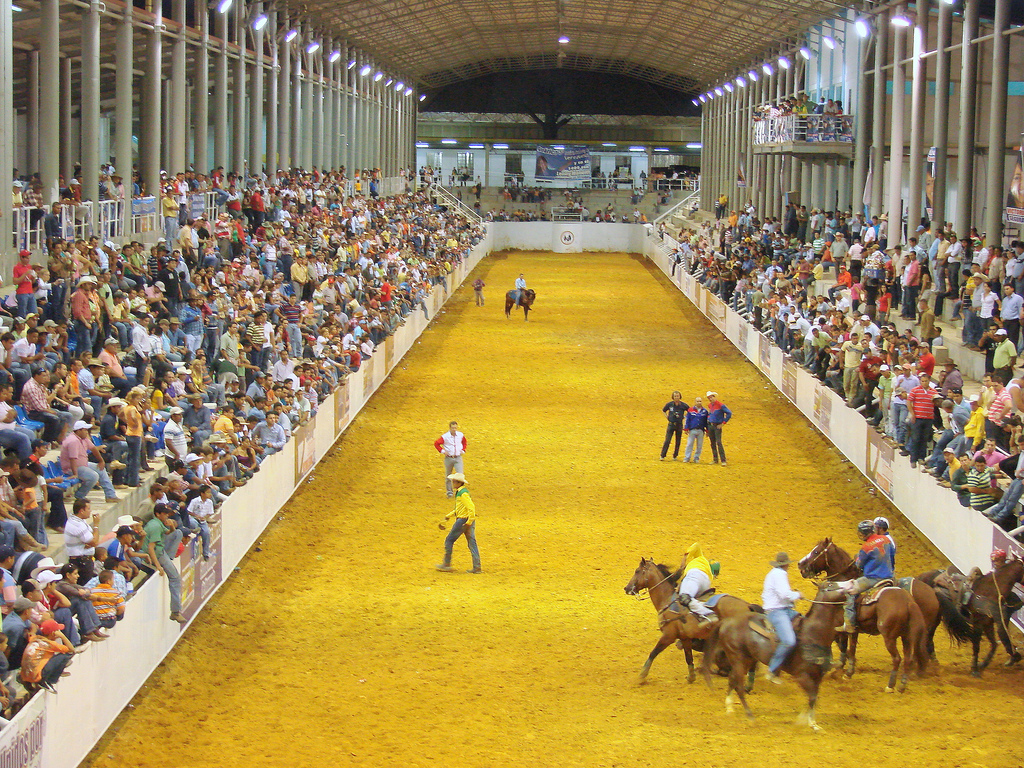
O coleio de touros é o esporte nacional, originado nas zonas rurais do centro do país na época colonial.

O beisebol é o principal esporte do país. A popularidade deste esporte cresceu de forma extraordinária após a vitória da Venezuela na Copa do Mundo de Beisebol de 1941. Nesta área, a Venezuela destacou-se notavelmente, conquistando sete títulos da Série do Caribe, e foi medalhista de ouro na Copa do Mundo de Beisebol em três ocasiões. A Liga Venezuelana de Beisebol Profissional, fundada em 1945, organiza a principal competição anual na modalidade, contando com oito equipes. Além disso, a Venezuela é o segundo maior exportador de jogadores de beisebol, superada apenas pela República Dominicana. Em 2008, um total de 729 jogadores de beisebol venezuelanos possuíam contrato no beisebol profissional estrangeiro. Para o país, é de grande importância acompanhar a carreira esportiva dos venezuelanos na liga americana de beisebol. Vale destacar que a Venezuela é uma das potências mundiais neste esporte. O país também tem uma seleção feminina de beisebol que ganhou a medalha de bronze no mundial de beisebol feminino de 2016. O basquetebol também  é considerado um dos esportes mais populares do país.
O futebol viu sua popularidade aumentar nos últimos anos, até se tornar um esporte que atrai multidões no país. Organizado pela Federação Venezuelana de Futebol (FVF), afiliada à FIFA, o aumento das vitórias e da qualidade do jogo da Seleção Venezuelana de Futebol desde 2001 estimulou o desenvolvimento dessa modalidade e atraiu mais fãs. A Venezuela organizou pela primeira vez uma Copa América em sua 42ª edição de 2007, embora sua melhor participação no torneio tenha sido em 2011, quando obteve o quarto lugar. As maiores conquistas do futebol venezuelano foram dois títulos no Campeonato Sul-americano de Futebol Feminino Sub-17 em 2013 e 2016, além de um vice-campeonato no Campeonato Sul-americano de Futebol Sub-17 de 2013. A seleção também alcançou o vice-campeonato na Copa do Mundo FIFA Sub-20 de 2017. Na variação de futebol de salão, a Venezuela tem uma trajetória importante, sagrando-se campeã no Campeonato Mundial de futsal da AMF em 1997.
Nos esportes a motor, o venezuelano mais destacado foi Johnny Cecotto. Ele se tornou o campeão mundial mais jovem na história do motociclismo ao vencer o Grande Prêmio da França em 350cc, adicionando o Campeonato Mundial de 750cc aos seus títulos. Nesta modalidade, também se destacou Carlos Lavado, ao vencer duas vezes o Campeonato Mundial de 250cc, e Pastor Maldonado, piloto de Fórmula 1 vencedor do Grande Prêmio da Espanha de 2012.

### Concursos de beleza
A Venezuela é conhecida por ser uma «fábrica de rainhas de beleza», pois ostenta 7 títulos de Miss Universo —um concurso de beleza feminina internacional e anual em que se julga a beleza integral—, ficando atrás apenas dos Estados Unidos, que o venceram 9 vezes. De fato, foram os americanos que ajudaram a introduzir o concurso na Venezuela. O Miss Venezuela começou como um concurso de beleza em 1952, patrocinado pela companhia aérea Pan Am e uma empresa que fabricava trajes de banho.
O país conta com mais de 200 academias de modelagem onde treinam meninas a partir dos 4 anos em disciplinas como maquiagem, glamour, oratória, foto-posing, expressão corporal, além de outras habilidades, já que a indústria do reinado tornou-se um dos negócios mais lucrativos e eficientes do país. Por isso, os concursos de beleza fazem parte da cultura popular na Venezuela, onde anualmente são realizados cerca de 600 concursos. O escritor Raúl Gallegos, em seu livro de 2016 «Crude Nation: How Oil Riches Ruined Venezuela», apontou que «a riqueza petrolífera nutriu uma cultura em que a aparência tem uma importância primordial». Além disso, a Venezuela tem uma das maiores taxas de procedimentos cosméticos per capita no mundo.
A fama da Venezuela na produção de rainhas vencedoras de coroas atravessou fronteiras, com várias candidatas de outros países contratando os serviços das agências de modelos venezuelanas para serem treinadas e assim aumentarem suas chances de vitória nos concursos em que participam. O movimento feminista na Venezuela manifestou-se ao longo dos anos contra o culto ao concurso. Em 1972, um grupo de mulheres, inspiradas pela obra de Simone de Beauvoir —considerada a fundadora do feminismo contemporâneo—, reuniu-se no Teatro Municipal de Caracas, onde estava sendo realizado o evento do Miss Venezuela. Elas seguravam cartazes condenando o evento e tentaram pintar com spray os vestidos das participantes antes da chegada da polícia.

### Festividades
A Venezuela é o quarto país na América Latina em número de dias feriados. Existem também festividades muito importantes regionalmente devido à sua significação cultural, como a da Divina Pastora (14 de janeiro) em Lara, a Virgem de Consolação (15 de agosto) em Táchira, a Virgem do Socorro (13 de novembro) em Carabobo e a Virgem de Chiquinquirá (18 de novembro) no Zulia, celebrada com a Feira de La Chinita.